# 我家的熊孩子
《我家的熊孩子》（韓語：미운 우리 새끼）是由SBS電視台製作的綜藝節目，由申東燁、徐章焄、韓惠軫(至第20集)共同主持。節目主軸為重新書寫育兒日記－我家的熊孩子，主持人每週會與有份參演節目的單身藝人的母親，在演播室以觀察者的身份，通過拍攝得來的日常生活片段，認真地觀察單身孩子的生活狀況，並讓每位年邁母親表達一直擔心自己孩子的心情。
2017年1月20日(第21集)開始，節目改為邀請已婚或未婚的男、女藝人作為特別MC，與申東燁、徐章焄及熊孩子的媽媽團，在演播室一起觀察的形式來進行。台灣由friDay影音於4月17日起同步播出。

## 播出時間變更
| 播出日期              | 播出時間        | 長度   |
| --------------------- | --------------- | ------ |
| 2016/07/20 (中秋試播) | 23.10~00.30     | 80分鐘 |
| 每逢星期五播放        |                 |        |
| 2016/08/26~2017/04/07 | 23.20~00.50     | 90分鐘 |
| 每逢星期日播放        |                 |        |
| 2017/04/16~2017/10/15 | 1部-21.15~22.00 | 45分鐘 |
| 2017/04/16~2017/10/15 | 2部-22.00~23.05 | 65分鐘 |
| 2017/10/22~2019/03/31 | 1部-21.05~22.00 | 55分鐘 |
| 2017/10/22~2019/03/31 | 2部-22.00~23.05 | 65分鐘 |
| 2019/04/07~至今       | 1部-21.05~21.45 | 40分鐘 |
| 2019/04/07~至今       | 2部-21.45~22.25 | 40分鐘 |
| 2019/04/07~至今       | 3部-22.25~23.05 | 40分鐘 |

2018年2月18日：因為轉播平昌冬季奧運動會重點賽事關係，節目1部播放時間更改為22.55，2部播放時間為23.25。
2018年2月25日：轉播平昌冬季奧運動會閉幕典禮關係，節目1部播放時間更改為22.00，2部播放時間為22.55。

## 節目主持
| 播放日期                     | 節目主持               |
| ---------------------------- | ---------------------- |
| 2016年8月26日－2017年1月13日 | 申東燁、徐章焄、韓惠軫 |
| 2017年1月20日－至今          | 申東燁、徐章焄         |

2016年12月19日：主持人之一的韓惠軫需要再次跟隨其身為職業足球員的丈夫奇誠庸前往英國生活，確定從節目中下車。因此，由2017年1月20日（第21集）開始，節目改為邀請已婚或未婚的男、女藝人作為特別MC，與申東燁、徐章煇及熊孩子的媽媽團，在演播室一起觀察的形式來進行。

## 固定成員

### 固定媽媽團
| 熊媽媽   | 熊孩子  | 出生日期       | 出演集數                              | 備註        |
| -------- | ------- | -------------- | ------------------------------------- | ----------- |
| 趙惠善   | 金鍾國  | 1976年4月25日  | 第76~287集、第331集至今               |             |
| 金順子   | 金希澈  | 1983年7月10日  | 第153集至今                           | [ 2 ]       |
| 李玉珍   | Tony An | 1978年6月7日   | 第4~183集、第274集至今                | －          |
| 金坂禮   | DinDin  | 1991年11月20日 | 第290~303集、第307~308集、第310集至今 |             |
| 李申姬   | 許卿煥  | 1981年2月16日  | 第302集至今                           |             |
| 徐英男   | 李東健  | 1980年7月26日  | 第365集至今                           |             |
| 崔恩淑   | 金承洙  | 1971年7月25日  | 第369集、第375集、第377集至今         |             |
| 退出成員 |         |                |                                       |             |
| 朴東妍   | 金濟東  | 1974年2月3日   | 第1~3集                               | [ 3 ]       |
| 金賢珠   | 許志雄  | 1979年12月14日 | 第1~31集                              | [ 4 ] [ 5 ] |
| 林汝順   | 李常敏  | 1975年6月24日  | 第32~63, 69~70集                      | [ 6 ]       |
| 李善美   | 金健模  | 1968年1月13日  | 第1~128集                             | －          |
| 崔末順   | 洪真英  | 1985年8月9日   | 第118~217集                           | [ 7 ]       |
| 池仁秀   | 朴修弘  | 1970年10月27日 | 第1~237集                             | －          |
| 朴英惠   | 李太成  | 1985年4月21日  | 第184~301集                           | －          |

### 固定媽媽團的變化
2016年8月26日：正式定期播放(第1集)，朴修弘與母親池仁秀加入拍攝節目。
2016年9月9日：節目播畢(第3集)金濟東與母親朴東妍相關片段後，金濟東母子正式從節目中下車，同月23日(第4集)，Tony An與母親李玉珍於該集節目開始正式出演。
2017年4月3日：許志雄以「為重新展現不同的樣貌」為由，確定於4月7日(第31集)節目播畢後，與母親金賢珠從節目中下車，而接替出演者為音樂人李常敏與母親林汝順，於4月16日(第32集)開始正式出演。
2017年11月26日：李常敏母親林汝順女士，於11月19日節目播畢(第63集)後，因身體抱恙暫停參與往後日子的節目錄影。
2018年2月25日：金鍾國與母親趙惠善於節目第76集開始正式出演。
2018年12月23日：洪真英與母親崔末順及姐姐洪善英於節目第118集開始正式出演。
2019年3月3日：金建模母親李善美女士，於3月3日節目播畢(第128集)後，因身體抱恙暫停參與往後日子的節目錄影。
2019年8月25日：金希澈與母親金順子於節目第153集開始正式出演。
2020年3月29日：Tony An母親李玉珍女士確定於3月29日(第183集)節目播畢後從節目中下車，而接替出演者為李太成與母親朴英惠，於4月5日(第184集)開始正式出演。
2020年11月30日：因洪真英論文造假事件，確定於11月29日(第218集)節目起，與母親崔末順從節目中下車。
2021年4月3日：朴修弘因「想和媽媽一起休息」(主要是兄嫂侵吞個人財產爭議)，確定於4月18日(第238集)節目起，與母親池仁秀暫停參與往後日子的節目錄影，2021年7月21日在IG宣布與1993年出生圈外妻子結婚，正式退出節目錄影。
2022年1月2日：Tony An母親李玉珍女士於1月2日(第274集)節目再次參與出演。
2022年7月17日：李太成母親朴英惠女士，於7月17日節目播畢(第301集)後，因將作為獨立電影導演出道，為專注夢想而確定從節目中下車。接替出演者為許卿煥與母親李申姬，於7月24日(第302集)開始正式出演。

## 節目列表

### 2016年
| 第1~18集 | 第1~18集       | 第1~18集                                                                           |
| 集數     | 播出日期       | 來賓                                                                               |
| -------- | -------------- | ---------------------------------------------------------------------------------- |
| 試播     | 2016年7月20日  | 演播室： 申東燁、韓惠軫、徐章焄 來賓：金濟東、金健模、許志雄                       |
| 1        | 2016年8月26日  | 演播室： 申東燁、韓惠軫、徐章焄 來賓：金濟東、金健模、許志雄、朴修弘               |
| 2        | 2016年9月2日   | 演播室： 申東燁、韓惠軫、徐章焄 來賓：金濟東、金健模、許志雄、朴修弘               |
| 3        | 2016年9月9日   | 演播室： 申東燁、韓惠軫、徐章焄 來賓：金濟東、金健模、許志雄、朴修弘               |
| 4        | 2016年9月23日  | 演播室： 申東燁、韓惠軫、徐章焄 來賓：金健模、許志雄、朴修弘、Tony An              |
| 5        | 2016年9月30日  | 演播室： 申東燁、韓惠軫、徐章焄 來賓：金健模、許志雄、朴修弘、Tony An              |
| 6        | 2016年10月7日  | 演播室： 申東燁、韓惠軫、徐章焄 來賓：金健模、許志雄、朴修弘、Tony An              |
| 7        | 2016年10月14日 | 演播室： 申東燁、韓惠軫、徐章焄 來賓：金健模、許志雄、朴修弘、Tony An              |
| 8        | 2016年10月21日 | 演播室： 申東燁、韓惠軫、徐章焄 來賓：金健模、許志雄、朴修弘、Tony An 來賓：金鍾旼 |
| 9        | 2016年10月28日 | 演播室： 申東燁、韓惠軫、徐章焄 來賓：金健模、許志雄、朴修弘、Tony An              |
| 10       | 2016年11月4日  | 演播室： 申東燁、韓惠軫、徐章焄 來賓：金健模、許志雄、朴修弘、Tony An              |
| 11       | 2016年11月11日 | 演播室： 申東燁、韓惠軫、徐章焄 來賓：金健模、許志雄、朴修弘、Tony An              |
| 12       | 2016年11月18日 | 演播室： 申東燁、韓惠軫、徐章焄 來賓：金健模、許志雄、朴修弘、Tony An              |
| 13       | 2016年11月25日 | 演播室： 申東燁、韓惠軫、徐章焄 來賓：金健模、許志雄、朴修弘、Tony An              |
| 14       | 2016年12月2日  | 演播室： 申東燁、韓惠軫、徐章焄 來賓：金健模、許志雄、朴修弘、Tony An              |
| 15       | 2016年12月9日  | 演播室： 申東燁、韓惠軫、徐章焄 來賓：金健模、許志雄、朴修弘、Tony An              |
| 16       | 2016年12月16日 | 演播室： 申東燁、韓惠軫、徐章焄 來賓：金健模、許志雄、朴修弘、Tony An              |
| 17       | 2016年12月23日 | 演播室： 申東燁、韓惠軫、徐章焄 來賓：金健模、許志雄、朴修弘、Tony An              |
| 18       | 2016年12月30日 | 演播室： 申東燁、韓惠軫、徐章焄 來賓：金健模、許志雄、朴修弘、Tony An              |

### 2017年
| 第19~68集 | 第19~68集      | 第19~68集 | 第19~68集 |
| 集數      | 播出日期       | 來賓 |           |
| --------- | -------------- | --- | --------- |
| 19        | 2017年1月6日   | 演播室： 申東燁、韓惠軫、徐章焄 來賓：金健模、許志雄、朴修弘、Tony An |           |
| 20        | 2017年1月13日  | 演播室： 申東燁、韓惠軫、徐章焄 來賓：金健模、許志雄、朴修弘、Tony An |           |
| 21        | 2017年1月20日  | 演播室： 申東燁、徐章焄、金旻鍾 來賓：金健模、許志雄、朴修弘、Tony An |           |
| 22        | 2017年1月27日  | 演播室： 申東燁、徐章焄、金旻鍾 來賓：金健模、許志雄、朴修弘、Tony An |           |
| 23        | 2017年2月3日   | 演播室：申東燁、徐章焄、金鍾旼 來賓：金健模、許志雄、朴修弘、Tony An |           |
| 24        | 2017年2月10日  | 演播室：申東燁、徐章焄、金鍾旼 來賓：金健模、許志雄、朴修弘、Tony An |           |
| 25        | 2017年2月17日  | 演播室：申東燁、徐章焄、車太鉉 來賓：金健模、許志雄、朴修弘、Tony An |           |
| 26        | 2017年2月24日  | 演播室：申東燁、徐章焄、車太鉉 來賓：金健模、許志雄、朴修弘、Tony An |           |
| 27        | 2017年3月3日   | 演播室：申東燁、徐章焄、成始璄 來賓：金健模、許志雄、朴修弘、Tony An |           |
| 28        | 2017年3月17日  | 演播室：申東燁、徐章焄、成始璄 來賓：金健模、許志雄、朴修弘、Tony An |           |
| 29        | 2017年3月24日  | 演播室：申東燁、徐章焄、卓在勳 來賓：金健模、許志雄、朴修弘、Tony An |           |
| 30        | 2017年3月31日  | 演播室：申東燁、徐章焄、卓在勳 來賓：金健模、許志雄、朴修弘、Tony An |           |
| 31        | 2017年4月7日   | 演播室：申東燁、徐章焄、金興國 來賓：金健模、許志雄、朴修弘、Tony An |           |
| 32        | 2017年4月16日  | 演播室：申東燁、徐章焄、安在旭 來賓：金健模、朴修弘、Tony An、李常敏 |           |
| 33        | 2017年4月23日  | 演播室：申東燁、徐章焄、安在旭 來賓：金健模、朴修弘、Tony An、李常敏 |           |
| 34        | 2017年4月30日  | 演播室：申東燁、徐章焄、柳熙烈 來賓：金健模、朴修弘、Tony An、李常敏 |           |
| 35        | 2017年5月7日   | 演播室：申東燁、徐章焄、柳熙烈 來賓：金健模、朴修弘、Tony An、李常敏 |           |
| 36        | 2017年5月14日  | 演播室：申東燁、徐章焄、柳熙烈 來賓：金健模、朴修弘、Tony An、李常敏 |           |
| 37        | 2017年5月21日  | 演播室：申東燁、徐章焄、柳熙烈 來賓：金健模、朴修弘、Tony An、李常敏 |           |
| 38        | 2017年5月28日  | 演播室：申東燁、徐章焄、朱相昱 來賓：金健模、朴修弘、Tony An、李常敏 |           |
| 39        | 2017年6月4日   | 演播室：申東燁、徐章焄、朱相昱 來賓：金健模、朴修弘、Tony An、李常敏 |           |
| 40        | 2017年6月11日  | 演播室：申東燁、徐章焄、朴明洙 來賓：金健模、朴修弘、Tony An、李常敏 |           |
| 41        | 2017年6月18日  | 演播室：申東燁、徐章焄、朴明洙 來賓：金健模、朴修弘、Tony An、李常敏 |           |
| 42        | 2017年6月25日  | 演播室：申東燁、徐章焄、吳娟受 來賓：金健模、朴修弘、Tony An、李常敏 |           |
| 43        | 2017年7月2日   | 演播室：申東燁、徐章焄、吳娟受 來賓：金健模、朴修弘、Tony An、李常敏 |           |
| 44        | 2017年7月9日   | 演播室：申東燁、徐章焄、延政勳 來賓：金健模、朴修弘、Tony An、李常敏 |           |
| 45        | 2017年7月16日  | 演播室：申東燁、徐章焄、延政勳 來賓：金健模、朴修弘、Tony An、李常敏 |           |
| 46        | 2017年7月23日  | 演播室：申東燁、徐章焄、尹相鉉 來賓：金健模、朴修弘、Tony An、李常敏 |           |
| 47        | 2017年7月30日  | 演播室：申東燁、徐章焄、尹相鉉 來賓：金健模、朴修弘、Tony An、李常敏 |           |
| 48        | 2017年8月6日   | 演播室：申東燁、徐章焄、金喜善 來賓：金健模、朴修弘、Tony An、李常敏 |           |
| 49        | 2017年8月13日  | 演播室：申東燁、徐章焄、金喜善 來賓：金健模、朴修弘、Tony An、李常敏 |           |
| 50        | 2017年8月20日  | 演播室：申東燁、徐章焄、金喜善、金鍾國 來賓：金健模、朴修弘、Tony An、李常敏 |           |
| 51        | 2017年8月27日  | 演播室：申東燁、徐章焄、金喜善、金鍾國 來賓：金健模、朴修弘、Tony An、李常敏 |           |
| 52        | 2017年9月3日   | 演播室：申東燁、徐章焄、蔡時那 來賓：金健模、朴修弘、Tony An、李常敏 |           |
| 53        | 2017年9月10日  | 演播室：申東燁、徐章焄、蔡時那 來賓：金健模、朴修弘、Tony An、李常敏 特別出演：藤田小百合、藤田小百合父母 |           |
| 54        | 2017年9月17日  | 演播室：申東燁、徐章焄、孫志昌 來賓：金健模、朴修弘、Tony An、李常敏 特別出演：藤田小百合、藤田小百合父母 |           |
| 55        | 2017年9月24日  | 演播室：申東燁、徐章焄、孫志昌 來賓：金健模、朴修弘、Tony An、李常敏 |           |
| 56        | 2017年10月1日  | 演播室：申東燁、徐章焄、李善美（金健模母親）、池仁秀（朴修弘母親）、林汝順（李常敏母親）、李玉珍（Tony An母親） 特別MC:安貞桓 來賓：金健模、李常敏、朴修弘、Tony An 特別出演：尹正秀、金鍾旼、白佳、Boom                              |           |
| 57        | 2017年10月8日  | 演播室：申東燁、徐章焄、李善美（金健模母親）、池仁秀（朴修弘母親）、林汝順（李常敏母親）、李玉珍（Tony An母親） 特別MC:安貞桓 來賓：金健模、李常敏、朴修弘、Tony An 特別出演：尹正秀、金鍾旼、白佳、Boom                              |           |
| 58        | 2017年10月15日 | 演播室：申東燁、徐章焄、李善美、池仁秀、林汝順、李玉珍 特別MC:金賢珠 來賓：金健模、李常敏、朴修弘、Tony An 特別出演：尹正秀、金鍾旼、白佳、Don Spike、DinDin、Dok2                                                                    |           |
| 59        | 2017年10月22日 | 演播室：申東燁、徐章焄、李善美、池仁秀、林汝順、李玉珍 特別MC:金賢珠 來賓：金健模、李常敏、朴修弘、Tony An 特別出演：Din Din、Dok2、滑川康男、Samuel Okyere、朴泰煥（朴修弘父親）                                                     |           |
| 60        | 2017年10月29日 | 演播室：申東燁、徐章焄、李善美（金健模母親）、池仁秀（朴修弘母親）、林汝順（李常敏母親）、李玉珍（Tony An母親） 特別MC:孫泰英 來賓：金健模、李常敏、朴修弘、Tony An 特別出演：滑川康男、Samuel Okyere、朴泰煥（朴修弘父親）、楊姬銀   |           |
| 61        | 2017年11月5日  | 演播室：申東燁、徐章焄、李善美、池仁秀、林汝順、李玉珍 特別MC:孫泰英 來賓：金健模、李常敏、朴修弘、Tony An 特別出演：尹正秀、金鍾旼、白佳、南昶熙、藤田小百合                                                                         |           |
| 62        | 2017年11月12日 | 演播室：申東燁、徐章焄、李善美、池仁秀、林汝順、李玉珍 特別MC:金諪恩 來賓：金健模、李常敏、朴修弘、Tony An 特別出演：南昶熙、金鍾旼、白佳                                                                                             |           |
| 63        | 2017年11月19日 | 演播室：申東燁、徐章焄、李善美（金健模母親）、池仁秀（朴修弘母親）、林汝順（李常敏母親）、李玉珍（Tony An母親） 特別MC:金諪恩 來賓：金健模、李常敏、朴修弘、Tony An 特別出演：高準熹、Sleepy、金鍾旼、白佳、Boom                      |           |
| 64        | 2017年11月26日 | 演播室：申東燁、徐章焄、李善美、池仁秀、李玉珍 特別MC:申昇勳 來賓：金健模、李常敏、朴修弘、Tony An 特別出演：兪世潤、李茂松、金興國、太真兒、池善子（朴修弘姨媽）及朴修弘媽媽的鄰居                                                   |           |
| 65        | 2017年12月3日  | 演播室：申東燁、徐章焄、李善美、池仁秀、李玉珍 特別MC:申昇勳 來賓：金健模、李常敏、朴修弘、Tony An 特別出演：高準熹、Boom、李茂松、金興國、太真兒、晉久、金成均、尹正秀、尹正秀舅父                                                   |           |
| 66        | 2017年12月10日 | 演播室：申東燁、徐章焄、李善美（金健模母親）、池仁秀（朴修弘母親）、李玉珍（Tony An母親） 特別MC:金秀路 來賓：金健模、李常敏、朴修弘、Tony An 特別出演：白佳、裴起成、尹正秀、南昶熙、孫憲秀、朴慶琳、DinDin                          |           |
| 67        | 2017年12月17日 | 演播室：申東燁、徐章焄、李善美、池仁秀、李玉珍 特別MC:金秀路 來賓：金健模、李常敏、朴修弘、Tony An 特別出演：Jessi、Boom、李菊主、文世潤、金度均、尹正秀                                                                              |           |
| 68        | 2017年12月24日 | 演播室：申東燁、徐章焄、李善美（金健模母親）、池仁秀（朴修弘母親）、李玉珍（Tony An母親） 特別MC:高準熹 來賓：金健模、李常敏、朴修弘、Tony An 特別出演：金鍾旼、白成賢、金秀勇、池相烈、朱炳進、Boom、滑川康男、Samuel Okyere及其家人 |           |

### 2018年
| 第69~119集 | 第69~119集     | 第69~119集 | 第69~119集                             | 第69~119集                                      | 第69~119集 |
| 集數       | 播出日期       | 演播室 | 演播室                                 | 觀察影片                                        | 觀察影片 |
| 集數       | 播出日期       | 固定成員 | 特別MC                                 | 熊孩子                                          | 特別出演 |
| ---------- | -------------- | --- | -------------------------------------- | ----------------------------------------------- | --- |
| 69         | 2018年1月7日   | 申東燁、 徐章焄、 李善美 (金健模母親)、 池仁秀 (朴修弘母親)、 李玉珍 (Tony An母親)                                             | 金秀路                                 | 金健模、 李常敏、 朴修弘、 Tony An              | 卓在勳、鄭埻夏 滑川康男、Boom、Samuel Okyere及其母親 孫鍾民（金健模經理人公司代表）                                                                             |
| 70         | 2018年1月14日  | 申東燁、 徐章焄、 李善美 (金健模母親)、 池仁秀 (朴修弘母親)、 李玉珍 (Tony An母親)                                             | 金素姸                                 | 金健模、 李常敏、 朴修弘、 Tony An              | 朱炳進、金秀勇、池相烈 卓在勳、滑川康男、Boom、Samuel Okyere及其母親                                                                                            |
| 71         | 2018年1月21日  | 申東燁、 徐章焄、 李善美 (金健模母親)、 池仁秀 (朴修弘母親)、 李玉珍 (Tony An母親)                                             | 李壽根                                 | 金健模、 李常敏、 朴修弘、 Tony An              | 李茂松、盧士燕、 孫憲秀、Don Spike 滑川康男、Boom、Samuel Okyere及其加納朋友                                                                                    |
| 72         | 2018年1月28日  | 申東燁、 徐章焄、 李善美 (金健模母親)、 池仁秀 (朴修弘母親)、 李玉珍 (Tony An母親)                                             | 李壽根                                 | 金健模、 李常敏、 朴修弘、 Tony An              | 梁世炯、梁世燦、 具俊曄、Julian Quintart 簡浩燮（弘益大學服裝設計系教授） 廉庚恆、孫憲秀、南昶熙                                                                |
| 73         | 2018年2月4日   | 申東燁、 徐章焄、 李善美 (金健模母親)、 池仁秀 (朴修弘母親)、 李玉珍 (Tony An母親)                                             | 盧士燕                                 | 金健模、 李常敏、 朴修弘、 Tony An              | 太珍兒、金興國、李茂松 Samuel Okyere及其母親 廉庚恆、孫憲秀、南昶熙                                                                                             |
| 74         | 2018年2月11日  | 申東燁、 徐章焄、 李善美 (金健模母親)、 池仁秀 (朴修弘母親)、 李玉珍 (Tony An母親)                                             | 金龍萬                                 | 金健模、 李常敏、 朴修弘、 Tony An              | Haha及母親(絨衣玉靜)、 梁世炯、梁世燦、文世潤、崔聖珉、黃帝聖 廉庚恆、孫憲秀、南昶熙、陳光民（越南VTV6節目導演）                                                |
| 75         | 2018年2月18日  | 特輯：回顧節目開播以來點擊率最多的片段                                                                                         | 特輯：回顧節目開播以來點擊率最多的片段 | 特輯：回顧節目開播以來點擊率最多的片段          | 特輯：回顧節目開播以來點擊率最多的片段 |
| 76         | 2018年2月25日  | 申東燁、 徐章焄、 李善美 (金健模母親)、 池仁秀 (朴修弘母親)、 李玉珍 (Tony An母親)、 趙惠善 (金鍾國母親)                       | 張赫                                   | 金健模、 李常敏、 朴修弘、 Tony An、 金鍾國加入 | 卓在勳 金甲鎮室長（金鍾國經理人） |
| 77         | 2018年3月4日   | 申東燁、 徐章焄、 李善美 (金健模母親)、 池仁秀 (朴修弘母親)、 李玉珍 (Tony An母親)、 趙惠善 (金鍾國母親)                       | 張赫勝利                               | 金健模、 李常敏、 朴修弘、 Tony An、 金鍾國加入 | 滑川康男、Boom、Samuel Okyere及其母親 太珍兒、金興國、李茂松 |
| 78         | 2018年3月11日  | 申東燁、 徐章焄、 李善美 (金健模母親)、 池仁秀 (朴修弘母親)、 李玉珍 (Tony An母親)、 趙惠善 (金鍾國母親)                       | 勝利                                   | 金健模、 李常敏、 朴修弘、 金鍾國               | 金淑、尹正秀 金甲鎮室長（金鍾國經理人） 卓在勳 |
| 79         | 2018年3月18日  | 申東燁、 徐章焄、 李善美 (金健模母親)、 池仁秀 (朴修弘母親)、 李玉珍 (Tony An母親)、 趙惠善 (金鍾國母親)                       | 勝利宋智孝                             | 金健模、 李常敏、 朴修弘、 金鍾國               | 河成雲、黃旼炫（Wanna One）、金甲鎮室長（金鍾國經理人） Dok2 、John Dean（Renowned Clothing行政總裁及創辦人） DinDin                                            |
| 80         | 2018年3月25日  | 申東燁、 徐章焄、 李善美 (金健模母親)、 池仁秀 (朴修弘母親)、 李玉珍 (Tony An母親)、 趙惠善 (金鍾國母親)                       | 宋智孝李多海                           | 金健模、 李常敏、 朴修弘、 金鍾國               | 卓在勳 金甲鎮室長（金鍾國經理人）、Shorry J、Roger (歌手) 金佑鎮 (金健模姪子)                                                                                   |
| 81         | 2018年4月1日   | 申東燁、 徐章焄、 李善美 (金健模母親)、 池仁秀 (朴修弘母親)、 李玉珍 (Tony An母親)、 趙惠善 (金鍾國母親)                       | 李多海                                 | 金健模、 李常敏、 朴修弘、 金鍾國               | 洪真英、朴泰煥 (朴修弘父親) 金甲鎮室長 (金鍾國經理人) 藤田 小百合                                                                                               |
| 82         | 2018年4月8日   | 申東燁、 徐章焄、 李善美 (金健模母親)、 池仁秀 (朴修弘母親)、 李玉珍 (Tony An母親)、 趙惠善 (金鍾國母親)                       | 李多海朱炳進                           | 金健模、 李常敏、 朴修弘、 金鍾國               | 尹正秀、孫憲秀、南昶熙、裴起成夫婦、奎潭（藝人） Don Spike、藤田 小百合 金鍾旼 （由於綜藝藝人金生珉的性騷擾事件，令到原本在這一集他與卓在勳的演出部份被抽起。） |
| 83         | 2018年4月15日  | 申東燁、 徐章焄、 李善美 (金健模母親)、 池仁秀 (朴修弘母親)、 李玉珍 (Tony An母親)、 趙惠善 (金鍾國母親)                       | 朱炳進                                 | 金健模、 李常敏、 朴修弘、 金鍾國               | 李雄鎬、朴相勉、李本 (韓國歌手)、金桐俊 朴泰煥 (朴修弘父親)、崔敦壁 (尹正秀舅父) 金鍾旼                                                                         |
| 84         | 2018年4月22日  | 申東燁、 徐章焄、 李善美 (金健模母親)、 池仁秀 (朴修弘母親)、 李玉珍 (Tony An母親)、 趙惠善 (金鍾國母親)                       | 朱炳進洪真英                           | 金健模、 李常敏、 朴修弘、 金鍾國               | 金鍾明 (金鍾國哥哥) 金鍾旼 卓在勳 |
| 85         | 2018年4月29日  | 申東燁、 徐章焄、 李善美 (金健模母親)、 池仁秀 (朴修弘母親)、 李玉珍 (Tony An母親)、 趙惠善 (金鍾國母親)                       | 洪真英                                 | 金健模、 李常敏、 朴修弘、 金鍾國               | Shorry J、春植、泰韓、茂弘、金甲鎮 (金鍾國經理人) |
| 86         | 2018年5月6日   | 申東燁、 徐章焄、 李善美 (金健模母親)、 池仁秀 (朴修弘母親)、 李玉珍 (Tony An母親)、 趙惠善 (金鍾國母親)                       | 林元熙                                 | 金健模、 李常敏、 朴修弘、 金鍾國               | 尹正秀、林河龍、全有成、李聖美、李京萊、 金振浩、吳在未、嚴龍珠 金甲鎮 (金鍾國經理人)                                                                           |
| 87         | 2018年5月13日  | 申東燁、 徐章焄、 李善美 (金健模母親)、 池仁秀 (朴修弘母親)、 李玉珍 (Tony An母親)、 趙惠善 (金鍾國母親)                       | 鄭麗媛                                 | 金健模、 李常敏、 朴修弘、 金鍾國               | 金鍾旼、姜里奧 卓在勳、金守美 林元熙 |
| 88         | 2018年5月20日  | 申東燁、 徐章焄、 李善美 (金健模母親)、 池仁秀 (朴修弘母親)、 李玉珍 (Tony An母親)、 趙惠善 (金鍾國母親)                       | 鄭麗媛                                 | 金健模、 李常敏、 林元熙                        | 卓在勳、金守美 |
| 89         | 2018年5月27日  | 申東燁、 徐章焄、 李善美 (金健模母親)、 池仁秀 (朴修弘母親)、 李玉珍 (Tony An母親)、 趙惠善 (金鍾國母親)                       | 太珍兒                                 | 李常敏、 朴修弘、 勝利、 金鍾國                 | 金鍾旼、藤田 小百合 |
| 90         | 2018年6月3日   | 申東燁、 徐章焄、 李善美 (金健模母親)、 池仁秀 (朴修弘母親)、 李玉珍 (Tony An母親)、 趙惠善 (金鍾國母親)                       | 李水京金守美                           | 金健模、 李常敏、 朴修弘、 勝利、               | 太珍兒、藤田 小百合 |
| 91         | 2018年6月10日  | 申東燁、 徐章焄、 李善美 (金健模母親)、 池仁秀 (朴修弘母親)、 李玉珍 (Tony An母親)、 趙惠善 (金鍾國母親)                       | 金守美                                 | 金健模、 林元熙、 金鍾國                        | Haha、梁世燦 |
| 92         | 2018年6月17日  | 申東燁、 徐章焄、 李善美 (金健模母親)、 池仁秀 (朴修弘母親)、 李玉珍 (Tony An母親)、 趙惠善 (金鍾國母親)                       | 金守美                                 | 李常敏、 朴修弘、 金鍾國                        | Haha、梁世燦、勝利 |
| 93         | 2018年6月24日  | 申東燁、 徐章焄、 李善美 (金健模母親)、 池仁秀 (朴修弘母親)、 李玉珍 (Tony An母親)、 趙惠善 (金鍾國母親)                       | 金喜愛                                 | 金健模、 金鍾國、 朴修弘                        | 梁世燦 |
| 94         | 2018年7月1日   | 申東燁、 徐章焄、 李善美 (金健模母親)、 池仁秀 (朴修弘母親)、 李玉珍 (Tony An母親)、 趙惠善 (金鍾國母親)                       | 金喜愛                                 | 金健模、 林元熙、 李常敏                        | 勝利、池相烈 |
| 95         | 2018年7月8日   | 申東燁、 徐章焄、 李善美 (金健模母親)、 池仁秀 (朴修弘母親)、 李玉珍 (Tony An母親)、 趙惠善 (金鍾國母親)                       | 朴重勛                                 | 朴修弘、 李常敏、 金鍾國                        | 尹正秀、勝利 |
| 96         | 2018年7月15日  | 申東燁、 徐章焄、 李善美 (金健模母親)、 池仁秀 (朴修弘母親)、 李玉珍 (Tony An母親)、 趙惠善 (金鍾國母親)                       | 朴重勛                                 | 金健模、 林元熙、 金鍾國                        | 金鍾旼、李茂松 |
| 97         | 2018年7月22日  | 申東燁、 徐章焄、 李善美 (金健模母親)、 池仁秀 (朴修弘母親)、 李玉珍 (Tony An母親)、 趙惠善 (金鍾國母親)                       | 柳好貞                                 | 金鍾國、 李常敏、 勝利                          | Soya、卓在勳、BLACKPINK |
| 98         | 2018年7月29日  | 申東燁、 徐章焄、 李善美 (金健模母親)、 池仁秀 (朴修弘母親)、 李玉珍 (Tony An母親)、 趙惠善 (金鍾國母親)                       | 柳好貞                                 | 金健模、 林元熙、 梁世炯、梁世燦                | 金鍾旼、李茂松、盧士燕 |
| 99         | 2018年8月5日   | 申東燁、 徐章焄、 李善美 (金健模母親)、 池仁秀 (朴修弘母親)、 李玉珍 (Tony An母親)、 趙惠善 (金鍾國母親)                       | 申惠善                                 | 朴修弘、 金鍾國、 梁世炯、梁世燦                | 朴泰煥 (朴修弘父親)、尹正秀、崔敦壁 (尹正秀舅父)、安陽新星高中師生                                                                                              |
| 100        | 2018年8月12日  | 申東燁、 徐章焄、 李善美 (金健模母親)、 池仁秀 (朴修弘母親)、 李玉珍 (Tony An母親)、 趙惠善 (金鍾國母親)                       | 申惠善                                 | 李常敏、 金健模、 梁世炯、梁世燦                | 金智賢、蔡麗娜、Narsha、 李茂松、 太珍兒 |
| 101        | 2018年8月19日  | 申東燁、 徐章焄、 李善美 (金健模母親)、 池仁秀 (朴修弘母親)、 李玉珍 (Tony An母親)、 趙惠善 (金鍾國母親)                       | 盧士燕                                 | 金鍾國、 林元熙、 朴修弘                        | Haha、梁世燦、 朴泰煥 (朴修弘父親)、尹正秀、崔敦壁(尹正秀舅父)                                                                                                  |
| 102        | 2018年9月2日   | 申東燁、 徐章焄、 李善美 (金健模母親)、 池仁秀 (朴修弘母親)、 李玉珍 (Tony An母親)、 趙惠善 (金鍾國母親)                       | 李昇基                                 | 林元熙                                          | 金民教、觀相大師 |
| 102        | 2018年9月2日   | 申東燁、 徐章焄、 李善美 (金健模母親)、 池仁秀 (朴修弘母親)、 李玉珍 (Tony An母親)、 趙惠善 (金鍾國母親)                       | 李昇基                                 | 金健模                                          | 李茂松、太珍兒、金X恩(相親對象) |
| 102        | 2018年9月2日   | 申東燁、 徐章焄、 李善美 (金健模母親)、 池仁秀 (朴修弘母親)、 李玉珍 (Tony An母親)、 趙惠善 (金鍾國母親)                       | 李昇基                                 | 鄭在炯                                          | 不適用 |
| 103        | 2018年9月9日   | 申東燁、 徐章焄、 李善美 (金健模母親)、 池仁秀 (朴修弘母親)、 李玉珍 (Tony An母親)、 趙惠善 (金鍾國母親)                       | 李昇基                                 | 朴修弘                                          | 朴泰煥 (朴修弘父親)、尹正秀、崔敦壁 (尹正秀舅父) |
| 103        | 2018年9月9日   | 申東燁、 徐章焄、 李善美 (金健模母親)、 池仁秀 (朴修弘母親)、 李玉珍 (Tony An母親)、 趙惠善 (金鍾國母親)                       | 李昇基                                 | 鄭在炯                                          | （鄭在炯經理人） |
| 103        | 2018年9月9日   | 申東燁、 徐章焄、 李善美 (金健模母親)、 池仁秀 (朴修弘母親)、 李玉珍 (Tony An母親)、 趙惠善 (金鍾國母親)                       | 李昇基                                 | 金鍾國                                          | 金甲鎮室長（金鍾國經理人）、春植、Roger（歌手）、洪真英 |
| 104        | 2018年9月16日  | 申東燁、 徐章焄、 李善美 (金健模母親)、 池仁秀 (朴修弘母親)、 李玉珍 (Tony An母親)、 趙惠善 (金鍾國母親)                       | 任昌丁                                 | 李常敏 金鍾國 林元熙                            | 藤田 小百合、李菊主、Sleepy 金甲鎮室長（金鍾國經理人）、春植、Roger（歌手）、洪真英 金民教、金英三、金英浩 (人間劇場演員)                                       |
| 105        | 2018年9月23日  | 申東燁、 徐章焄、 李善美 (金健模母親)、 池仁秀 (朴修弘母親)、 李玉珍 (Tony An母親)、 趙惠善 (金鍾國母親)                       | 任昌丁                                 | 金鍾國 金健模 林元熙                            | 金正男 金鍾旼、白佳 金民教 |
| 106        | 2018年9月30日  | 申東燁、 徐章焄、 李善美 (金健模母親)、 池仁秀 (朴修弘母親)、 李玉珍 (Tony An母親)、 趙惠善 (金鍾國母親)                       | 李東健                                 | 朴修弘 金健模 朱炳進                            | 尹正秀、崔大成、姜奎澤、孫宪洙 孫鍾民（金健模經理人公司代表）、Boom、Tony An、金智敏 大、中、小 (朱炳進的三隻狗)                                                |
| 107        | 2018年10月7日  | 申東燁、 徐章焄、 李善美 (金健模母親)、 池仁秀 (朴修弘母親)、 李玉珍 (Tony An母親)、 趙惠善 (金鍾國母親)                       | 李東健                                 | 金鍾國 林元熙 朱炳進                            | 金鍾旼 鄭石勇 大、中、小 (朱炳進的三隻狗) |
| 108        | 2018年10月14日 | 申東燁、 徐章焄、 李善美 (金健模母親)、 池仁秀 (朴修弘母親)、 李玉珍 (Tony An母親)、 趙惠善 (金鍾國母親)                       | 裴正南                                 | 林元熙 李常敏 金鍾國                            | 金亨泰、劉東奎、李鍚宇 (林元熙老同學) 簡浩燮 (弘益大學服裝設計系教授) 金甲鎮室長 (金鍾國經理人)                                                                 |
| 109        | 2018年10月21日 | 申東燁、 徐章焄、 李善美 (金健模母親)、 池仁秀 (朴修弘母親)、 李玉珍 (Tony An母親)、 趙惠善 (金鍾國母親)                       | 趙胤熙                                 | 李常敏 金健模 裴正南                            | 簡浩燮 (弘益大學服裝設計系教授) 孫鍾民 (金健模經理人公司代表) Bell (裴正南的狗)                                                                                 |
| 110        | 2018年10月28日 | 申東燁、 徐章焄、 李善美 (金健模母親)、 池仁秀 (朴修弘母親)、 李玉珍 (Tony An母親)、 趙惠善 (金鍾國母親)                       | 金峻鉉                                 | 朴修弘 金鍾國 裴正南                            | 金英熙、權仁淑 (金英熙媽媽)、崔恩京 Haha、梁世燦 Bell (裴正南的狗)                                                                                              |
| 111        | 2018年11月4日  | 申東燁、 徐章焄、 李善美 (金健模母親)、 池仁秀 (朴修弘母親)、 李玉珍 (Tony An母親)、 趙惠善 (金鍾國母親)                       | 尹度玹                                 | 金鍾國                                          | Haha、梁世燦 |
| 111        | 2018年11月4日  | 申東燁、 徐章焄、 李善美 (金健模母親)、 池仁秀 (朴修弘母親)、 李玉珍 (Tony An母親)、 趙惠善 (金鍾國母親)                       | 尹度玹                                 | 金健模                                          | 姜富子、太珍兒 |
| 111        | 2018年11月4日  | 申東燁、 徐章焄、 李善美 (金健模母親)、 池仁秀 (朴修弘母親)、 李玉珍 (Tony An母親)、 趙惠善 (金鍾國母親)                       | 尹度玹                                 | 林元熙                                          | |
| 112        | 2018年11月11日 | 申東燁、 徐章焄、 李善美 (金健模母親)、 池仁秀 (朴修弘母親)、 李玉珍 (Tony An母親)、 趙惠善 (金鍾國母親)                       | 李文世                                 | 金健模                                          | 李茂松、太珍兒、盧士燕 |
| 112        | 2018年11月11日 | 申東燁、 徐章焄、 李善美 (金健模母親)、 池仁秀 (朴修弘母親)、 李玉珍 (Tony An母親)、 趙惠善 (金鍾國母親)                       | 李文世                                 | 裴正南                                          | 李素賢 (服裝設計師)、阪順真 (男性服裝設計師)、朴慧拉 (珠寶設計師)、洪真熙 (服裝設計師)、Song Zio (時尚設計師)、車勝元                                           |
| 112        | 2018年11月11日 | 申東燁、 徐章焄、 李善美 (金健模母親)、 池仁秀 (朴修弘母親)、 李玉珍 (Tony An母親)、 趙惠善 (金鍾國母親)                       | 李文世                                 | 金鍾國                                          | 金正男、金緩宣 |
| 113        | 2018年11月18日 | 申東燁、 徐章焄、 李善美 (金健模母親)、 池仁秀 (朴修弘母親)、 李玉珍 (Tony An母親)、 趙惠善 (金鍾國母親)                       | 李文世                                 | 李常敏                                          | 張東民、許卿煥、Sleepy |
| 113        | 2018年11月18日 | 申東燁、 徐章焄、 李善美 (金健模母親)、 池仁秀 (朴修弘母親)、 李玉珍 (Tony An母親)、 趙惠善 (金鍾國母親)                       | 李文世                                 | 林元熙                                          | 鄭石勇 |
| 113        | 2018年11月18日 | 申東燁、 徐章焄、 李善美 (金健模母親)、 池仁秀 (朴修弘母親)、 李玉珍 (Tony An母親)、 趙惠善 (金鍾國母親)                       | 李文世                                 | 洪真英                                          | 洪善英 (洪真英姐姐) |
| 114        | 2018年11月25日 | 申東燁、 徐章焄、 李善美 (金健模母親)、 池仁秀 (朴修弘母親)、 李玉珍 (Tony An母親)、 趙惠善 (金鍾國母親)                       | 李珉廷                                 | 金健模                                          | 李茂松、太珍兒、盧士燕 |
| 114        | 2018年11月25日 | 申東燁、 徐章焄、 李善美 (金健模母親)、 池仁秀 (朴修弘母親)、 李玉珍 (Tony An母親)、 趙惠善 (金鍾國母親)                       | 李珉廷                                 | 林元熙                                          | 鄭石勇 |
| 114        | 2018年11月25日 | 申東燁、 徐章焄、 李善美 (金健模母親)、 池仁秀 (朴修弘母親)、 李玉珍 (Tony An母親)、 趙惠善 (金鍾國母親)                       | 李珉廷                                 | 洪真英                                          | 洪善英 (洪真英姐姐) |
| 115        | 2018年12月2日  | 申東燁、 徐章焄、 李善美 (金健模母親)、 池仁秀 (朴修弘母親)、 李玉珍 (Tony An母親)、 趙惠善 (金鍾國母親)                       | 李珉廷                                 | 朴修弘                                          | 孫憲秀、姜奎澤、崔大成、南昌熙 |
| 115        | 2018年12月2日  | 申東燁、 徐章焄、 李善美 (金健模母親)、 池仁秀 (朴修弘母親)、 李玉珍 (Tony An母親)、 趙惠善 (金鍾國母親)                       | 李珉廷                                 | 金鍾國                                          | 李常敏、藤田小百合 |
| 115        | 2018年12月2日  | 申東燁、 徐章焄、 李善美 (金健模母親)、 池仁秀 (朴修弘母親)、 李玉珍 (Tony An母親)、 趙惠善 (金鍾國母親)                       | 李珉廷                                 | 裴正南                                          | 金亨來、李聖旻、金泰潤 (導演)、大衛·麥金尼斯 |
| 116        | 2018年12月9日  | 申東燁、 徐章焄、 李善美 (金健模母親)、 池仁秀 (朴修弘母親)、 李玉珍 (Tony An母親)、 趙惠善 (金鍾國母親)                       | 李仙姬                                 | 金鍾國                                          | 李常敏、藤田小百合 |
| 116        | 2018年12月9日  | 申東燁、 徐章焄、 李善美 (金健模母親)、 池仁秀 (朴修弘母親)、 李玉珍 (Tony An母親)、 趙惠善 (金鍾國母親)                       | 李仙姬                                 | 金健模                                          | 金賢模 (金健模弟弟)、金宇鎮 (金健模侄兒) |
| 116        | 2018年12月9日  | 申東燁、 徐章焄、 李善美 (金健模母親)、 池仁秀 (朴修弘母親)、 李玉珍 (Tony An母親)、 趙惠善 (金鍾國母親)                       | 李仙姬                                 | 裴正南                                          | 石明來（裴正南友人) |
| 117        | 2018年12月16日 | 申東燁、 徐章焄、 李善美 (金健模母親)、 池仁秀 (朴修弘母親)、 李玉珍 (Tony An母親)、 趙惠善 (金鍾國母親)                       | 朴珠美                                 | 林元熙                                          | 林元熙經理人 |
| 117        | 2018年12月16日 | 申東燁、 徐章焄、 李善美 (金健模母親)、 池仁秀 (朴修弘母親)、 李玉珍 (Tony An母親)、 趙惠善 (金鍾國母親)                       | 朴珠美                                 | 李常敏                                          | 藤田 小百合、藤田和子 (小百合媽媽)、金九拉 |
| 117        | 2018年12月16日 | 申東燁、 徐章焄、 李善美 (金健模母親)、 池仁秀 (朴修弘母親)、 李玉珍 (Tony An母親)、 趙惠善 (金鍾國母親)                       | 朴珠美                                 | 裴正南                                          | 石明來（裴正南友人)、釜山故鄉小區的奶奶們 |
| 118        | 2018年12月23日 | 申東燁、 徐章焄、 李善美 (金健模母親)、 池仁秀 (朴修弘母親)、 李玉珍 (Tony An母親)、 趙惠善 (金鍾國母親)、 崔末順 (洪真英母親) | 李凡秀                                 | 金健模                                          | 笑星 (林俊赫、張弘帝、李俊炯) |
| 118        | 2018年12月23日 | 申東燁、 徐章焄、 李善美 (金健模母親)、 池仁秀 (朴修弘母親)、 李玉珍 (Tony An母親)、 趙惠善 (金鍾國母親)、 崔末順 (洪真英母親) | 李凡秀                                 | 金鍾國                                          | 金正男、金緩宣 |
| 118        | 2018年12月23日 | 申東燁、 徐章焄、 李善美 (金健模母親)、 池仁秀 (朴修弘母親)、 李玉珍 (Tony An母親)、 趙惠善 (金鍾國母親)、 崔末順 (洪真英母親) | 李凡秀                                 | 洪真英                                          | 洪善英 (洪真英姐姐) |
| 119        | 2018年12月30日 | 申東燁、 徐章焄、 李善美 (金健模母親)、 池仁秀 (朴修弘母親)、 李玉珍 (Tony An母親)、 趙惠善 (金鍾國母親)、 崔末順 (洪真英母親) | 李凡秀                                 | 洪真英                                          | 洪善英 (洪真英姐姐)、洪榛浩、李斗希 |
| 119        | 2018年12月30日 | 申東燁、 徐章焄、 李善美 (金健模母親)、 池仁秀 (朴修弘母親)、 李玉珍 (Tony An母親)、 趙惠善 (金鍾國母親)、 崔末順 (洪真英母親) | 李凡秀                                 | 金鍾國                                          | 金正男、金緩宣、金英宣 (金媛宣妹妹) |

### 2019年
| 第120~170集 | 第120~170集    | 第120~170集 | 第120~170集                  | 第120~170集 | 第120~170集 |
| 集數        | 播出日期       | 演播室 | 演播室                       | 觀察影片    | 觀察影片 |
| 集數        | 播出日期       | 固定成員 | 特別MC                       | 熊孩子      | 特別出演 |
| ----------- | -------------- | --- | ---------------------------- | ----------- | --- |
| 120         | 2019年1月6日   | 申東燁、 徐章焄、 李善美 (金健模母親)、 池仁秀 (朴修弘母親)、 李玉珍 (Tony An母親)、 趙惠善 (金鍾國母親)、 崔末順 (洪真英母親) | 辛愛羅                       | 李常敏      | 張東民 |
| 120         | 2019年1月6日   | 申東燁、 徐章焄、 李善美 (金健模母親)、 池仁秀 (朴修弘母親)、 李玉珍 (Tony An母親)、 趙惠善 (金鍾國母親)、 崔末順 (洪真英母親) | 辛愛羅                       | 金健模      | 金鍾旼 |
| 120         | 2019年1月6日   | 申東燁、 徐章焄、 李善美 (金健模母親)、 池仁秀 (朴修弘母親)、 李玉珍 (Tony An母親)、 趙惠善 (金鍾國母親)、 崔末順 (洪真英母親) | 辛愛羅                       | 裴正南      | 卞耀漢、Bell (裴正南的狗） |
| 121         | 2019年1月13日  | 申東燁、 徐章焄、 李善美 (金健模母親)、 池仁秀 (朴修弘母親)、 李玉珍 (Tony An母親)、 趙惠善 (金鍾國母親)、 崔末順 (洪真英母親) | 辛愛羅                       | 林元熙      | 【金民教、李曉英】夫婦 |
| 121         | 2019年1月13日  | 申東燁、 徐章焄、 李善美 (金健模母親)、 池仁秀 (朴修弘母親)、 李玉珍 (Tony An母親)、 趙惠善 (金鍾國母親)、 崔末順 (洪真英母親) | 辛愛羅                       | 裴正南      | 卞耀漢、Bell (裴正南的狗） |
| 121         | 2019年1月13日  | 申東燁、 徐章焄、 李善美 (金健模母親)、 池仁秀 (朴修弘母親)、 李玉珍 (Tony An母親)、 趙惠善 (金鍾國母親)、 崔末順 (洪真英母親) | 辛愛羅                       | 洪真英      | 洪善英 (洪真英姐姐) |
| 122         | 2019年1月20日  | 申東燁、 徐章焄、 李善美 (金健模母親)、 池仁秀 (朴修弘母親)、 李玉珍 (Tony An母親)、 趙惠善 (金鍾國母親)、 崔末順 (洪真英母親) | 辛愛羅 JunJin                | 朴修弘      | 洪锡天 |
| 122         | 2019年1月20日  | 申東燁、 徐章焄、 李善美 (金健模母親)、 池仁秀 (朴修弘母親)、 李玉珍 (Tony An母親)、 趙惠善 (金鍾國母親)、 崔末順 (洪真英母親) | 辛愛羅 JunJin                | 金鍾國      | 金甲鎮室長（金鍾國經理人）、春植 |
| 122         | 2019年1月20日  | 申東燁、 徐章焄、 李善美 (金健模母親)、 池仁秀 (朴修弘母親)、 李玉珍 (Tony An母親)、 趙惠善 (金鍾國母親)、 崔末順 (洪真英母親) | 辛愛羅 JunJin                | 林元熙      | － |
| 123         | 2019年1月27日  | 申東燁、 徐章焄、 李善美 (金健模母親)、 池仁秀 (朴修弘母親)、 李玉珍 (Tony An母親)、 趙惠善 (金鍾國母親)、 崔末順 (洪真英母親) | 崔秀宗                       | 金健模      | － |
| 123         | 2019年1月27日  | 申東燁、 徐章焄、 李善美 (金健模母親)、 池仁秀 (朴修弘母親)、 李玉珍 (Tony An母親)、 趙惠善 (金鍾國母親)、 崔末順 (洪真英母親) | 崔秀宗                       | 洪真英      | 洪善英 (洪真英姐姐) |
| 123         | 2019年1月27日  | 申東燁、 徐章焄、 李善美 (金健模母親)、 池仁秀 (朴修弘母親)、 李玉珍 (Tony An母親)、 趙惠善 (金鍾國母親)、 崔末順 (洪真英母親) | 崔秀宗                       | 金鍾國      | 金甲鎮室長 (金鍾國經理人)、春植、車太鉉、趙寅成、林周煥                                                                                      |
| 124         | 2019年2月3日   | 申東燁、 徐章焄、 李善美 (金健模母親)、 池仁秀 (朴修弘母親)、 李玉珍 (Tony An母親)、 趙惠善 (金鍾國母親)、 崔末順 (洪真英母親) | 崔秀宗                       | 林元熙      | 真熙、雪夏、世羅、成淑 (林元熙大學戲劇科同學)                                                                                                |
| 124         | 2019年2月3日   | 申東燁、 徐章焄、 李善美 (金健模母親)、 池仁秀 (朴修弘母親)、 李玉珍 (Tony An母親)、 趙惠善 (金鍾國母親)、 崔末順 (洪真英母親) | 崔秀宗                       | 裴正南      | － |
| 124         | 2019年2月3日   | 申東燁、 徐章焄、 李善美 (金健模母親)、 池仁秀 (朴修弘母親)、 李玉珍 (Tony An母親)、 趙惠善 (金鍾國母親)、 崔末順 (洪真英母親) | 崔秀宗                       | 李常敏      | 金甫城、李秀妍 (女拳手) |
| 125         | 2019年2月10日  | 申東燁、 徐章焄、 李善美 (金健模母親)、 池仁秀 (朴修弘母親)、 李玉珍 (Tony An母親)、 趙惠善 (金鍾國母親)、 崔末順 (洪真英母親) | 李荷妮                       | 金健模      | 【高明煥、林志恩】夫婦、孫鍾民 (金健模經理人公司代表)                                                                                        |
| 125         | 2019年2月10日  | 申東燁、 徐章焄、 李善美 (金健模母親)、 池仁秀 (朴修弘母親)、 李玉珍 (Tony An母親)、 趙惠善 (金鍾國母親)、 崔末順 (洪真英母親) | 李荷妮                       | 李常敏      | 金甫城、李秀妍 (女拳手) |
| 125         | 2019年2月10日  | 申東燁、 徐章焄、 李善美 (金健模母親)、 池仁秀 (朴修弘母親)、 李玉珍 (Tony An母親)、 趙惠善 (金鍾國母親)、 崔末順 (洪真英母親) | 李荷妮                       | 金鍾國      | 俞世潤 |
| 125         | 2019年2月10日  | 申東燁、 徐章焄、 李善美 (金健模母親)、 池仁秀 (朴修弘母親)、 李玉珍 (Tony An母親)、 趙惠善 (金鍾國母親)、 崔末順 (洪真英母親) | 李荷妮                       | 洪真英      | 洪善英 (洪真英姐姐)、金信英、申智、李斗希 |
| 126         | 2019年2月17日  | 申東燁、 徐章焄、 李善美 (金健模母親)、 池仁秀 (朴修弘母親)、 李玉珍 (Tony An母親)、 趙惠善 (金鍾國母親)、 崔末順 (洪真英母親) | 丁一宇                       | 林元熙      | 朴修弘 |
| 126         | 2019年2月17日  | 申東燁、 徐章焄、 李善美 (金健模母親)、 池仁秀 (朴修弘母親)、 李玉珍 (Tony An母親)、 趙惠善 (金鍾國母親)、 崔末順 (洪真英母親) | 丁一宇                       | 金鍾國      | 俞世潤、Muzie |
| 126         | 2019年2月17日  | 申東燁、 徐章焄、 李善美 (金健模母親)、 池仁秀 (朴修弘母親)、 李玉珍 (Tony An母親)、 趙惠善 (金鍾國母親)、 崔末順 (洪真英母親) | 丁一宇                       | 洪真英      | 洪善英 (洪真英姐姐)、金信英、申智、李斗希 |
| 127         | 2019年2月24日  | 申東燁、 徐章焄、 李善美 (金健模母親)、 池仁秀 (朴修弘母親)、 李玉珍 (Tony An母親)、 趙惠善 (金鍾國母親)、 崔末順 (洪真英母親) | 韓藝瑟                       | 林元熙      | 朴修弘 |
| 127         | 2019年2月24日  | 申東燁、 徐章焄、 李善美 (金健模母親)、 池仁秀 (朴修弘母親)、 李玉珍 (Tony An母親)、 趙惠善 (金鍾國母親)、 崔末順 (洪真英母親) | 韓藝瑟                       | 金鍾國      | 金正男、金鍾旼、申智、白佳 |
| 127         | 2019年2月24日  | 申東燁、 徐章焄、 李善美 (金健模母親)、 池仁秀 (朴修弘母親)、 李玉珍 (Tony An母親)、 趙惠善 (金鍾國母親)、 崔末順 (洪真英母親) | 韓藝瑟                       | 裴正南      | Bell (裴正南的狗） |
| 128         | 2019年3月3日   | 申東燁、 徐章焄、 李善美 (金健模母親)、 池仁秀 (朴修弘母親)、 李玉珍 (Tony An母親)、 趙惠善 (金鍾國母親)、 崔末順 (洪真英母親) | 韓藝瑟                       | 林元熙      | 鄭石勇 |
| 128         | 2019年3月3日   | 申東燁、 徐章焄、 李善美 (金健模母親)、 池仁秀 (朴修弘母親)、 李玉珍 (Tony An母親)、 趙惠善 (金鍾國母親)、 崔末順 (洪真英母親) | 韓藝瑟                       | 洪真英      | 洪善英 (洪真英姐姐)、金鍾國 |
| 129         | 2019年3月10日  | 申東燁、 徐章焄、 池仁秀 (朴修弘母親)、 李玉珍 (Tony An母親)、 趙惠善 (金鍾國母親)、 崔末順 (洪真英母親)                       | 朴喜洵                       | 林元熙      | 鄭石勇 |
| 129         | 2019年3月10日  | 申東燁、 徐章焄、 池仁秀 (朴修弘母親)、 李玉珍 (Tony An母親)、 趙惠善 (金鍾國母親)、 崔末順 (洪真英母親)                       | 朴喜洵                       | 李常敏      | 金守美、卓在勳 |
| 129         | 2019年3月10日  | 申東燁、 徐章焄、 池仁秀 (朴修弘母親)、 李玉珍 (Tony An母親)、 趙惠善 (金鍾國母親)、 崔末順 (洪真英母親)                       | 朴喜洵                       | 洪真英      | 洪善英 (洪真英姐姐) |
| 130         | 2019年3月17日  | 申東燁、 徐章焄、 池仁秀 (朴修弘母親)、 李玉珍 (Tony An母親)、 趙惠善 (金鍾國母親)、 崔末順 (洪真英母親)                       | 朴喜洵                       | 洪真英      | 洪善英 (洪真英姐姐) |
| 130         | 2019年3月17日  | 申東燁、 徐章焄、 池仁秀 (朴修弘母親)、 李玉珍 (Tony An母親)、 趙惠善 (金鍾國母親)、 崔末順 (洪真英母親)                       | 朴喜洵                       | 李常敏      | 金守美、卓在勳 |
| 130         | 2019年3月17日  | 申東燁、 徐章焄、 池仁秀 (朴修弘母親)、 李玉珍 (Tony An母親)、 趙惠善 (金鍾國母親)、 崔末順 (洪真英母親)                       | 朴喜洵                       | 金鍾國      | 金甲鎮室長 (金鍾國經理人)、Haha、朴敏哲律師                                                                                                  |
| 131         | 2019年3月24日  | 申東燁、 徐章焄、 池仁秀 (朴修弘母親)、 李玉珍 (Tony An母親)、 趙惠善 (金鍾國母親)、 崔末順 (洪真英母親)                       | 潤娥                         | 金健模      | 李茂松、太珍兒、白佳、車熙情 (白佳媽媽) |
| 131         | 2019年3月24日  | 申東燁、 徐章焄、 池仁秀 (朴修弘母親)、 李玉珍 (Tony An母親)、 趙惠善 (金鍾國母親)、 崔末順 (洪真英母親)                       | 潤娥                         | 金鍾國      | 金甲鎮室長 (金鍾國經理人)、Haha、朴敏哲律師                                                                                                  |
| 131         | 2019年3月24日  | 申東燁、 徐章焄、 池仁秀 (朴修弘母親)、 李玉珍 (Tony An母親)、 趙惠善 (金鍾國母親)、 崔末順 (洪真英母親)                       | 潤娥                         | 洪真英      | 洪善英 (洪真英姐姐)、金信英 |
| 132         | 2019年3月31日  | 申東燁、 徐章焄、 池仁秀 (朴修弘母親)、 李玉珍 (Tony An母親)、 趙惠善 (金鍾國母親)、 崔末順 (洪真英母親)                       | 潤娥                         | 朴修弘      | 孫憲秀、尹正秀 |
| 132         | 2019年3月31日  | 申東燁、 徐章焄、 池仁秀 (朴修弘母親)、 李玉珍 (Tony An母親)、 趙惠善 (金鍾國母親)、 崔末順 (洪真英母親)                       | 潤娥                         | 裴正南      | 朴誠雄、嚴正花、李相侖、金鐘秀、李哲夏導演                                                                                                   |
| 132         | 2019年3月31日  | 申東燁、 徐章焄、 池仁秀 (朴修弘母親)、 李玉珍 (Tony An母親)、 趙惠善 (金鍾國母親)、 崔末順 (洪真英母親)                       | 潤娥                         | 林元熙      | 鄭石勇 |
| 133         | 2019年4月7日   | 申東燁、 徐章焄、 池仁秀 (朴修弘母親)、 李玉珍 (Tony An母親)、 趙惠善 (金鍾國母親)、 崔末順 (洪真英母親)                       | 李泰蘭                       | 裴正南      | 朴慧拉 (珠寶設計師)、阪順真 (男性服裝設計師)、李素賢 (服裝設計師)、洪真熙 (服裝設計師)                                                       |
| 133         | 2019年4月7日   | 申東燁、 徐章焄、 池仁秀 (朴修弘母親)、 李玉珍 (Tony An母親)、 趙惠善 (金鍾國母親)、 崔末順 (洪真英母親)                       | 李泰蘭                       | 洪真英      | 洪善英 (洪真英姐姐)、金信英 |
| 133         | 2019年4月7日   | 申東燁、 徐章焄、 池仁秀 (朴修弘母親)、 李玉珍 (Tony An母親)、 趙惠善 (金鍾國母親)、 崔末順 (洪真英母親)                       | 李泰蘭                       | 李常敏      | 金甫城 |
| 134         | 2019年4月14日  | 申東燁、 徐章焄、 池仁秀 (朴修弘母親)、 李玉珍 (Tony An母親)、 趙惠善 (金鍾國母親)、 崔末順 (洪真英母親)                       | 李泰蘭                       | 金健模      | 金宇鎮 (金健模侄子) |
| 134         | 2019年4月14日  | 申東燁、 徐章焄、 池仁秀 (朴修弘母親)、 李玉珍 (Tony An母親)、 趙惠善 (金鍾國母親)、 崔末順 (洪真英母親)                       | 李泰蘭                       | 裴正南      | 朴慧拉 (珠寶設計師)、阪順真 (男性服裝設計師)、李素賢 (服裝設計師)、洪真熙 (服裝設計師)                                                       |
| 134         | 2019年4月14日  | 申東燁、 徐章焄、 池仁秀 (朴修弘母親)、 李玉珍 (Tony An母親)、 趙惠善 (金鍾國母親)、 崔末順 (洪真英母親)                       | 李泰蘭                       | 李常敏      | 金甫城 |
| 135         | 2019年4月21日  | 申東燁、 徐章焄、 池仁秀 (朴修弘母親)、 李玉珍 (Tony An母親)、 趙惠善 (金鍾國母親)、 崔末順 (洪真英母親)                       | 金英光                       | 林元熙      | 朴修弘 |
| 135         | 2019年4月21日  | 申東燁、 徐章焄、 池仁秀 (朴修弘母親)、 李玉珍 (Tony An母親)、 趙惠善 (金鍾國母親)、 崔末順 (洪真英母親)                       | 金英光                       | 金鍾國      | 金甲鎮室長（金鍾國經理人)、池仁秀 (朴修弘母親)、李玉珍 (Tony An母親)、趙惠善 (金鍾國母親)、崔末順 (洪真英母親)、劉在錫、全昭旻、李光洙、Haha |
| 135         | 2019年4月21日  | 申東燁、 徐章焄、 池仁秀 (朴修弘母親)、 李玉珍 (Tony An母親)、 趙惠善 (金鍾國母親)、 崔末順 (洪真英母親)                       | 金英光                       | 裴正南      | 朴慧拉 (珠寶設計師)、阪順真 (男性服裝設計師)、李素賢 (服裝設計師)、洪真熙 (服裝設計師)                                                       |
| 136         | 2019年4月28日  | 申東燁、 徐章焄、 池仁秀 (朴修弘母親)、 李玉珍 (Tony An母親)、 趙惠善 (金鍾國母親)、 崔末順 (洪真英母親)                       | 金知碩                       | 裴正南      | 朴慧拉 (珠寶設計師)、阪順真 (男性服裝設計師)、李素賢 (服裝設計師)、洪真熙 (服裝設計師)                                                       |
| 136         | 2019年4月28日  | 申東燁、 徐章焄、 池仁秀 (朴修弘母親)、 李玉珍 (Tony An母親)、 趙惠善 (金鍾國母親)、 崔末順 (洪真英母親)                       | 金知碩                       | 李常敏      | 卓在勳 |
| 136         | 2019年4月28日  | 申東燁、 徐章焄、 池仁秀 (朴修弘母親)、 李玉珍 (Tony An母親)、 趙惠善 (金鍾國母親)、 崔末順 (洪真英母親)                       | 金知碩                       | 洪真英      | 洪善英 (洪真英姐姐) |
| 137         | 2019年5月5日   | 申東燁、 徐章焄、 池仁秀 (朴修弘母親)、 李玉珍 (Tony An母親)、 趙惠善 (金鍾國母親)、 崔末順 (洪真英母親)                       | 江珠恩                       | 李常敏      | 卓在勳 |
| 137         | 2019年5月5日   | 申東燁、 徐章焄、 池仁秀 (朴修弘母親)、 李玉珍 (Tony An母親)、 趙惠善 (金鍾國母親)、 崔末順 (洪真英母親)                       | 江珠恩                       | 洪真英      | 洪善英 (洪真英姐姐) |
| 137         | 2019年5月5日   | 申東燁、 徐章焄、 池仁秀 (朴修弘母親)、 李玉珍 (Tony An母親)、 趙惠善 (金鍾國母親)、 崔末順 (洪真英母親)                       | 江珠恩                       | JunJin      | － |
| 138         | 2019年5月12日  | 申東燁、 徐章焄、 池仁秀 (朴修弘母親)、 李玉珍 (Tony An母親)、 趙惠善 (金鍾國母親)、 崔末順 (洪真英母親)                       | 朴炯植                       | 李常敏      | 林元熙、趙成奎導演、金康鉉 |
| 138         | 2019年5月12日  | 申東燁、 徐章焄、 池仁秀 (朴修弘母親)、 李玉珍 (Tony An母親)、 趙惠善 (金鍾國母親)、 崔末順 (洪真英母親)                       | 朴炯植                       | JunJin      | 神話成員 |
| 138         | 2019年5月12日  | 申東燁、 徐章焄、 池仁秀 (朴修弘母親)、 李玉珍 (Tony An母親)、 趙惠善 (金鍾國母親)、 崔末順 (洪真英母親)                       | 朴炯植                       | 金鍾國      | 洪善英 (洪真英姐姐) |
| 139         | 2019年5月19日  | 申東燁、 徐章焄、 池仁秀 (朴修弘母親)、 李玉珍 (Tony An母親)、 趙惠善 (金鍾國母親)、 崔末順 (洪真英母親)                       | 金垣喜                       | 金健模      | 白佳、金鍾旼 |
| 139         | 2019年5月19日  | 申東燁、 徐章焄、 池仁秀 (朴修弘母親)、 李玉珍 (Tony An母親)、 趙惠善 (金鍾國母親)、 崔末順 (洪真英母親)                       | 金垣喜                       | 李常敏      | 卓在勳、金守美 |
| 139         | 2019年5月19日  | 申東燁、 徐章焄、 池仁秀 (朴修弘母親)、 李玉珍 (Tony An母親)、 趙惠善 (金鍾國母親)、 崔末順 (洪真英母親)                       | 金垣喜                       | 林元熙      | 沈相奵議員 |
| 140         | 2019年5月26日  | 申東燁、 徐章焄、 池仁秀 (朴修弘母親)、 李玉珍 (Tony An母親)、 趙惠善 (金鍾國母親)、 崔末順 (洪真英母親)                       | 金垣喜                       | 朴修弘      | 孫憲秀及家人(父母、哥哥、嫂子、兩名侄女) |
| 140         | 2019年5月26日  | 申東燁、 徐章焄、 池仁秀 (朴修弘母親)、 李玉珍 (Tony An母親)、 趙惠善 (金鍾國母親)、 崔末順 (洪真英母親)                       | 金垣喜                       | 金鍾國      | 金甲鎮室長 (金鍾國經理人)、春植 |
| 140         | 2019年5月26日  | 申東燁、 徐章焄、 池仁秀 (朴修弘母親)、 李玉珍 (Tony An母親)、 趙惠善 (金鍾國母親)、 崔末順 (洪真英母親)                       | 金垣喜                       | 李常敏      | 金守美、卓在勳 |
| 141         | 2019年6月2日   | 申東燁、 徐章焄、 池仁秀 (朴修弘母親)、 李玉珍 (Tony An母親)、 趙惠善 (金鍾國母親)、 崔末順 (洪真英母親)                       | 高俊                         | 李常敏      | 金守美、卓在勳 |
| 141         | 2019年6月2日   | 申東燁、 徐章焄、 池仁秀 (朴修弘母親)、 李玉珍 (Tony An母親)、 趙惠善 (金鍾國母親)、 崔末順 (洪真英母親)                       | 高俊                         | 裴正南      | Bell (裴正南的狗）、裴正南的夫婦朋友、春嘣 (正南夫婦朋友的狗)                                                                                |
| 141         | 2019年6月2日   | 申東燁、 徐章焄、 池仁秀 (朴修弘母親)、 李玉珍 (Tony An母親)、 趙惠善 (金鍾國母親)、 崔末順 (洪真英母親)                       | 高俊                         | 洪真英      | 洪善英 (洪真英姐姐) |
| 142         | 2019年6月9日   | 申東燁、 徐章焄、 池仁秀 (朴修弘母親)、 李玉珍 (Tony An母親)、 趙惠善 (金鍾國母親)、 崔末順 (洪真英母親)                       | 高俊                         | 李常敏      | 金甫城 |
| 142         | 2019年6月9日   | 申東燁、 徐章焄、 池仁秀 (朴修弘母親)、 李玉珍 (Tony An母親)、 趙惠善 (金鍾國母親)、 崔末順 (洪真英母親)                       | 高俊                         | 金鍾國      | 金甲鎮室長 (金鍾國經理人)、春植 |
| 142         | 2019年6月9日   | 申東燁、 徐章焄、 池仁秀 (朴修弘母親)、 李玉珍 (Tony An母親)、 趙惠善 (金鍾國母親)、 崔末順 (洪真英母親)                       | 高俊                         | 洪真英      | 洪善英 (洪真英姐姐) |
| 143         | 2019年6月16日  | 申東燁、 徐章焄、 池仁秀 (朴修弘母親)、 李玉珍 (Tony An母親)、 趙惠善 (金鍾國母親)、 崔末順 (洪真英母親)                       | 孫淡妃                       | 裴正南      | Bell (裴正南的狗）、春嘣 (正南夫婦朋友的狗)                                                                                                  |
| 143         | 2019年6月16日  | 申東燁、 徐章焄、 池仁秀 (朴修弘母親)、 李玉珍 (Tony An母親)、 趙惠善 (金鍾國母親)、 崔末順 (洪真英母親)                       | 孫淡妃                       | 李常敏      | 金甫城 |
| 143         | 2019年6月16日  | 申東燁、 徐章焄、 池仁秀 (朴修弘母親)、 李玉珍 (Tony An母親)、 趙惠善 (金鍾國母親)、 崔末順 (洪真英母親)                       | 孫淡妃                       | 洪真英      | 洪善英 (洪真英姐姐) |
| 144         | 2019年6月23日  | 申東燁、 徐章焄、 池仁秀 (朴修弘母親)、 李玉珍 (Tony An母親)、 趙惠善 (金鍾國母親)、 崔末順 (洪真英母親)                       | 白智榮                       | 朴修弘      | 金京植、李東宇、李東宇母親、李智雨 (李東宇女兒)                                                                                              |
| 144         | 2019年6月23日  | 申東燁、 徐章焄、 池仁秀 (朴修弘母親)、 李玉珍 (Tony An母親)、 趙惠善 (金鍾國母親)、 崔末順 (洪真英母親)                       | 白智榮                       | 李常敏      | 金甫城 |
| 144         | 2019年6月23日  | 申東燁、 徐章焄、 池仁秀 (朴修弘母親)、 李玉珍 (Tony An母親)、 趙惠善 (金鍾國母親)、 崔末順 (洪真英母親)                       | 白智榮                       | 金鍾國      | 金鍾旼、Haha、Star |
| 145         | 2019年6月30日  | 申東燁、 徐章焄、 池仁秀 (朴修弘母親)、 李玉珍 (Tony An母親)、 趙惠善 (金鍾國母親)、 崔末順 (洪真英母親)                       | 金範洙                       | 林元熙      | 鄭元龍 |
| 145         | 2019年6月30日  | 申東燁、 徐章焄、 池仁秀 (朴修弘母親)、 李玉珍 (Tony An母親)、 趙惠善 (金鍾國母親)、 崔末順 (洪真英母親)                       | 金範洙                       | 裴正南      | 李聖旻、金成均、孫汝恩、金宰英、金惠恩、金鐘秀、林賢成 (電影保安官其中7位演員)                                                               |
| 145         | 2019年6月30日  | 申東燁、 徐章焄、 池仁秀 (朴修弘母親)、 李玉珍 (Tony An母親)、 趙惠善 (金鍾國母親)、 崔末順 (洪真英母親)                       | 金範洙                       | 金鍾國      | 保羅·普巴及母親、裴成載、金甲鎮室長 (金鍾國經理人)、春植                                                                                     |
| 146         | 2019年7月7日   | 申東燁、 徐章焄、 池仁秀 (朴修弘母親)、 李玉珍 (Tony An母親)、 趙惠善 (金鍾國母親)、 崔末順 (洪真英母親)                       | 金希澈                       | 洪真英      | 洪善英 (洪真英姐姐) |
| 146         | 2019年7月7日   | 申東燁、 徐章焄、 池仁秀 (朴修弘母親)、 李玉珍 (Tony An母親)、 趙惠善 (金鍾國母親)、 崔末順 (洪真英母親)                       | 金希澈                       | 李常敏      | 金甫城 |
| 146         | 2019年7月7日   | 申東燁、 徐章焄、 池仁秀 (朴修弘母親)、 李玉珍 (Tony An母親)、 趙惠善 (金鍾國母親)、 崔末順 (洪真英母親)                       | 金希澈                       | 裴正南      | 李聖旻、金成均、孫汝恩、趙宇鎮、金宰英、金惠恩、金鐘秀、林賢成 (電影保安官其中8位演員)                                                       |
| 147         | 2019年7月14日  | 申東燁、 徐章焄、 池仁秀 (朴修弘母親)、 李玉珍 (Tony An母親)、 趙惠善 (金鍾國母親)、 崔末順 (洪真英母親)                       | 芮智媛                       | 金鍾國      | Haha、徐智有、鄭正燁 |
| 147         | 2019年7月14日  | 申東燁、 徐章焄、 池仁秀 (朴修弘母親)、 李玉珍 (Tony An母親)、 趙惠善 (金鍾國母親)、 崔末順 (洪真英母親)                       | 芮智媛                       | 林元熙      | 鄭石勇 |
| 147         | 2019年7月14日  | 申東燁、 徐章焄、 池仁秀 (朴修弘母親)、 李玉珍 (Tony An母親)、 趙惠善 (金鍾國母親)、 崔末順 (洪真英母親)                       | 芮智媛                       | 洪真英      | 洪善英 (洪真英姐姐) |
| 148         | 2019年7月21日  | 申東燁、 徐章焄、 池仁秀 (朴修弘母親)、 李玉珍 (Tony An母親)、 趙惠善 (金鍾國母親)、 崔末順 (洪真英母親)                       | 池錫辰                       | 朴修弘      | 孫憲秀與父親 |
| 148         | 2019年7月21日  | 申東燁、 徐章焄、 池仁秀 (朴修弘母親)、 李玉珍 (Tony An母親)、 趙惠善 (金鍾國母親)、 崔末順 (洪真英母親)                       | 池錫辰                       | 林元熙      | 鄭石勇 |
| 148         | 2019年7月21日  | 申東燁、 徐章焄、 池仁秀 (朴修弘母親)、 李玉珍 (Tony An母親)、 趙惠善 (金鍾國母親)、 崔末順 (洪真英母親)                       | 池錫辰                       | 洪真英      | 洪善英 (洪真英姐姐)、李元日 |
| 149         | 2019年7月28日  | 申東燁、 徐章焄、 池仁秀 (朴修弘母親)、 李玉珍 (Tony An母親)、 趙惠善 (金鍾國母親)、 崔末順 (洪真英母親)                       | 夏希羅                       | 朴修弘      | 孫憲秀與父母、朴泰煥 (朴修弘父親)、朴京林、李東宇、金京植、尹成浩、裴起成、金仁石、洪錫天                                                    |
| 149         | 2019年7月28日  | 申東燁、 徐章焄、 池仁秀 (朴修弘母親)、 李玉珍 (Tony An母親)、 趙惠善 (金鍾國母親)、 崔末順 (洪真英母親)                       | 夏希羅                       | 李常敏      | 金甫城 |
| 149         | 2019年7月28日  | 申東燁、 徐章焄、 池仁秀 (朴修弘母親)、 李玉珍 (Tony An母親)、 趙惠善 (金鍾國母親)、 崔末順 (洪真英母親)                       | 夏希羅                       | 金鍾國      | 金忠秀 (金鍾國父親) |
| 150         | 2019年8月4日   | 申東燁、 徐章焄、 池仁秀 (朴修弘母親)、 李玉珍 (Tony An母親)、 趙惠善 (金鍾國母親)、 崔末順 (洪真英母親)                       | 夏希羅                       | 林元熙      | 李哲民、金賢哲 |
| 150         | 2019年8月4日   | 申東燁、 徐章焄、 池仁秀 (朴修弘母親)、 李玉珍 (Tony An母親)、 趙惠善 (金鍾國母親)、 崔末順 (洪真英母親)                       | 夏希羅                       | 李常敏      | 李桂仁、韓松依、李順實 |
| 150         | 2019年8月4日   | 申東燁、 徐章焄、 池仁秀 (朴修弘母親)、 李玉珍 (Tony An母親)、 趙惠善 (金鍾國母親)、 崔末順 (洪真英母親)                       | 夏希羅                       | 裴正南      | 大衛·麥金尼斯 |
| 151         | 2019年8月11日  | 申東燁、 徐章焄、 池仁秀 (朴修弘母親)、 李玉珍 (Tony An母親)、 趙惠善 (金鍾國母親)、 崔末順 (洪真英母親)                       | 韓彩英                       | 裴正南      | 大衛·麥金尼斯 |
| 151         | 2019年8月11日  | 申東燁、 徐章焄、 池仁秀 (朴修弘母親)、 李玉珍 (Tony An母親)、 趙惠善 (金鍾國母親)、 崔末順 (洪真英母親)                       | 韓彩英                       | 金鍾國      | 金忠秀 (金鍾國父親) |
| 151         | 2019年8月11日  | 申東燁、 徐章焄、 池仁秀 (朴修弘母親)、 李玉珍 (Tony An母親)、 趙惠善 (金鍾國母親)、 崔末順 (洪真英母親)                       | 韓彩英                       | 洪真英      | 許卿煥、朴聖光、金智浩 |
| 152         | 2019年8月18日  | 申東燁、 徐章焄、 池仁秀 (朴修弘母親)、 李玉珍 (Tony An母親)、 趙惠善 (金鍾國母親)、 崔末順 (洪真英母親)                       | 具惠善                       | 林元熙      | 張鎮 (導演) |
| 152         | 2019年8月18日  | 申東燁、 徐章焄、 池仁秀 (朴修弘母親)、 李玉珍 (Tony An母親)、 趙惠善 (金鍾國母親)、 崔末順 (洪真英母親)                       | 具惠善                       | 金鍾國      | 金忠秀 (金鍾國父親) |
| 152         | 2019年8月18日  | 申東燁、 徐章焄、 池仁秀 (朴修弘母親)、 李玉珍 (Tony An母親)、 趙惠善 (金鍾國母親)、 崔末順 (洪真英母親)                       | 具惠善                       | 洪真英      | 洪善英 (洪真英姐姐)、薛雲道、Lumin (薛雲道兒子)                                                                                              |
| 153         | 2019年8月25日  | 申東燁、 徐章焄、 池仁秀 (朴修弘母親)、 李玉珍 (Tony An母親)、 趙惠善 (金鍾國母親)、 崔末順 (洪真英母親)、 金順子 (金希澈母親) | 許載                         | 金鍾國      | 金忠秀 (金鍾國父親) |
| 153         | 2019年8月25日  | 申東燁、 徐章焄、 池仁秀 (朴修弘母親)、 李玉珍 (Tony An母親)、 趙惠善 (金鍾國母親)、 崔末順 (洪真英母親)、 金順子 (金希澈母親) | 許載                         | 李常敏      | 林元熙、金甫城 |
| 153         | 2019年8月25日  | 申東燁、 徐章焄、 池仁秀 (朴修弘母親)、 李玉珍 (Tony An母親)、 趙惠善 (金鍾國母親)、 崔末順 (洪真英母親)、 金順子 (金希澈母親) | 許載                         | 金希澈      | 伏兒 (金希澈的狗)、希范 (金希澈的貓) |
| 154         | 2019年9月1日   | 申東燁、 徐章焄、 池仁秀 (朴修弘母親)、 李玉珍 (Tony An母親)、 趙惠善 (金鍾國母親)、 崔末順 (洪真英母親)、 金順子 (金希澈母親) | 車藝蓮                       | 朴修弘      | 尹正秀、南昌熙 |
| 154         | 2019年9月1日   | 申東燁、 徐章焄、 池仁秀 (朴修弘母親)、 李玉珍 (Tony An母親)、 趙惠善 (金鍾國母親)、 崔末順 (洪真英母親)、 金順子 (金希澈母親) | 車藝蓮                       | 洪真英      | 洪善英 (洪真英姐姐)、薛雲道、Lumin (薛雲道兒子)                                                                                              |
| 154         | 2019年9月1日   | 申東燁、 徐章焄、 池仁秀 (朴修弘母親)、 李玉珍 (Tony An母親)、 趙惠善 (金鍾國母親)、 崔末順 (洪真英母親)、 金順子 (金希澈母親) | 車藝蓮                       | 金希澈      | 李陳鎬、伏兒 (金希澈的狗)、希范 (金希澈的貓)                                                                                                 |
| 155         | 2019年9月8日   | 申東燁、 徐章焄、 池仁秀 (朴修弘母親)、 李玉珍 (Tony An母親)、 趙惠善 (金鍾國母親)、 崔末順 (洪真英母親)、 金順子 (金希澈母親) | 韓高恩                       | 林元熙      | 金應洙 |
| 155         | 2019年9月8日   | 申東燁、 徐章焄、 池仁秀 (朴修弘母親)、 李玉珍 (Tony An母親)、 趙惠善 (金鍾國母親)、 崔末順 (洪真英母親)、 金順子 (金希澈母親) | 韓高恩                       | 朴修弘      | 金京植、金孝宇&旻宇 (金京植兒子)、李東宇、李智雨 (李東宇女兒)                                                                                |
| 155         | 2019年9月8日   | 申東燁、 徐章焄、 池仁秀 (朴修弘母親)、 李玉珍 (Tony An母親)、 趙惠善 (金鍾國母親)、 崔末順 (洪真英母親)、 金順子 (金希澈母親) | 韓高恩                       | 洪真英      | 洪善英 (洪真英姐姐) |
| 156         | 2019年9月15日  | 申東燁、 徐章焄、 池仁秀 (朴修弘母親)、 李玉珍 (Tony An母親)、 趙惠善 (金鍾國母親)、 崔末順 (洪真英母親)、 金順子 (金希澈母親) | 李相侖                       | 裴正南      | 崔仁姬老師、金在賢(設計師)、李妍卿(營銷專家)                                                                                                 |
| 156         | 2019年9月15日  | 申東燁、 徐章焄、 池仁秀 (朴修弘母親)、 李玉珍 (Tony An母親)、 趙惠善 (金鍾國母親)、 崔末順 (洪真英母親)、 金順子 (金希澈母親) | 李相侖                       | 金鍾國      | 李常敏、金甲鎮室長 (金鍾國經理人) |
| 156         | 2019年9月15日  | 申東燁、 徐章焄、 池仁秀 (朴修弘母親)、 李玉珍 (Tony An母親)、 趙惠善 (金鍾國母親)、 崔末順 (洪真英母親)、 金順子 (金希澈母親) | 李相侖                       | 金希澈      | 朴修弘 |
| 157         | 2019年9月22日  | 申東燁、 徐章焄、 池仁秀 (朴修弘母親)、 李玉珍 (Tony An母親)、 趙惠善 (金鍾國母親)、 崔末順 (洪真英母親)、 金順子 (金希澈母親) | 朴世莉                       | 林元熙      | 全多順 (林元熙表妹)，全昌完 (林元熙舅舅) |
| 157         | 2019年9月22日  | 申東燁、 徐章焄、 池仁秀 (朴修弘母親)、 李玉珍 (Tony An母親)、 趙惠善 (金鍾國母親)、 崔末順 (洪真英母親)、 金順子 (金希澈母親) | 朴世莉                       | 朴修弘      | 金京植、金孝宇&旻宇 (金京植兒子)、李東宇、李智雨 (李東宇女兒)                                                                                |
| 157         | 2019年9月22日  | 申東燁、 徐章焄、 池仁秀 (朴修弘母親)、 李玉珍 (Tony An母親)、 趙惠善 (金鍾國母親)、 崔末順 (洪真英母親)、 金順子 (金希澈母親) | 朴世莉                       | 金希澈      | 鄭埻夏 |
| 158         | 2019年9月29日  | 申東燁、 徐章焄、 池仁秀 (朴修弘母親)、 李玉珍 (Tony An母親)、 趙惠善 (金鍾國母親)、 崔末順 (洪真英母親)、 金順子 (金希澈母親) | 李相燁                       | 朴修弘      | 金京植、金孝宇&旻宇 (金京植兒子)、李東宇、李智雨 (李東宇女兒)                                                                                |
| 158         | 2019年9月29日  | 申東燁、 徐章焄、 池仁秀 (朴修弘母親)、 李玉珍 (Tony An母親)、 趙惠善 (金鍾國母親)、 崔末順 (洪真英母親)、 金順子 (金希澈母親) | 李相燁                       | 李常敏      | 卓在勳 |
| 158         | 2019年9月29日  | 申東燁、 徐章焄、 池仁秀 (朴修弘母親)、 李玉珍 (Tony An母親)、 趙惠善 (金鍾國母親)、 崔末順 (洪真英母親)、 金順子 (金希澈母親) | 李相燁                       | 金鍾國      | 金正男、俞世潤、Muzie、宋津宇 |
| 159         | 2019年10月6日  | 申東燁、 徐章焄、 池仁秀 (朴修弘母親)、 李玉珍 (Tony An母親)、 趙惠善 (金鍾國母親)、 崔末順 (洪真英母親)、 金順子 (金希澈母親) | 李承哲                       | 朴修弘      | 金京植、金孝宇&旻宇 (金京植兒子)、李東宇、李智雨 (李東宇女兒)                                                                                |
| 159         | 2019年10月6日  | 申東燁、 徐章焄、 池仁秀 (朴修弘母親)、 李玉珍 (Tony An母親)、 趙惠善 (金鍾國母親)、 崔末順 (洪真英母親)、 金順子 (金希澈母親) | 李承哲                       | 洪真英      | 金智浩、許卿煥、金元孝 |
| 159         | 2019年10月6日  | 申東燁、 徐章焄、 池仁秀 (朴修弘母親)、 李玉珍 (Tony An母親)、 趙惠善 (金鍾國母親)、 崔末順 (洪真英母親)、 金順子 (金希澈母親) | 李承哲                       | 金希澈      | DinDin |
| 160         | 2019年10月13日 | 申東燁、 徐章焄、 池仁秀 (朴修弘母親)、 李玉珍 (Tony An母親)、 趙惠善 (金鍾國母親)、 崔末順 (洪真英母親)、 金順子 (金希澈母親) | 李貞賢                       | 李常敏      | 金甫城 |
| 160         | 2019年10月13日 | 申東燁、 徐章焄、 池仁秀 (朴修弘母親)、 李玉珍 (Tony An母親)、 趙惠善 (金鍾國母親)、 崔末順 (洪真英母親)、 金順子 (金希澈母親) | 李貞賢                       | 金鍾國      | 俞世潤、余雲子 (俞世潤母親) |
| 160         | 2019年10月13日 | 申東燁、 徐章焄、 池仁秀 (朴修弘母親)、 李玉珍 (Tony An母親)、 趙惠善 (金鍾國母親)、 崔末順 (洪真英母親)、 金順子 (金希澈母親) | 李貞賢                       | 金希澈      | 利特、藝聲、神童、銀赫、東海、始源、厲旭、圭賢 (Super Junior)                                                                                |
| 161         | 2019年10月20日 | 申東燁、 徐章焄、 池仁秀 (朴修弘母親)、 李玉珍 (Tony An母親)、 趙惠善 (金鍾國母親)、 崔末順 (洪真英母親)、 金順子 (金希澈母親) | 李連福                       | 裴正南      | 朴真珠 |
| 161         | 2019年10月20日 | 申東燁、 徐章焄、 池仁秀 (朴修弘母親)、 李玉珍 (Tony An母親)、 趙惠善 (金鍾國母親)、 崔末順 (洪真英母親)、 金順子 (金希澈母親) | 李連福                       | 李常敏      | 蔡麗娜、金智賢、Bobby Kim |
| 161         | 2019年10月20日 | 申東燁、 徐章焄、 池仁秀 (朴修弘母親)、 李玉珍 (Tony An母親)、 趙惠善 (金鍾國母親)、 崔末順 (洪真英母親)、 金順子 (金希澈母親) | 李連福                       | 金希澈      | 鄭埻夏、林元熙 |
| 162         | 2019年10月27日 | 申東燁、 徐章焄、 池仁秀 (朴修弘母親)、 李玉珍 (Tony An母親)、 趙惠善 (金鍾國母親)、 崔末順 (洪真英母親)、 金順子 (金希澈母親) | 崔振赫                       | 洪真英      | 金信英、P.O |
| 162         | 2019年10月27日 | 申東燁、 徐章焄、 池仁秀 (朴修弘母親)、 李玉珍 (Tony An母親)、 趙惠善 (金鍾國母親)、 崔末順 (洪真英母親)、 金順子 (金希澈母親) | 崔振赫                       | 金鍾國      | 俞世潤、余雲子 (俞世潤母親)、TWICE |
| 162         | 2019年10月27日 | 申東燁、 徐章焄、 池仁秀 (朴修弘母親)、 李玉珍 (Tony An母親)、 趙惠善 (金鍾國母親)、 崔末順 (洪真英母親)、 金順子 (金希澈母親) | 崔振赫                       | 金希澈      | 鄭埻夏、林元熙 |
| 163         | 2019年11月3日  | 申東燁、 徐章焄、 池仁秀 (朴修弘母親)、 李玉珍 (Tony An母親)、 趙惠善 (金鍾國母親)、 崔末順 (洪真英母親)、 金順子 (金希澈母親) | 李善美 (金健模母親)          | 林元熙      | 鄭石勇 |
| 163         | 2019年11月3日  | 申東燁、 徐章焄、 池仁秀 (朴修弘母親)、 李玉珍 (Tony An母親)、 趙惠善 (金鍾國母親)、 崔末順 (洪真英母親)、 金順子 (金希澈母親) | 李善美 (金健模母親)          | 朴修弘      | 尹正秀、多洪 (朴修弘的貓) |
| 163         | 2019年11月3日  | 申東燁、 徐章焄、 池仁秀 (朴修弘母親)、 李玉珍 (Tony An母親)、 趙惠善 (金鍾國母親)、 崔末順 (洪真英母親)、 金順子 (金希澈母親) | 李善美 (金健模母親)          | 金希澈      | 建熙 (金希澈朋友) |
| 164         | 2019年11月10日 | 申東燁、 徐章焄、 池仁秀 (朴修弘母親)、 李玉珍 (Tony An母親)、 趙惠善 (金鍾國母親)、 崔末順 (洪真英母親)、 金順子 (金希澈母親) | 千正明                       | 李常敏      | 卓在勳、蔡麗娜、金智賢 |
| 164         | 2019年11月10日 | 申東燁、 徐章焄、 池仁秀 (朴修弘母親)、 李玉珍 (Tony An母親)、 趙惠善 (金鍾國母親)、 崔末順 (洪真英母親)、 金順子 (金希澈母親) | 千正明                       | 金鍾國      | 俞世潤、Muzie、宋津宇 |
| 164         | 2019年11月10日 | 申東燁、 徐章焄、 池仁秀 (朴修弘母親)、 李玉珍 (Tony An母親)、 趙惠善 (金鍾國母親)、 崔末順 (洪真英母親)、 金順子 (金希澈母親) | 千正明                       | 洪真英      | 洪善英 (洪真英姐姐) |
| 165         | 2019年11月24日 | 申東燁、 徐章焄、 池仁秀 (朴修弘母親)、 李玉珍 (Tony An母親)、 趙惠善 (金鍾國母親)、 崔末順 (洪真英母親)、 金順子 (金希澈母親) | 崔始源                       | 金鍾國      | 梁世燦、DinDin |
| 165         | 2019年11月24日 | 申東燁、 徐章焄、 池仁秀 (朴修弘母親)、 李玉珍 (Tony An母親)、 趙惠善 (金鍾國母親)、 崔末順 (洪真英母親)、 金順子 (金希澈母親) | 崔始源                       | 李常敏      | Sleepy |
| 165         | 2019年11月24日 | 申東燁、 徐章焄、 池仁秀 (朴修弘母親)、 李玉珍 (Tony An母親)、 趙惠善 (金鍾國母親)、 崔末順 (洪真英母親)、 金順子 (金希澈母親) | 崔始源                       | 金希澈      | 建熙 (金希澈朋友) |
| 166         | 2019年12月1日  | 申東燁、 徐章焄、 池仁秀 (朴修弘母親)、 李玉珍 (Tony An母親)、 趙惠善 (金鍾國母親)、 崔末順 (洪真英母親)、 金順子 (金希澈母親) | 張允瀞                       | 林元熙      | 鄭石勇 |
| 166         | 2019年12月1日  | 申東燁、 徐章焄、 池仁秀 (朴修弘母親)、 李玉珍 (Tony An母親)、 趙惠善 (金鍾國母親)、 崔末順 (洪真英母親)、 金順子 (金希澈母親) | 張允瀞                       | 裴正南      | 李聖旻、金泰恩 (攝影師) |
| 166         | 2019年12月1日  | 申東燁、 徐章焄、 池仁秀 (朴修弘母親)、 李玉珍 (Tony An母親)、 趙惠善 (金鍾國母親)、 崔末順 (洪真英母親)、 金順子 (金希澈母親) | 張允瀞                       | 洪真英      | 洪善英 (洪真英姐姐)、韓彩英 |
| 167         | 2019年12月8日  | 申東燁、 徐章焄、 池仁秀 (朴修弘母親)、 李玉珍 (Tony An母親)、 趙惠善 (金鍾國母親)、 崔末順 (洪真英母親)、 金順子 (金希澈母親) | 姜丹尼爾 李善美 (金健模母親) | 金健模      | 張智研 (金健模未婚妻)、太珍兒、李茂松、盧士燕、白佳                                                                                          |
| 167         | 2019年12月8日  | 申東燁、 徐章焄、 池仁秀 (朴修弘母親)、 李玉珍 (Tony An母親)、 趙惠善 (金鍾國母親)、 崔末順 (洪真英母親)、 金順子 (金希澈母親) | 姜丹尼爾 李善美 (金健模母親) | 林元熙      | 率智 |
| 168         | 2019年12月15日 | 申東燁、 徐章焄、 池仁秀 (朴修弘母親)、 李玉珍 (Tony An母親)、 趙惠善 (金鍾國母親)、 崔末順 (洪真英母親)、 金順子 (金希澈母親) | 姜丹尼爾                     | 金鍾國      | DinDin、金希澈、李常敏 |
| 168         | 2019年12月15日 | 申東燁、 徐章焄、 池仁秀 (朴修弘母親)、 李玉珍 (Tony An母親)、 趙惠善 (金鍾國母親)、 崔末順 (洪真英母親)、 金順子 (金希澈母親) | 朴泰桓                       | 李常敏      | 卓在勳、金榮澈 、趙優鍾 |
| 168         | 2019年12月15日 | 申東燁、 徐章焄、 池仁秀 (朴修弘母親)、 李玉珍 (Tony An母親)、 趙惠善 (金鍾國母親)、 崔末順 (洪真英母親)、 金順子 (金希澈母親) | 朴泰桓                       | 金希澈      | 李壽根、神童、【黃禮志、崔智秀、申留眞、李彩領、申有娜 (ITZY成員)】、李尚君 (作曲家)                                                         |
| 169         | 2019年12月22日 | 申東燁、 徐章焄、 池仁秀 (朴修弘母親)、 李玉珍 (Tony An母親)、 趙惠善 (金鍾國母親)、 崔末順 (洪真英母親)、 金順子 (金希澈母親) | 曺圭賢                       | 李常敏      | 卓在勳 |
| 169         | 2019年12月22日 | 申東燁、 徐章焄、 池仁秀 (朴修弘母親)、 李玉珍 (Tony An母親)、 趙惠善 (金鍾國母親)、 崔末順 (洪真英母親)、 金順子 (金希澈母親) | 曺圭賢                       | 金鍾國      | 俞世潤、民夏 (俞世潤兒子) |
| 169         | 2019年12月22日 | 申東燁、 徐章焄、 池仁秀 (朴修弘母親)、 李玉珍 (Tony An母親)、 趙惠善 (金鍾國母親)、 崔末順 (洪真英母親)、 金順子 (金希澈母親) | 曺圭賢                       | 金希澈      | 李壽根、神童、【黃禮志、崔智秀、申留眞、李彩領、申有娜 (ITZY成員)】、伏兒 (金希澈的狗)                                                       |
| 170         | 2019年12月29日 | 申東燁、 徐章焄、 池仁秀 (朴修弘母親)、 李玉珍 (Tony An母親)、 趙惠善 (金鍾國母親)、 崔末順 (洪真英母親)、 金順子 (金希澈母親) | 鄭容和                       | 李常敏      | 卓在勳 |
| 170         | 2019年12月29日 | 申東燁、 徐章焄、 池仁秀 (朴修弘母親)、 李玉珍 (Tony An母親)、 趙惠善 (金鍾國母親)、 崔末順 (洪真英母親)、 金順子 (金希澈母親) | 鄭容和                       | 洪真英      | 金榮澈、許卿煥 |
| 170         | 2019年12月29日 | 申東燁、 徐章焄、 池仁秀 (朴修弘母親)、 李玉珍 (Tony An母親)、 趙惠善 (金鍾國母親)、 崔末順 (洪真英母親)、 金順子 (金希澈母親) | 劉俊相                       | 金希澈      | 神童 |

### 2020年
| 第171~222集 | 第171~222集    | 第171~222集 | 第171~222集                  | 第171~222集 | 第171~222集 |
| 集數        | 播出日期       | 演播室 | 演播室                       | 觀察影片    | 觀察影片 |
| 集數        | 播出日期       | 固定成員 | 特別MC                       | 熊孩子      | 特別出演 |
| ----------- | -------------- | --- | ---------------------------- | ----------- | --- |
| 171         | 2020年1月5日   | 申東燁、 徐章焄、 池仁秀 (朴修弘母親)、 李玉珍 (Tony An母親)、 趙惠善 (金鍾國母親)、 崔末順 (洪真英母親)、 金順子 (金希澈母親) | 劉俊相                       | 金希澈      | 神童、伏兒 (金希澈的狗) |
| 171         | 2020年1月5日   | 申東燁、 徐章焄、 池仁秀 (朴修弘母親)、 李玉珍 (Tony An母親)、 趙惠善 (金鍾國母親)、 崔末順 (洪真英母親)、 金順子 (金希澈母親) | 劉俊相                       | 朴修弘      | 朴泰煥 (朴修弘父親)、孫憲秀、孫鄭煥 (孫憲秀父親)、尹正秀、崔敦壁 (尹正秀舅父)、多洪 (朴修弘的貓)                                   |
| 171         | 2020年1月5日   | 申東燁、 徐章焄、 池仁秀 (朴修弘母親)、 李玉珍 (Tony An母親)、 趙惠善 (金鍾國母親)、 崔末順 (洪真英母親)、 金順子 (金希澈母親) | 劉俊相                       | 金鍾國      | DinDin、梁世燦、朱錫 (Rapper)、曹勇勳、李申基、崔勳寧、曹忠賢、金雄權 (金鍾國朋友)、車石斌 (金鍾國朋友)、金甲鎮室長 (金鍾國經理人) |
| 172         | 2020年1月12日  | 申東燁、 徐章焄、 池仁秀 (朴修弘母親)、 李玉珍 (Tony An母親)、 趙惠善 (金鍾國母親)、 崔末順 (洪真英母親)、 金順子 (金希澈母親) | 劉俊相                       | 李常敏      | 卓在勳、【李天空、鄭在容、金昌烈 (DJ DOC成員)】                                                                                    |
| 172         | 2020年1月12日  | 申東燁、 徐章焄、 池仁秀 (朴修弘母親)、 李玉珍 (Tony An母親)、 趙惠善 (金鍾國母親)、 崔末順 (洪真英母親)、 金順子 (金希澈母親) | 金敏俊                       | 洪真英      | 【許卿煥、朴聖光、朴永振、金元孝、金志浩 (MAHEUN5)】                                                                               |
| 172         | 2020年1月12日  | 申東燁、 徐章焄、 池仁秀 (朴修弘母親)、 李玉珍 (Tony An母親)、 趙惠善 (金鍾國母親)、 崔末順 (洪真英母親)、 金順子 (金希澈母親) | 金敏俊                       | 林元熙      | 鄭石勇 |
| 173         | 2020年1月19日  | 申東燁、 徐章焄、 池仁秀 (朴修弘母親)、 李玉珍 (Tony An母親)、 趙惠善 (金鍾國母親)、 崔末順 (洪真英母親)、 金順子 (金希澈母親) | 金敏俊                       | 金希澈      | 李常敏、金榮澈、金愛淑 (金榮澈的姐姐)                                                                                              |
| 173         | 2020年1月19日  | 申東燁、 徐章焄、 池仁秀 (朴修弘母親)、 李玉珍 (Tony An母親)、 趙惠善 (金鍾國母親)、 崔末順 (洪真英母親)、 金順子 (金希澈母親) | 李聖旻                       | 裴正南      | 卞耀漢、福子 (卞耀漢的狗)、Bell (裴正南的狗)                                                                                       |
| 173         | 2020年1月19日  | 申東燁、 徐章焄、 池仁秀 (朴修弘母親)、 李玉珍 (Tony An母親)、 趙惠善 (金鍾國母親)、 崔末順 (洪真英母親)、 金順子 (金希澈母親) | 李聖旻                       | 陰文錫      | 黃致列 |
| 174         | 2020年1月26日  | 申東燁、 徐章焄、 池仁秀 (朴修弘母親)、 李玉珍 (Tony An母親)、 趙惠善 (金鍾國母親)、 崔末順 (洪真英母親)、 金順子 (金希澈母親) | 李聖旻                       | 金希澈      | 李常敏、金榮澈、李福子 (金榮澈的媽媽)、金愛淑 (金榮澈的姐姐)                                                                       |
| 174         | 2020年1月26日  | 申東燁、 徐章焄、 池仁秀 (朴修弘母親)、 李玉珍 (Tony An母親)、 趙惠善 (金鍾國母親)、 崔末順 (洪真英母親)、 金順子 (金希澈母親) | 李聖旻                       | 李常敏      | 卓在勳 |
| 174         | 2020年1月26日  | 申東燁、 徐章焄、 池仁秀 (朴修弘母親)、 李玉珍 (Tony An母親)、 趙惠善 (金鍾國母親)、 崔末順 (洪真英母親)、 金順子 (金希澈母親) | 李聖旻                       | 陰文錫      | 黃致列、金成均、金南佶、李荷妮 |
| 175         | 2020年2月2日   | 申東燁、 徐章焄、 池仁秀 (朴修弘母親)、 李玉珍 (Tony An母親)、 趙惠善 (金鍾國母親)、 崔末順 (洪真英母親)、 金順子 (金希澈母親) | 宋昶儀                       | 林元熙      | 鄭石勇 |
| 175         | 2020年2月2日   | 申東燁、 徐章焄、 池仁秀 (朴修弘母親)、 李玉珍 (Tony An母親)、 趙惠善 (金鍾國母親)、 崔末順 (洪真英母親)、 金順子 (金希澈母親) | 宋昶儀                       | 朴修弘      | 鄭朱莉和兒子道允、道元、道河、金美麗和女兒穆婭、金沼延和女兒夏令、金智善                                                           |
| 175         | 2020年2月2日   | 申東燁、 徐章焄、 池仁秀 (朴修弘母親)、 李玉珍 (Tony An母親)、 趙惠善 (金鍾國母親)、 崔末順 (洪真英母親)、 金順子 (金希澈母親) | 宋昶儀                       | 金希澈      | 李壽根、神童、金愛淑 (金榮澈的姐姐)                                                                                                |
| 175         | 2020年2月2日   | 申東燁、 徐章焄、 池仁秀 (朴修弘母親)、 李玉珍 (Tony An母親)、 趙惠善 (金鍾國母親)、 崔末順 (洪真英母親)、 金順子 (金希澈母親) | 宋佳人                       | 不適用      | 不適用 |
| 176         | 2020年2月9日   | 申東燁、 徐章焄、 池仁秀 (朴修弘母親)、 李玉珍 (Tony An母親)、 趙惠善 (金鍾國母親)、 崔末順 (洪真英母親)、 金順子 (金希澈母親) | 宋佳人                       | 金希澈      | 建熙 (金希澈朋友) |
| 176         | 2020年2月9日   | 申東燁、 徐章焄、 池仁秀 (朴修弘母親)、 李玉珍 (Tony An母親)、 趙惠善 (金鍾國母親)、 崔末順 (洪真英母親)、 金順子 (金希澈母親) | 宋佳人                       | 朴修弘      | 金京植、李東宇、尹正秀 |
| 176         | 2020年2月9日   | 申東燁、 徐章焄、 池仁秀 (朴修弘母親)、 李玉珍 (Tony An母親)、 趙惠善 (金鍾國母親)、 崔末順 (洪真英母親)、 金順子 (金希澈母親) | 宋佳人                       | 金鍾國      | Haha、梁世燦 |
| 177         | 2020年2月16日  | 申東燁、 徐章焄、 池仁秀 (朴修弘母親)、 李玉珍 (Tony An母親)、 趙惠善 (金鍾國母親)、 崔末順 (洪真英母親)、 金順子 (金希澈母親) | 宋佳人                       | 林元熙      | 卓在勳、李常敏 |
| 177         | 2020年2月16日  | 申東燁、 徐章焄、 池仁秀 (朴修弘母親)、 李玉珍 (Tony An母親)、 趙惠善 (金鍾國母親)、 崔末順 (洪真英母親)、 金順子 (金希澈母親) | 宋佳人                       | 洪真英      | 洪善英 (洪真英姐姐)、灰塵 (洪真英的狗)                                                                                             |
| 177         | 2020年2月16日  | 申東燁、 徐章焄、 池仁秀 (朴修弘母親)、 李玉珍 (Tony An母親)、 趙惠善 (金鍾國母親)、 崔末順 (洪真英母親)、 金順子 (金希澈母親) | 宋佳人                       | 金鍾國      | 金忠秀 (父親)、趙惠善 (母親)、金鍾明夫婦 (兄嫂)、泰賢 (侄子)、利媛 (姪女)                                                          |
| 178         | 2020年2月23日  | 申東燁、 徐章焄、 池仁秀 (朴修弘母親)、 李玉珍 (Tony An母親)、 趙惠善 (金鍾國母親)、 崔末順 (洪真英母親)、 金順子 (金希澈母親) | 奉太奎                       | 金希澈      | 池相烈 |
| 178         | 2020年2月23日  | 申東燁、 徐章焄、 池仁秀 (朴修弘母親)、 李玉珍 (Tony An母親)、 趙惠善 (金鍾國母親)、 崔末順 (洪真英母親)、 金順子 (金希澈母親) | 奉太奎                       | 金鍾國      | 金忠秀 (父親)、趙惠善 (母親)、金鍾明 (哥哥)、泰賢 (侄子)、利媛 (姪女)、金景愛 (姑母)、金素忠夫婦 (叔嬸)                            |
| 178         | 2020年2月23日  | 申東燁、 徐章焄、 池仁秀 (朴修弘母親)、 李玉珍 (Tony An母親)、 趙惠善 (金鍾國母親)、 崔末順 (洪真英母親)、 金順子 (金希澈母親) | 奉太奎                       | 吳珉錫      | 趙達煥 |
| 179         | 2020年3月1日   | 申東燁、 徐章焄、 池仁秀 (朴修弘母親)、 李玉珍 (Tony An母親)、 趙惠善 (金鍾國母親)、 崔末順 (洪真英母親)、 金順子 (金希澈母親) | 陳成                         | 金希澈      | 池相烈 |
| 179         | 2020年3月1日   | 申東燁、 徐章焄、 池仁秀 (朴修弘母親)、 李玉珍 (Tony An母親)、 趙惠善 (金鍾國母親)、 崔末順 (洪真英母親)、 金順子 (金希澈母親) | 陳成                         | 李常敏      | 金甫城、鄭贊成 |
| 179         | 2020年3月1日   | 申東燁、 徐章焄、 池仁秀 (朴修弘母親)、 李玉珍 (Tony An母親)、 趙惠善 (金鍾國母親)、 崔末順 (洪真英母親)、 金順子 (金希澈母親) | 陳成                         | 吳珉錫      | 趙達煥、Tony An |
| 180         | 2020年3月8日   | 申東燁、 徐章焄、 池仁秀 (朴修弘母親)、 李玉珍 (Tony An母親)、 趙惠善 (金鍾國母親)、 崔末順 (洪真英母親)、 金順子 (金希澈母親) | 陸星材                       | 金亨默      | 金弘波、許載浩、張明甲、鄭基變、鄭熙泰                                                                                             |
| 180         | 2020年3月8日   | 申東燁、 徐章焄、 池仁秀 (朴修弘母親)、 李玉珍 (Tony An母親)、 趙惠善 (金鍾國母親)、 崔末順 (洪真英母親)、 金順子 (金希澈母親) | 陸星材                       | 朴修弘      | 南昶熙、尹正秀 |
| 180         | 2020年3月8日   | 申東燁、 徐章焄、 池仁秀 (朴修弘母親)、 李玉珍 (Tony An母親)、 趙惠善 (金鍾國母親)、 崔末順 (洪真英母親)、 金順子 (金希澈母親) | 陸星材                       | 林元熙      | 韓石圭、邊宇民、申東旭 |
| 181         | 2020年3月15日  | 申東燁、 徐章焄、 池仁秀 (朴修弘母親)、 李玉珍 (Tony An母親)、 趙惠善 (金鍾國母親)、 崔末順 (洪真英母親)、 金順子 (金希澈母親) | 殷志源                       | 金希澈      | 鄭埻夏、韶宥 |
| 181         | 2020年3月15日  | 申東燁、 徐章焄、 池仁秀 (朴修弘母親)、 李玉珍 (Tony An母親)、 趙惠善 (金鍾國母親)、 崔末順 (洪真英母親)、 金順子 (金希澈母親) | 殷志源                       | 李常敏      | Jonathan (剛果王子)、Daniel Hicks (模特兒)                                                                                         |
| 181         | 2020年3月15日  | 申東燁、 徐章焄、 池仁秀 (朴修弘母親)、 李玉珍 (Tony An母親)、 趙惠善 (金鍾國母親)、 崔末順 (洪真英母親)、 金順子 (金希澈母親) | 殷志源                       | 洪真英      | 金蓮子 |
| 182         | 2020年3月22日  | 申東燁、 徐章焄、 池仁秀 (朴修弘母親)、 李玉珍 (Tony An母親)、 趙惠善 (金鍾國母親)、 崔末順 (洪真英母親)、 金順子 (金希澈母親) | 李太成                       | 金鍾國      | 梁世燦、【朴初瓏、尹普美、孫娜恩、吳夏榮、金南珠 (Apink成員)】                                                                     |
| 182         | 2020年3月22日  | 申東燁、 徐章焄、 池仁秀 (朴修弘母親)、 李玉珍 (Tony An母親)、 趙惠善 (金鍾國母親)、 崔末順 (洪真英母親)、 金順子 (金希澈母親) | 李太成                       | 林元熙      | 李奎浩、李浩哲 |
| 182         | 2020年3月22日  | 申東燁、 徐章焄、 池仁秀 (朴修弘母親)、 李玉珍 (Tony An母親)、 趙惠善 (金鍾國母親)、 崔末順 (洪真英母親)、 金順子 (金希澈母親) | 李太成                       | 金希澈      | 神童、Bogem & Debob (神童的狗) |
| 183         | 2020年3月29日  | 申東燁、 徐章焄、 池仁秀 (朴修弘母親)、 李玉珍 (Tony An母親)、 趙惠善 (金鍾國母親)、 崔末順 (洪真英母親)、 金順子 (金希澈母親) | 尹施允                       | 金希澈      | 李常敏、Sleepy |
| 183         | 2020年3月29日  | 申東燁、 徐章焄、 池仁秀 (朴修弘母親)、 李玉珍 (Tony An母親)、 趙惠善 (金鍾國母親)、 崔末順 (洪真英母親)、 金順子 (金希澈母親) | 尹施允                       | 朴修弘      | 洪錫天、韓尚進、朱相昱、尹熙錫 |
| 183         | 2020年3月29日  | 申東燁、 徐章焄、 池仁秀 (朴修弘母親)、 李玉珍 (Tony An母親)、 趙惠善 (金鍾國母親)、 崔末順 (洪真英母親)、 金順子 (金希澈母親) | 尹施允                       | 洪真英      | 洪善英 (洪真英姐姐) |
| 184         | 2020年4月5日   | 申東燁、 徐章焄、 池仁秀 (朴修弘母親)、 趙惠善 (金鍾國母親)、 崔末順 (洪真英母親)、 金順子 (金希澈母親)、 朴英惠 (李太成母親)  | 金成鈴                       | 金鍾國      | 卓在勳、李常敏、林元熙、金希澈、朴修弘                                                                                             |
| 184         | 2020年4月5日   | 申東燁、 徐章焄、 池仁秀 (朴修弘母親)、 趙惠善 (金鍾國母親)、 崔末順 (洪真英母親)、 金順子 (金希澈母親)、 朴英惠 (李太成母親)  | 金成鈴                       | 金希澈      | 池相烈、金京振 |
| 184         | 2020年4月5日   | 申東燁、 徐章焄、 池仁秀 (朴修弘母親)、 趙惠善 (金鍾國母親)、 崔末順 (洪真英母親)、 金順子 (金希澈母親)、 朴英惠 (李太成母親)  | 金成鈴                       | 李太成      | 李韓勝 (李太成兒子)、成侑彬、Kawu & Mond (李太成的狗)                                                                              |
| 185         | 2020年4月12日  | 申東燁、 徐章焄、 池仁秀 (朴修弘母親)、 趙惠善 (金鍾國母親)、 崔末順 (洪真英母親)、 金順子 (金希澈母親)、 朴英惠 (李太成母親)  | 金成鈴                       | 金鍾國      | 金甲鎮室長 (金鍾國經理人)、春植、金俊賢                                                                                            |
| 185         | 2020年4月12日  | 申東燁、 徐章焄、 池仁秀 (朴修弘母親)、 趙惠善 (金鍾國母親)、 崔末順 (洪真英母親)、 金順子 (金希澈母親)、 朴英惠 (李太成母親)  | 金成鈴                       | 洪真英      | 洪善英 (洪真英姐姐) |
| 185         | 2020年4月12日  | 申東燁、 徐章焄、 池仁秀 (朴修弘母親)、 趙惠善 (金鍾國母親)、 崔末順 (洪真英母親)、 金順子 (金希澈母親)、 朴英惠 (李太成母親)  | 金成鈴                       | 吳珉錫      | 趙達煥 |
| 186         | 2020年4月19日  | 申東燁、 徐章焄、 池仁秀 (朴修弘母親)、 趙惠善 (金鍾國母親)、 崔末順 (洪真英母親)、 金順子 (金希澈母親)、 朴英惠 (李太成母親)  | 崔江姬                       | 金希澈      | 池相烈、神童、Bogem & Debob (神童的狗)                                                                                             |
| 186         | 2020年4月19日  | 申東燁、 徐章焄、 池仁秀 (朴修弘母親)、 趙惠善 (金鍾國母親)、 崔末順 (洪真英母親)、 金順子 (金希澈母親)、 朴英惠 (李太成母親)  | 崔江姬                       | 李太成      | 李韓勝 (李太成兒子) |
| 186         | 2020年4月19日  | 申東燁、 徐章焄、 池仁秀 (朴修弘母親)、 趙惠善 (金鍾國母親)、 崔末順 (洪真英母親)、 金順子 (金希澈母親)、 朴英惠 (李太成母親)  | 崔江姬                       | 李常敏      | 金鍾國、林元熙、朴修弘、金希澈、卓在勳                                                                                             |
| 187         | 2020年4月26日  | 申東燁、 徐章焄、 池仁秀 (朴修弘母親)、 趙惠善 (金鍾國母親)、 崔末順 (洪真英母親)、 金順子 (金希澈母親)、 朴英惠 (李太成母親)  | 崔江姬                       | 金鍾國      | 金甲鎮室長 (金鍾國經理人)、春植、金俊賢                                                                                            |
| 187         | 2020年4月26日  | 申東燁、 徐章焄、 池仁秀 (朴修弘母親)、 趙惠善 (金鍾國母親)、 崔末順 (洪真英母親)、 金順子 (金希澈母親)、 朴英惠 (李太成母親)  | 崔江姬                       | 吳珉錫      | 尹博、Hamo、Moni、Bagi (尹博的狗)                                                                                                  |
| 187         | 2020年4月26日  | 申東燁、 徐章焄、 池仁秀 (朴修弘母親)、 趙惠善 (金鍾國母親)、 崔末順 (洪真英母親)、 金順子 (金希澈母親)、 朴英惠 (李太成母親)  | 崔江姬                       | 洪真英      | 洪善英 (洪真英姐姐)、趙英秀 |
| 188         | 2020年5月3日   | 申東燁、 徐章焄、 池仁秀 (朴修弘母親)、 趙惠善 (金鍾國母親)、 崔末順 (洪真英母親)、 金順子 (金希澈母親)、 朴英惠 (李太成母親)  | 金蓮子                       | 金鍾國      | 梁世燦、俞世潤、金甲鎮室長 (金鍾國經理人)、春植                                                                                    |
| 188         | 2020年5月3日   | 申東燁、 徐章焄、 池仁秀 (朴修弘母親)、 趙惠善 (金鍾國母親)、 崔末順 (洪真英母親)、 金順子 (金希澈母親)、 朴英惠 (李太成母親)  | 金蓮子                       | 李常敏      | 金康勳 |
| 188         | 2020年5月3日   | 申東燁、 徐章焄、 池仁秀 (朴修弘母親)、 趙惠善 (金鍾國母親)、 崔末順 (洪真英母親)、 金順子 (金希澈母親)、 朴英惠 (李太成母親)  | 金蓮子                       | 金希澈      | 林元熙、柳序漣、李昌彬、鄭東勳、U.B、Reddy、韓惠妍、Stephanie Lee、尹赫鎮、朴泰日                                                  |
| 189         | 2020年5月10日  | 申東燁、 徐章焄、 池仁秀 (朴修弘母親)、 趙惠善 (金鍾國母親)、 崔末順 (洪真英母親)、 金順子 (金希澈母親)、 朴英惠 (李太成母親)  | 蘇怡賢                       | 吳珉錫      | 趙達煥、李相侖、閔成旭、辛載夏 |
| 189         | 2020年5月10日  | 申東燁、 徐章焄、 池仁秀 (朴修弘母親)、 趙惠善 (金鍾國母親)、 崔末順 (洪真英母親)、 金順子 (金希澈母親)、 朴英惠 (李太成母親)  | 蘇怡賢                       | 林元熙      | 李奎浩、李浩哲 |
| 189         | 2020年5月10日  | 申東燁、 徐章焄、 池仁秀 (朴修弘母親)、 趙惠善 (金鍾國母親)、 崔末順 (洪真英母親)、 金順子 (金希澈母親)、 朴英惠 (李太成母親)  | 蘇怡賢                       | 李太成      | 李韓勝 (李太成兒子)、成侑彬、Kawu & Mond (李太成的狗)                                                                              |
| 190         | 2020年5月17日  | 申東燁、 徐章焄、 池仁秀 (朴修弘母親)、 趙惠善 (金鍾國母親)、 崔末順 (洪真英母親)、 金順子 (金希澈母親)、 朴英惠 (李太成母親)  | 柳仁英                       | 裴正南      | 金鐘秀、Bell (裴正南的狗) |
| 190         | 2020年5月17日  | 申東燁、 徐章焄、 池仁秀 (朴修弘母親)、 趙惠善 (金鍾國母親)、 崔末順 (洪真英母親)、 金順子 (金希澈母親)、 朴英惠 (李太成母親)  | 柳仁英                       | 洪真英      | 洪善英 (洪真英姐姐)、金敏璟 |
| 190         | 2020年5月17日  | 申東燁、 徐章焄、 池仁秀 (朴修弘母親)、 趙惠善 (金鍾國母親)、 崔末順 (洪真英母親)、 金順子 (金希澈母親)、 朴英惠 (李太成母親)  | 柳仁英                       | 張民皓      | 朴英卓 |
| 191         | 2020年5月24日  | 申東燁、 徐章焄、 池仁秀 (朴修弘母親)、 趙惠善 (金鍾國母親)、 崔末順 (洪真英母親)、 金順子 (金希澈母親)、 朴英惠 (李太成母親)  | 李鐘赫                       | 吳珉錫      | 尹博 |
| 191         | 2020年5月24日  | 申東燁、 徐章焄、 池仁秀 (朴修弘母親)、 趙惠善 (金鍾國母親)、 崔末順 (洪真英母親)、 金順子 (金希澈母親)、 朴英惠 (李太成母親)  | 李鐘赫                       | 李太成      | 李韓勝 (李太成兒子)、成侑彬、李尚昱                                                                                                |
| 191         | 2020年5月24日  | 申東燁、 徐章焄、 池仁秀 (朴修弘母親)、 趙惠善 (金鍾國母親)、 崔末順 (洪真英母親)、 金順子 (金希澈母親)、 朴英惠 (李太成母親)  | 李鐘赫                       | 張民皓      | 朴英卓 |
| 192         | 2020年5月31日  | 申東燁、 徐章焄、 池仁秀 (朴修弘母親)、 趙惠善 (金鍾國母親)、 崔末順 (洪真英母親)、 金順子 (金希澈母親)、 朴英惠 (李太成母親)  | 朴宣暎                       | 金希澈      | 池相烈、神童、Bogem & Debob (神童的狗)                                                                                             |
| 192         | 2020年5月31日  | 申東燁、 徐章焄、 池仁秀 (朴修弘母親)、 趙惠善 (金鍾國母親)、 崔末順 (洪真英母親)、 金順子 (金希澈母親)、 朴英惠 (李太成母親)  | 朴宣暎                       | 洪真英      | 洪善英 (洪真英姐姐)、盧士燕、盧士鳳                                                                                                |
| 192         | 2020年5月31日  | 申東燁、 徐章焄、 池仁秀 (朴修弘母親)、 趙惠善 (金鍾國母親)、 崔末順 (洪真英母親)、 金順子 (金希澈母親)、 朴英惠 (李太成母親)  | 朴宣暎                       | 張民皓      | 朴英卓 |
| 193         | 2020年6月7日   | 申東燁、 徐章焄、 池仁秀 (朴修弘母親)、 趙惠善 (金鍾國母親)、 崔末順 (洪真英母親)、 金順子 (金希澈母親)、 朴英惠 (李太成母親)  | 金浩中                       | 林元熙      | 洪善英 (洪真英姐姐)、洪真英 |
| 193         | 2020年6月7日   | 申東燁、 徐章焄、 池仁秀 (朴修弘母親)、 趙惠善 (金鍾國母親)、 崔末順 (洪真英母親)、 金順子 (金希澈母親)、 朴英惠 (李太成母親)  | 金浩中                       | 金鍾國      | 梁世燦、Haha、金守美、棕順&黑順 (金守美的狗)                                                                                       |
| 193         | 2020年6月7日   | 申東燁、 徐章焄、 池仁秀 (朴修弘母親)、 趙惠善 (金鍾國母親)、 崔末順 (洪真英母親)、 金順子 (金希澈母親)、 朴英惠 (李太成母親)  | 金浩中                       | 張民皓      | 朴英卓 |
| 194         | 2020年6月14日  | 申東燁、 徐章焄、 池仁秀 (朴修弘母親)、 趙惠善 (金鍾國母親)、 崔末順 (洪真英母親)、 金順子 (金希澈母親)、 朴英惠 (李太成母親)  | 李茂生                       | 李太成      | 李韓勝 (李太成兒子)、李允植(李太成父親)                                                                                            |
| 194         | 2020年6月14日  | 申東燁、 徐章焄、 池仁秀 (朴修弘母親)、 趙惠善 (金鍾國母親)、 崔末順 (洪真英母親)、 金順子 (金希澈母親)、 朴英惠 (李太成母親)  | 李茂生                       | 金鍾國      | 李常敏、林元熙、朴修弘、金希澈、卓在勳                                                                                             |
| 194         | 2020年6月14日  | 申東燁、 徐章焄、 池仁秀 (朴修弘母親)、 趙惠善 (金鍾國母親)、 崔末順 (洪真英母親)、 金順子 (金希澈母親)、 朴英惠 (李太成母親)  | 李茂生                       | 金浩中      | |
| 195         | 2020年6月21日  | 申東燁、 徐章焄、 池仁秀 (朴修弘母親)、 趙惠善 (金鍾國母親)、 崔末順 (洪真英母親)、 金順子 (金希澈母親)、 朴英惠 (李太成母親)  | 張度練                       | 吳珉錫      | 李常敏 |
| 195         | 2020年6月21日  | 申東燁、 徐章焄、 池仁秀 (朴修弘母親)、 趙惠善 (金鍾國母親)、 崔末順 (洪真英母親)、 金順子 (金希澈母親)、 朴英惠 (李太成母親)  | 張度練                       | 金鍾國      | 李常敏、林元熙、朴修弘、金希澈、卓在勳                                                                                             |
| 195         | 2020年6月21日  | 申東燁、 徐章焄、 池仁秀 (朴修弘母親)、 趙惠善 (金鍾國母親)、 崔末順 (洪真英母親)、 金順子 (金希澈母親)、 朴英惠 (李太成母親)  | 張度練                       | 金浩中      | 安成勛、權永基 |
| 196         | 2020年6月28日  | 申東燁、 徐章焄、 池仁秀 (朴修弘母親)、 趙惠善 (金鍾國母親)、 崔末順 (洪真英母親)、 金順子 (金希澈母親)、 朴英惠 (李太成母親)  | 李廷鎮                       | 李太成      | 南奎里、Kawu & Mond (李太成的狗)                                                                                                   |
| 196         | 2020年6月28日  | 申東燁、 徐章焄、 池仁秀 (朴修弘母親)、 趙惠善 (金鍾國母親)、 崔末順 (洪真英母親)、 金順子 (金希澈母親)、 朴英惠 (李太成母親)  | 李廷鎮                       | 李常敏      | 金甫城、李勛 |
| 196         | 2020年6月28日  | 申東燁、 徐章焄、 池仁秀 (朴修弘母親)、 趙惠善 (金鍾國母親)、 崔末順 (洪真英母親)、 金順子 (金希澈母親)、 朴英惠 (李太成母親)  | 李廷鎮                       | 金鍾國      | 李常敏、林元熙、朴修弘、金希澈、卓在勳                                                                                             |
| 197         | 2020年7月5日   | 申東燁、 徐章焄、 池仁秀 (朴修弘母親)、 趙惠善 (金鍾國母親)、 崔末順 (洪真英母親)、 金順子 (金希澈母親)、 朴英惠 (李太成母親)  | 鄭允浩                       | 李常敏      | 金甫城、李勛 |
| 197         | 2020年7月5日   | 申東燁、 徐章焄、 池仁秀 (朴修弘母親)、 趙惠善 (金鍾國母親)、 崔末順 (洪真英母親)、 金順子 (金希澈母親)、 朴英惠 (李太成母親)  | 鄭允浩                       | 金希澈      | 鄭埻夏、李連福、生日 (李連福的狗)                                                                                                  |
| 197         | 2020年7月5日   | 申東燁、 徐章焄、 池仁秀 (朴修弘母親)、 趙惠善 (金鍾國母親)、 崔末順 (洪真英母親)、 金順子 (金希澈母親)、 朴英惠 (李太成母親)  | 鄭允浩                       | 洪真英      | 洪善英 (洪真英姐姐) |
| 198         | 2020年7月12日  | 申東燁、 徐章焄、 池仁秀 (朴修弘母親)、 趙惠善 (金鍾國母親)、 崔末順 (洪真英母親)、 金順子 (金希澈母親)、 朴英惠 (李太成母親)  | 尹斗俊、 李玉子 (鄭石勇母親) | 金希澈      | 林元熙、李浩哲 |
| 198         | 2020年7月12日  | 申東燁、 徐章焄、 池仁秀 (朴修弘母親)、 趙惠善 (金鍾國母親)、 崔末順 (洪真英母親)、 金順子 (金希澈母親)、 朴英惠 (李太成母親)  | 尹斗俊、 李玉子 (鄭石勇母親) | 金鍾國      | 池錫辰、梁世燦、黃帝聖、李玉珍 (Tony An母親)                                                                                       |
| 198         | 2020年7月12日  | 申東燁、 徐章焄、 池仁秀 (朴修弘母親)、 趙惠善 (金鍾國母親)、 崔末順 (洪真英母親)、 金順子 (金希澈母親)、 朴英惠 (李太成母親)  | 尹斗俊、 李玉子 (鄭石勇母親) | 李常敏      | 卓在勳、林元熙、鄭石勇 |
| 199         | 2020年7月19日  | 申東燁、 徐章焄、 池仁秀 (朴修弘母親)、 趙惠善 (金鍾國母親)、 崔末順 (洪真英母親)、 金順子 (金希澈母親)、 朴英惠 (李太成母親)  | Haha                         | 吳珉錫      | 李常敏 |
| 199         | 2020年7月19日  | 申東燁、 徐章焄、 池仁秀 (朴修弘母親)、 趙惠善 (金鍾國母親)、 崔末順 (洪真英母親)、 金順子 (金希澈母親)、 朴英惠 (李太成母親)  | Haha                         | 李太成      | 李韓勝 (李太成兒子)、成侑彬、林道亨 (Trot神童)                                                                                     |
| 199         | 2020年7月19日  | 申東燁、 徐章焄、 池仁秀 (朴修弘母親)、 趙惠善 (金鍾國母親)、 崔末順 (洪真英母親)、 金順子 (金希澈母親)、 朴英惠 (李太成母親)  | Haha                         | 金鍾國      | 池錫辰、梁世燦、黃帝聖、李玉珍 (Tony An母親)                                                                                       |
| 199         | 2020年7月19日  | 申東燁、 徐章焄、 池仁秀 (朴修弘母親)、 趙惠善 (金鍾國母親)、 崔末順 (洪真英母親)、 金順子 (金希澈母親)、 朴英惠 (李太成母親)  | Haha                         | 李常敏      | 卓在勳、林元熙、鄭石勇 |
| 200         | 2020年7月26日  | 申東燁、 徐章焄、 池仁秀 (朴修弘母親)、 趙惠善 (金鍾國母親)、 崔末順 (洪真英母親)、 金順子 (金希澈母親)、 朴英惠 (李太成母親)  | 吳智昊                       | 李太成      | 李韓勝 (李太成兒子)、李允植 (李太成父親)、朴英得 (李太成舅父)                                                                      |
| 200         | 2020年7月26日  | 申東燁、 徐章焄、 池仁秀 (朴修弘母親)、 趙惠善 (金鍾國母親)、 崔末順 (洪真英母親)、 金順子 (金希澈母親)、 朴英惠 (李太成母親)  | 吳智昊                       | 李常敏      | 卓在勳、林元熙、鄭石勇 |
| 200         | 2020年7月26日  | 申東燁、 徐章焄、 池仁秀 (朴修弘母親)、 趙惠善 (金鍾國母親)、 崔末順 (洪真英母親)、 金順子 (金希澈母親)、 朴英惠 (李太成母親)  | 吳智昊                       | 金浩中      | 陳成 |
| 201         | 2020年8月2日   | 申東燁、 徐章焄、 池仁秀 (朴修弘母親)、 趙惠善 (金鍾國母親)、 崔末順 (洪真英母親)、 金順子 (金希澈母親)、 朴英惠 (李太成母親)  | 黃光熙                       | 李常敏      | 吳珉錫 |
| 201         | 2020年8月2日   | 申東燁、 徐章焄、 池仁秀 (朴修弘母親)、 趙惠善 (金鍾國母親)、 崔末順 (洪真英母親)、 金順子 (金希澈母親)、 朴英惠 (李太成母親)  | 黃光熙                       | 金希澈      | 池相烈、神童、朱玟奎、Beckham & Ash & Romi (朱玟奎的狗)                                                                            |
| 201         | 2020年8月2日   | 申東燁、 徐章焄、 池仁秀 (朴修弘母親)、 趙惠善 (金鍾國母親)、 崔末順 (洪真英母親)、 金順子 (金希澈母親)、 朴英惠 (李太成母親)  | 黃光熙                       | 洪真英      | 李常敏、卓在勳、林元熙、金鍾國、金希澈                                                                                             |
| 202         | 2020年8月9日   | 申東燁、 徐章焄、 池仁秀 (朴修弘母親)、 趙惠善 (金鍾國母親)、 崔末順 (洪真英母親)、 金順子 (金希澈母親)、 朴英惠 (李太成母親)  | 朴誠雄                       | 李常敏      | 吳珉錫、李國主 |
| 202         | 2020年8月9日   | 申東燁、 徐章焄、 池仁秀 (朴修弘母親)、 趙惠善 (金鍾國母親)、 崔末順 (洪真英母親)、 金順子 (金希澈母親)、 朴英惠 (李太成母親)  | 朴誠雄                       | 金希澈      | 安泰仁 (金希澈侄子)、池相烈、允兒 (池相烈侄孫女)                                                                                   |
| 202         | 2020年8月9日   | 申東燁、 徐章焄、 池仁秀 (朴修弘母親)、 趙惠善 (金鍾國母親)、 崔末順 (洪真英母親)、 金順子 (金希澈母親)、 朴英惠 (李太成母親)  | 朴誠雄                       | 金浩中      | 安成勛、權永基、鄭美愛、曹在允&仁星&雅英 (鄭美愛兒女)                                                                              |
| 203         | 2020年8月16日  | 申東燁、 徐章焄、 池仁秀 (朴修弘母親)、 趙惠善 (金鍾國母親)、 崔末順 (洪真英母親)、 金順子 (金希澈母親)、 朴英惠 (李太成母親)  | 朴誠雄                       | 金鍾國      | 車太鉉、洪京民夫婦、洪拉媛 (洪京民女兒)                                                                                            |
| 203         | 2020年8月16日  | 申東燁、 徐章焄、 池仁秀 (朴修弘母親)、 趙惠善 (金鍾國母親)、 崔末順 (洪真英母親)、 金順子 (金希澈母親)、 朴英惠 (李太成母親)  | 朴誠雄                       | 李常敏      | 金甫城、李勛、李政 (李勛兒子) |
| 203         | 2020年8月16日  | 申東燁、 徐章焄、 池仁秀 (朴修弘母親)、 趙惠善 (金鍾國母親)、 崔末順 (洪真英母親)、 金順子 (金希澈母親)、 朴英惠 (李太成母親)  | 朴誠雄                       | 洪真英      | 李常敏、卓在勳、林元熙、金鍾國、金希澈                                                                                             |
| 204         | 2020年8月23日  | 申東燁、 徐章焄、 池仁秀 (朴修弘母親)、 趙惠善 (金鍾國母親)、 崔末順 (洪真英母親)、 金順子 (金希澈母親)、 朴英惠 (李太成母親)  | 郭度沅                       | 金希澈      | 李浩哲、Dara |
| 204         | 2020年8月23日  | 申東燁、 徐章焄、 池仁秀 (朴修弘母親)、 趙惠善 (金鍾國母親)、 崔末順 (洪真英母親)、 金順子 (金希澈母親)、 朴英惠 (李太成母親)  | 郭度沅                       | 洪真英      | 洪善英 (洪真英姐姐) |
| 204         | 2020年8月23日  | 申東燁、 徐章焄、 池仁秀 (朴修弘母親)、 趙惠善 (金鍾國母親)、 崔末順 (洪真英母親)、 金順子 (金希澈母親)、 朴英惠 (李太成母親)  | 郭度沅                       | 林元熙      | 卓在勳、李常敏、滑川康男 |
| 205         | 2020年8月30日  | 申東燁、 徐章焄、 池仁秀 (朴修弘母親)、 趙惠善 (金鍾國母親)、 崔末順 (洪真英母親)、 金順子 (金希澈母親)、 朴英惠 (李太成母親)  | 郭度沅                       | 李太成      | 成侑彬 |
| 205         | 2020年8月30日  | 申東燁、 徐章焄、 池仁秀 (朴修弘母親)、 趙惠善 (金鍾國母親)、 崔末順 (洪真英母親)、 金順子 (金希澈母親)、 朴英惠 (李太成母親)  | 郭度沅                       | 洪真英      | 洪善英 (洪真英姐姐) |
| 205         | 2020年8月30日  | 申東燁、 徐章焄、 池仁秀 (朴修弘母親)、 趙惠善 (金鍾國母親)、 崔末順 (洪真英母親)、 金順子 (金希澈母親)、 朴英惠 (李太成母親)  | 郭度沅                       | 李常敏      | 卓在勳、滑川康男、李相花 |
| 206         | 2020年9月6日   | 申東燁、 徐章焄、 池仁秀 (朴修弘母親)、 趙惠善 (金鍾國母親)、 崔末順 (洪真英母親)、 金順子 (金希澈母親)、 朴英惠 (李太成母親)  | 朴恩斌                       | 金鍾國      | 朴俊炯、南昶熙、金雞蛋 |
| 206         | 2020年9月6日   | 申東燁、 徐章焄、 池仁秀 (朴修弘母親)、 趙惠善 (金鍾國母親)、 崔末順 (洪真英母親)、 金順子 (金希澈母親)、 朴英惠 (李太成母親)  | 朴恩斌                       | 金希澈      | 李世乭、金章勳 |
| 206         | 2020年9月6日   | 申東燁、 徐章焄、 池仁秀 (朴修弘母親)、 趙惠善 (金鍾國母親)、 崔末順 (洪真英母親)、 金順子 (金希澈母親)、 朴英惠 (李太成母親)  | 朴恩斌                       | 李常敏      | 卓在勳、滑川康男、李相花 |
| 207         | 2020年9月13日  | 申東燁、 徐章焄、 池仁秀 (朴修弘母親)、 趙惠善 (金鍾國母親)、 崔末順 (洪真英母親)、 金順子 (金希澈母親)、 朴英惠 (李太成母親)  | 周炫美                       | 金鍾國      | 南昶熙、Haha、Shorry J、Zizo |
| 207         | 2020年9月13日  | 申東燁、 徐章焄、 池仁秀 (朴修弘母親)、 趙惠善 (金鍾國母親)、 崔末順 (洪真英母親)、 金順子 (金希澈母親)、 朴英惠 (李太成母親)  | 周炫美                       | 洪真英      | 洪善英 (洪真英姐姐)、盧士燕 |
| 207         | 2020年9月13日  | 申東燁、 徐章焄、 池仁秀 (朴修弘母親)、 趙惠善 (金鍾國母親)、 崔末順 (洪真英母親)、 金順子 (金希澈母親)、 朴英惠 (李太成母親)  | 周炫美                       | 裴正南      | 林元熙 |
| 208         | 2020年9月20日  | 申東燁、 徐章焄、 池仁秀 (朴修弘母親)、 趙惠善 (金鍾國母親)、 崔末順 (洪真英母親)、 金順子 (金希澈母親)、 朴英惠 (李太成母親)  | 郭時暘                       | 吳珉錫      | 李常敏、李國主、朱玟奎 |
| 208         | 2020年9月20日  | 申東燁、 徐章焄、 池仁秀 (朴修弘母親)、 趙惠善 (金鍾國母親)、 崔末順 (洪真英母親)、 金順子 (金希澈母親)、 朴英惠 (李太成母親)  | 郭時暘                       | 裴正南      | 林元熙、黃昭熙 (相親對象) |
| 208         | 2020年9月20日  | 申東燁、 徐章焄、 池仁秀 (朴修弘母親)、 趙惠善 (金鍾國母親)、 崔末順 (洪真英母親)、 金順子 (金希澈母親)、 朴英惠 (李太成母親)  | 郭時暘                       | 李常敏      | 卓在勳 |
| 209         | 2020年9月27日  | 申東燁、 徐章焄、 池仁秀 (朴修弘母親)、 趙惠善 (金鍾國母親)、 崔末順 (洪真英母親)、 金順子 (金希澈母親)、 朴英惠 (李太成母親)  | Jessi                        | 金鍾國      | 池錫辰、Haha、梁世燦 |
| 209         | 2020年9月27日  | 申東燁、 徐章焄、 池仁秀 (朴修弘母親)、 趙惠善 (金鍾國母親)、 崔末順 (洪真英母親)、 金順子 (金希澈母親)、 朴英惠 (李太成母親)  | Jessi                        | 金希澈      | 李常敏、卓在勳 |
| 209         | 2020年9月27日  | 申東燁、 徐章焄、 池仁秀 (朴修弘母親)、 趙惠善 (金鍾國母親)、 崔末順 (洪真英母親)、 金順子 (金希澈母親)、 朴英惠 (李太成母親)  | Jessi                        | 裴正南      | 林元熙、黃昭熙(相親對象) |
| 210         | 2020年10月4日  | 申東燁、 徐章焄、 池仁秀 (朴修弘母親)、 趙惠善 (金鍾國母親)、 崔末順 (洪真英母親)、 金順子 (金希澈母親)、 朴英惠 (李太成母親)  | 吳允兒                       | 金鍾國      | 池錫辰、Haha、梁世燦 |
| 210         | 2020年10月4日  | 申東燁、 徐章焄、 池仁秀 (朴修弘母親)、 趙惠善 (金鍾國母親)、 崔末順 (洪真英母親)、 金順子 (金希澈母親)、 朴英惠 (李太成母親)  | 吳允兒                       | 裴正南      | 林元熙、黃昭熙(相親對象) |
| 210         | 2020年10月4日  | 申東燁、 徐章焄、 池仁秀 (朴修弘母親)、 趙惠善 (金鍾國母親)、 崔末順 (洪真英母親)、 金順子 (金希澈母親)、 朴英惠 (李太成母親)  | 吳允兒                       | 林元熙      | 金喜善、李常敏 |
| 211         | 2020年10月11日 | 申東燁、 徐章焄、 池仁秀 (朴修弘母親)、 趙惠善 (金鍾國母親)、 崔末順 (洪真英母親)、 金順子 (金希澈母親)、 朴英惠 (李太成母親)  | 嚴基俊                       | 李太成      | 李韓勝 (李太成兒子) |
| 211         | 2020年10月11日 | 申東燁、 徐章焄、 池仁秀 (朴修弘母親)、 趙惠善 (金鍾國母親)、 崔末順 (洪真英母親)、 金順子 (金希澈母親)、 朴英惠 (李太成母親)  | 嚴基俊                       | 洪真英      | 金俊昊 |
| 211         | 2020年10月11日 | 申東燁、 徐章焄、 池仁秀 (朴修弘母親)、 趙惠善 (金鍾國母親)、 崔末順 (洪真英母親)、 金順子 (金希澈母親)、 朴英惠 (李太成母親)  | 嚴基俊                       | 林元熙      | 金喜善、李常敏、卓在勳 |
| 212         | 2020年10月18日 | 申東燁、 徐章焄、 池仁秀 (朴修弘母親)、 趙惠善 (金鍾國母親)、 崔末順 (洪真英母親)、 金順子 (金希澈母親)、 朴英惠 (李太成母親)  | 柳真                         | 朴修弘      | 李常敏、吳珉錫 |
| 212         | 2020年10月18日 | 申東燁、 徐章焄、 池仁秀 (朴修弘母親)、 趙惠善 (金鍾國母親)、 崔末順 (洪真英母親)、 金順子 (金希澈母親)、 朴英惠 (李太成母親)  | 柳真                         | 林元熙      | 金喜善、李常敏、卓在勳 |
| 212         | 2020年10月18日 | 申東燁、 徐章焄、 池仁秀 (朴修弘母親)、 趙惠善 (金鍾國母親)、 崔末順 (洪真英母親)、 金順子 (金希澈母親)、 朴英惠 (李太成母親)  | 柳真                         | 裴正南      | 林元熙 |
| 213         | 2020年10月25日 | 申東燁、 徐章焄、 池仁秀 (朴修弘母親)、 趙惠善 (金鍾國母親)、 崔末順 (洪真英母親)、 金順子 (金希澈母親)、 朴英惠 (李太成母親)  | 李相花                       | 金俊昊      | 洪仁圭、趙允浩、權載寬、朴永振 |
| 213         | 2020年10月25日 | 申東燁、 徐章焄、 池仁秀 (朴修弘母親)、 趙惠善 (金鍾國母親)、 崔末順 (洪真英母親)、 金順子 (金希澈母親)、 朴英惠 (李太成母親)  | 李相花                       | 洪真英      | 南珍、陳成、薛雲道 |
| 213         | 2020年10月25日 | 申東燁、 徐章焄、 池仁秀 (朴修弘母親)、 趙惠善 (金鍾國母親)、 崔末順 (洪真英母親)、 金順子 (金希澈母親)、 朴英惠 (李太成母親)  | 李相花                       | 金鍾國      | 李常敏、卓在勳、Jessi |
| 214         | 2020年11月1日  | 申東燁、 徐章焄、 池仁秀 (朴修弘母親)、 趙惠善 (金鍾國母親)、 崔末順 (洪真英母親)、 金順子 (金希澈母親)、 朴英惠 (李太成母親)  | 朴河宣                       | 金希澈      | 李常敏、卓在勳 |
| 214         | 2020年11月1日  | 申東燁、 徐章焄、 池仁秀 (朴修弘母親)、 趙惠善 (金鍾國母親)、 崔末順 (洪真英母親)、 金順子 (金希澈母親)、 朴英惠 (李太成母親)  | 朴河宣                       | 林元熙      | 趙宇鎮、李帝勳 |
| 214         | 2020年11月1日  | 申東燁、 徐章焄、 池仁秀 (朴修弘母親)、 趙惠善 (金鍾國母親)、 崔末順 (洪真英母親)、 金順子 (金希澈母親)、 朴英惠 (李太成母親)  | 朴河宣                       | 金浩中      | 玄周燁 |
| 215         | 2020年11月8日  | 申東燁、 徐章焄、 池仁秀 (朴修弘母親)、 趙惠善 (金鍾國母親)、 崔末順 (洪真英母親)、 金順子 (金希澈母親)、 朴英惠 (李太成母親)  | 李笛                         | 李太成      | 成侑彬、金勝友 |
| 215         | 2020年11月8日  | 申東燁、 徐章焄、 池仁秀 (朴修弘母親)、 趙惠善 (金鍾國母親)、 崔末順 (洪真英母親)、 金順子 (金希澈母親)、 朴英惠 (李太成母親)  | 李笛                         | 洪真英      | 洪善英 (洪真英姐姐) |
| 215         | 2020年11月8日  | 申東燁、 徐章焄、 池仁秀 (朴修弘母親)、 趙惠善 (金鍾國母親)、 崔末順 (洪真英母親)、 金順子 (金希澈母親)、 朴英惠 (李太成母親)  | 李笛                         | 林元熙      | 鄭石勇 |
| 216         | 2020年11月15日 | 申東燁、 徐章焄、 池仁秀 (朴修弘母親)、 趙惠善 (金鍾國母親)、 崔末順 (洪真英母親)、 金順子 (金希澈母親)、 朴英惠 (李太成母親)  | 金勝友                       | 李太成      | 李韓勝 (李太成兒子)、金希澈、金鍾國                                                                                                |
| 216         | 2020年11月15日 | 申東燁、 徐章焄、 池仁秀 (朴修弘母親)、 趙惠善 (金鍾國母親)、 崔末順 (洪真英母親)、 金順子 (金希澈母親)、 朴英惠 (李太成母親)  | 金勝友                       | 金希澈      | 李浩哲、Dara、林采茂 |
| 216         | 2020年11月15日 | 申東燁、 徐章焄、 池仁秀 (朴修弘母親)、 趙惠善 (金鍾國母親)、 崔末順 (洪真英母親)、 金順子 (金希澈母親)、 朴英惠 (李太成母親)  | 金勝友                       | 朴修弘      | 金鍾國、李常敏、卓在勳、金希澈、吳珉錫                                                                                             |
| 217         | 2020年11月22日 | 申東燁、 徐章焄、 池仁秀 (朴修弘母親)、 趙惠善 (金鍾國母親)、 崔末順 (洪真英母親)、 金順子 (金希澈母親)、 朴英惠 (李太成母親)  | BoA                          | 林元熙      | 鄭石勇、洪善英 (洪真英姐姐) |
| 217         | 2020年11月22日 | 申東燁、 徐章焄、 池仁秀 (朴修弘母親)、 趙惠善 (金鍾國母親)、 崔末順 (洪真英母親)、 金順子 (金希澈母親)、 朴英惠 (李太成母親)  | BoA                          | 朴修弘      | 金鍾國、李常敏、卓在勳、金希澈、吳珉錫                                                                                             |
| 217         | 2020年11月22日 | 申東燁、 徐章焄、 池仁秀 (朴修弘母親)、 趙惠善 (金鍾國母親)、 崔末順 (洪真英母親)、 金順子 (金希澈母親)、 朴英惠 (李太成母親)  | BoA                          | 朴修弘      | 金鍾國、李常敏、卓在勳、吳珉錫 |
| 218         | 2020年11月29日 | 申東燁、 徐章焄、 池仁秀 (朴修弘母親)、 趙惠善 (金鍾國母親)、 金順子 (金希澈母親)、 朴英惠 (李太成母親)                        | 鄭宇                         | 金希澈      | 李浩哲 |
| 218         | 2020年11月29日 | 申東燁、 徐章焄、 池仁秀 (朴修弘母親)、 趙惠善 (金鍾國母親)、 金順子 (金希澈母親)、 朴英惠 (李太成母親)                        | 鄭宇                         | 林元熙      | 鄭石勇 |
| 218         | 2020年11月29日 | 申東燁、 徐章焄、 池仁秀 (朴修弘母親)、 趙惠善 (金鍾國母親)、 金順子 (金希澈母親)、 朴英惠 (李太成母親)                        | 鄭宇                         | 金旻鍾      | 金甫城 |
| 219         | 2020年12月6日  | 申東燁、 徐章焄、 池仁秀 (朴修弘母親)、 趙惠善 (金鍾國母親)、 金順子 (金希澈母親)、 朴英惠 (李太成母親)                        | 金諪恩                       | 林元熙      | 鄭石勇 |
| 219         | 2020年12月6日  | 申東燁、 徐章焄、 池仁秀 (朴修弘母親)、 趙惠善 (金鍾國母親)、 金順子 (金希澈母親)、 朴英惠 (李太成母親)                        | 金諪恩                       | 金旻鍾      | 金甫城、金鍾國、李常敏 |
| 219         | 2020年12月6日  | 申東燁、 徐章焄、 池仁秀 (朴修弘母親)、 趙惠善 (金鍾國母親)、 金順子 (金希澈母親)、 朴英惠 (李太成母親)                        | 金諪恩                       | 吳珉錫      | 卓在勳、金俊昊 |
| 220         | 2020年12月13日 | 申東燁、 徐章焄、 池仁秀 (朴修弘母親)、 趙惠善 (金鍾國母親)、 金順子 (金希澈母親)、 朴英惠 (李太成母親)                        | 金康宇                       | 金希澈      | 池相烈、金京振、金秀敏 |
| 220         | 2020年12月13日 | 申東燁、 徐章焄、 池仁秀 (朴修弘母親)、 趙惠善 (金鍾國母親)、 金順子 (金希澈母親)、 朴英惠 (李太成母親)                        | 金康宇                       | 李常敏      | 卓在勳 |
| 220         | 2020年12月13日 | 申東燁、 徐章焄、 池仁秀 (朴修弘母親)、 趙惠善 (金鍾國母親)、 金順子 (金希澈母親)、 朴英惠 (李太成母親)                        | 金康宇                       | 裴正南      | 玄周燁、安貞桓 |
| 221         | 2020年12月20日 | 申東燁、 徐章焄、 池仁秀 (朴修弘母親)、 趙惠善 (金鍾國母親)、 金順子 (金希澈母親)、 朴英惠 (李太成母親)                        | 秋瓷炫                       | 李太成      | 朴赞浩、李韓勝 (李太成兒子)、李允植 (李太成父親)                                                                                   |
| 221         | 2020年12月20日 | 申東燁、 徐章焄、 池仁秀 (朴修弘母親)、 趙惠善 (金鍾國母親)、 金順子 (金希澈母親)、 朴英惠 (李太成母親)                        | 秋瓷炫                       | 裴正南      | 玄周燁、安貞桓 |
| 221         | 2020年12月20日 | 申東燁、 徐章焄、 池仁秀 (朴修弘母親)、 趙惠善 (金鍾國母親)、 金順子 (金希澈母親)、 朴英惠 (李太成母親)                        | 秋瓷炫                       | 金俊昊      | 金鍾國、李常敏、金希澈、吳珉錫、朴修弘                                                                                             |
| 222         | 2020年12月27日 | 申東燁、 徐章焄、 池仁秀 (朴修弘母親)、 趙惠善 (金鍾國母親)、 金順子 (金希澈母親)、 朴英惠 (李太成母親)                        | Rain                         | 吳珉錫      | 朴修弘、南昶熙、玄周燁 |
| 222         | 2020年12月27日 | 申東燁、 徐章焄、 池仁秀 (朴修弘母親)、 趙惠善 (金鍾國母親)、 金順子 (金希澈母親)、 朴英惠 (李太成母親)                        | Rain                         | 金俊昊      | 金鍾國、李常敏、金希澈、吳珉錫、朴修弘                                                                                             |
| 222         | 2020年12月27日 | 申東燁、 徐章焄、 池仁秀 (朴修弘母親)、 趙惠善 (金鍾國母親)、 金順子 (金希澈母親)、 朴英惠 (李太成母親)                        | Rain                         | 卓在勳      | 金守美、李常敏、金鍾國 |

### 2021年
| 第223~273集 | 第223~273集    | 第223~273集                                                                                             | 第223~273集                | 第223~273集     | 第223~273集                                                                               |
| 集數        | 播出日期       | 演播室                                                                                                  | 演播室                     | 觀察影片        | 觀察影片                                                                                  |
| 集數        | 播出日期       | 固定成員                                                                                                | 特別MC                     | 熊孩子          | 特別出演                                                                                  |
| ----------- | -------------- | --- | -------------------------- | --------------- | ----------------------------------------------------------------------------------------- |
| 223         | 2021年1月3日   | 申東燁、 徐章焄、 池仁秀 (朴修弘母親)、 趙惠善 (金鍾國母親)、 金順子 (金希澈母親)、 朴英惠 (李太成母親) | Rain                       | 金希澈          | 林元熙、鄭埻夏                                                                            |
| 223         | 2021年1月3日   | 申東燁、 徐章焄、 池仁秀 (朴修弘母親)、 趙惠善 (金鍾國母親)、 金順子 (金希澈母親)、 朴英惠 (李太成母親) | Rain                       | 金鍾國          | 金忠秀與趙惠善 (金鍾國父母)                                                               |
| 223         | 2021年1月3日   | 申東燁、 徐章焄、 池仁秀 (朴修弘母親)、 趙惠善 (金鍾國母親)、 金順子 (金希澈母親)、 朴英惠 (李太成母親) | Rain                       | 金俊昊          | 卓在勳、李常敏、林元熙、金美真 (金俊昊妹妹)                                               |
| 224         | 2021年1月10日  | 申東燁、 徐章焄、 池仁秀 (朴修弘母親)、 趙惠善 (金鍾國母親)、 金順子 (金希澈母親)、 朴英惠 (李太成母親) | 尹鈞相                     | 李太成          | 成侑彬、Kawu & Mond (李太成的狗)                                                          |
| 224         | 2021年1月10日  | 申東燁、 徐章焄、 池仁秀 (朴修弘母親)、 趙惠善 (金鍾國母親)、 金順子 (金希澈母親)、 朴英惠 (李太成母親) | 尹鈞相                     | 林元熙          | 鄭石勇                                                                                    |
| 224         | 2021年1月10日  | 申東燁、 徐章焄、 池仁秀 (朴修弘母親)、 趙惠善 (金鍾國母親)、 金順子 (金希澈母親)、 朴英惠 (李太成母親) | 尹鈞相                     | 頒獎禮          | 金鍾國、金希澈、李常敏、林元熙、鄭石勇、卓在勳、吳珉錫                                    |
| 225         | 2021年1月17日  | 申東燁、 徐章焄、 池仁秀 (朴修弘母親)、 趙惠善 (金鍾國母親)、 金順子 (金希澈母親)、 朴英惠 (李太成母親) | 珉豪 (SHINee)              | 李常敏          | 卓在勳、鄭埻夏、李順載                                                                    |
| 225         | 2021年1月17日  | 申東燁、 徐章焄、 池仁秀 (朴修弘母親)、 趙惠善 (金鍾國母親)、 金順子 (金希澈母親)、 朴英惠 (李太成母親) | 珉豪 (SHINee)              | 金希澈          | 池相烈、張光和全成愛夫婦、女兒張美子                                                      |
| 225         | 2021年1月17日  | 申東燁、 徐章焄、 池仁秀 (朴修弘母親)、 趙惠善 (金鍾國母親)、 金順子 (金希澈母親)、 朴英惠 (李太成母親) | 珉豪 (SHINee)              | 金俊昊          | 洪仁圭、朴永振、金大熙、【金士允、賢昊、佳靜 (金大熙的女兒)】                             |
| 226         | 2021年1月24日  | 申東燁、 徐章焄、 池仁秀 (朴修弘母親)、 趙惠善 (金鍾國母親)、 金順子 (金希澈母親)、 朴英惠 (李太成母親) | 車仁杓                     | 金鍾國          | 池錫辰、Haha、許卿煥、南昶熙                                                              |
| 226         | 2021年1月24日  | 申東燁、 徐章焄、 池仁秀 (朴修弘母親)、 趙惠善 (金鍾國母親)、 金順子 (金希澈母親)、 朴英惠 (李太成母親) | 車仁杓                     | 林元熙          | 卓在勳、李常敏、金俊昊                                                                    |
| 226         | 2021年1月24日  | 申東燁、 徐章焄、 池仁秀 (朴修弘母親)、 趙惠善 (金鍾國母親)、 金順子 (金希澈母親)、 朴英惠 (李太成母親) | 車仁杓                     | 吳珉錫          | 李常敏、朴君、朴君嫂子與侄子                                                              |
| 227         | 2021年1月31日  | 申東燁、 徐章焄、 池仁秀 (朴修弘母親)、 趙惠善 (金鍾國母親)、 金順子 (金希澈母親)、 朴英惠 (李太成母親) | 李多熙                     | 金希澈          | 圭賢、神童、銀赫                                                                          |
| 227         | 2021年1月31日  | 申東燁、 徐章焄、 池仁秀 (朴修弘母親)、 趙惠善 (金鍾國母親)、 金順子 (金希澈母親)、 朴英惠 (李太成母親) | 李多熙                     | 李常敏          | 金鍾國、卓在勳、朴修弘、嚴龍洙                                                            |
| 227         | 2021年1月31日  | 申東燁、 徐章焄、 池仁秀 (朴修弘母親)、 趙惠善 (金鍾國母親)、 金順子 (金希澈母親)、 朴英惠 (李太成母親) | 李多熙                     | 吳珉錫          | 李常敏、朴君                                                                              |
| 228         | 2021年2月7日   | 申東燁、 徐章焄、 池仁秀 (朴修弘母親)、 趙惠善 (金鍾國母親)、 金順子 (金希澈母親)、 朴英惠 (李太成母親) | 尹鐘焄                     | 金俊昊          | 金鍾國、洪仁圭、朴永振                                                                    |
| 228         | 2021年2月7日   | 申東燁、 徐章焄、 池仁秀 (朴修弘母親)、 趙惠善 (金鍾國母親)、 金順子 (金希澈母親)、 朴英惠 (李太成母親) | 尹鐘焄                     | 李常敏          | 卓在勳、蔡勝勛 (律師)                                                                     |
| 228         | 2021年2月7日   | 申東燁、 徐章焄、 池仁秀 (朴修弘母親)、 趙惠善 (金鍾國母親)、 金順子 (金希澈母親)、 朴英惠 (李太成母親) | 尹鐘焄                     | 金鍾國          | 李常敏、金希澈、裴正南、卓在勳、金俊昊                                                    |
| 229         | 2021年2月14日  | 申東燁、 徐章焄、 池仁秀 (朴修弘母親)、 趙惠善 (金鍾國母親)、 金順子 (金希澈母親)、 朴英惠 (李太成母親) | 南宮珉                     | 林元熙          | 鄭石勇、李浩哲、崔光濟、李正賢                                                            |
| 229         | 2021年2月14日  | 申東燁、 徐章焄、 池仁秀 (朴修弘母親)、 趙惠善 (金鍾國母親)、 金順子 (金希澈母親)、 朴英惠 (李太成母親) | 南宮珉                     | 金鍾國          | 李常敏、金希澈、裴正南、卓在勳、金俊昊                                                    |
| 230         | 2021年2月21日  | 申東燁、 徐章焄、 池仁秀 (朴修弘母親)、 趙惠善 (金鍾國母親)、 金順子 (金希澈母親)、 朴英惠 (李太成母親) | 朴殷碩                     | 金鍾國          | 李常敏、金希澈、裴正南、卓在勳、金俊昊                                                    |
| 230         | 2021年2月21日  | 申東燁、 徐章焄、 池仁秀 (朴修弘母親)、 趙惠善 (金鍾國母親)、 金順子 (金希澈母親)、 朴英惠 (李太成母親) | 朴殷碩                     | 金鍾國          | 李常敏、金希澈、裴正南、卓在勳、金俊昊                                                    |
| 230         | 2021年2月21日  | 申東燁、 徐章焄、 池仁秀 (朴修弘母親)、 趙惠善 (金鍾國母親)、 金順子 (金希澈母親)、 朴英惠 (李太成母親) | 朴殷碩                     | 李常敏          | 吳珉錫、朴君                                                                              |
| 231         | 2021年2月28日  | 申東燁、 徐章焄、 池仁秀 (朴修弘母親)、 趙惠善 (金鍾國母親)、 金順子 (金希澈母親)、 朴英惠 (李太成母親) | 金泫雅 金曉鐘              | 裴正南          | 林元熙、朴修弘                                                                            |
| 231         | 2021年2月28日  | 申東燁、 徐章焄、 池仁秀 (朴修弘母親)、 趙惠善 (金鍾國母親)、 金順子 (金希澈母親)、 朴英惠 (李太成母親) | 金泫雅 金曉鐘              | 金鍾國          | 李常敏、吳珉錫、李勛                                                                      |
| 231         | 2021年2月28日  | 申東燁、 徐章焄、 池仁秀 (朴修弘母親)、 趙惠善 (金鍾國母親)、 金順子 (金希澈母親)、 朴英惠 (李太成母親) | 金泫雅 金曉鐘              | 李常敏          | 卓在勳、Jessi、PSY                                                                        |
| 232         | 2021年3月7日   | 申東燁、 徐章焄、 池仁秀 (朴修弘母親)、 趙惠善 (金鍾國母親)、 金順子 (金希澈母親)、 朴英惠 (李太成母親) | 金有美                     | 金希澈          | 林元熙、神童、銀赫、李多智 (韓國史老師)                                                   |
| 232         | 2021年3月7日   | 申東燁、 徐章焄、 池仁秀 (朴修弘母親)、 趙惠善 (金鍾國母親)、 金順子 (金希澈母親)、 朴英惠 (李太成母親) | 金有美                     | 李常敏          | 朴君、羅尚道、孫彬兒、崔宇珍                                                              |
| 233         | 2021年3月14日  | 申東燁、 徐章焄、 池仁秀 (朴修弘母親)、 趙惠善 (金鍾國母親)、 金順子 (金希澈母親)、 朴英惠 (李太成母親) | 朴彩英                     | 吳珉錫          | 李常敏、朴炡禹、KCM                                                                       |
| 233         | 2021年3月14日  | 申東燁、 徐章焄、 池仁秀 (朴修弘母親)、 趙惠善 (金鍾國母親)、 金順子 (金希澈母親)、 朴英惠 (李太成母親) | 朴彩英                     | 金俊昊          | 金鍾旼                                                                                    |
| 233         | 2021年3月14日  | 申東燁、 徐章焄、 池仁秀 (朴修弘母親)、 趙惠善 (金鍾國母親)、 金順子 (金希澈母親)、 朴英惠 (李太成母親) | 朴彩英                     | 李常敏          | 卓在勳、Jessi、PSY                                                                        |
| 234         | 2021年3月21日  | 申東燁、 徐章焄、 池仁秀 (朴修弘母親)、 趙惠善 (金鍾國母親)、 金順子 (金希澈母親)、 朴英惠 (李太成母親) | Jessi                      | 林元熙          | 鄭石勇                                                                                    |
| 234         | 2021年3月21日  | 申東燁、 徐章焄、 池仁秀 (朴修弘母親)、 趙惠善 (金鍾國母親)、 金順子 (金希澈母親)、 朴英惠 (李太成母親) | Jessi                      | 李常敏          | 吳珉錫、金俊昊、金鍾旼、申智                                                              |
| 234         | 2021年3月21日  | 申東燁、 徐章焄、 池仁秀 (朴修弘母親)、 趙惠善 (金鍾國母親)、 金順子 (金希澈母親)、 朴英惠 (李太成母親) | Jessi                      | 崔振赫          | 太恆浩、李中玉、胖胖 (崔振赫的狗)                                                         |
| 235         | 2021年3月28日  | 申東燁、 徐章焄、 池仁秀 (朴修弘母親)、 趙惠善 (金鍾國母親)、 金順子 (金希澈母親)、 朴英惠 (李太成母親) | 申成祿                     | 金俊昊          | 朴永振、金大熙、洪仁圭                                                                    |
| 235         | 2021年3月28日  | 申東燁、 徐章焄、 池仁秀 (朴修弘母親)、 趙惠善 (金鍾國母親)、 金順子 (金希澈母親)、 朴英惠 (李太成母親) | 申成祿                     | 李希文          | 金周賢、趙元錫                                                                            |
| 235         | 2021年3月28日  | 申東燁、 徐章焄、 池仁秀 (朴修弘母親)、 趙惠善 (金鍾國母親)、 金順子 (金希澈母親)、 朴英惠 (李太成母親) | 申成祿                     | 金鍾國          | 卓在勳、林元熙                                                                            |
| 236         | 2021年4月4日   | 申東燁、 徐章焄、 池仁秀 (朴修弘母親)、 趙惠善 (金鍾國母親)、 金順子 (金希澈母親)、 朴英惠 (李太成母親) | 秦基周 李帝勳              | 金鍾國          | 金俊昊、權載寬、金大熙                                                                    |
| 236         | 2021年4月4日   | 申東燁、 徐章焄、 池仁秀 (朴修弘母親)、 趙惠善 (金鍾國母親)、 金順子 (金希澈母親)、 朴英惠 (李太成母親) | 秦基周 李帝勳              | 金希澈          | 池相烈、鄭英珠、黃石正                                                                    |
| 236         | 2021年4月4日   | 申東燁、 徐章焄、 池仁秀 (朴修弘母親)、 趙惠善 (金鍾國母親)、 金順子 (金希澈母親)、 朴英惠 (李太成母親) | 秦基周 李帝勳              | 金俊昊          | 卓在勳、李常敏、金九拉                                                                    |
| 237         | 2021年4月11日  | 申東燁、 徐章焄、 池仁秀 (朴修弘母親)、 趙惠善 (金鍾國母親)、 金順子 (金希澈母親)、 朴英惠 (李太成母親) | 李帝勳                     | 李常敏          | 卓在勳、金俊昊、金九拉                                                                    |
| 237         | 2021年4月11日  | 申東燁、 徐章焄、 池仁秀 (朴修弘母親)、 趙惠善 (金鍾國母親)、 金順子 (金希澈母親)、 朴英惠 (李太成母親) | 李帝勳                     | 金俊昊          | 權載寬、吳珉錫                                                                            |
| 237         | 2021年4月11日  | 申東燁、 徐章焄、 池仁秀 (朴修弘母親)、 趙惠善 (金鍾國母親)、 金順子 (金希澈母親)、 朴英惠 (李太成母親) | 李帝勳                     | 李常敏          | 朴君、嚴基俊、柳真                                                                        |
| 238         | 2021年4月18日  | 申東燁、 徐章焄、 趙惠善 (金鍾國母親)、 金順子 (金希澈母親)、 朴英惠 (李太成母親)                       | 金玉彬                     | 金鍾國          | 車太鉉、金甲鎮室長 (金鍾國經理人)                                                         |
| 238         | 2021年4月18日  | 申東燁、 徐章焄、 趙惠善 (金鍾國母親)、 金順子 (金希澈母親)、 朴英惠 (李太成母親)                       | 金玉彬                     | 林元熙          | 李常敏、金俊昊                                                                            |
| 238         | 2021年4月18日  | 申東燁、 徐章焄、 趙惠善 (金鍾國母親)、 金順子 (金希澈母親)、 朴英惠 (李太成母親)                       | 金玉彬                     | 李常敏          | 朴君                                                                                      |
| 239         | 2021年4月25日  | 申東燁、 徐章焄、 趙惠善 (金鍾國母親)、 金順子 (金希澈母親)、 朴英惠 (李太成母親)                       | 金玉彬                     | 金希澈          | 林元熙、池相烈、黃石正                                                                    |
| 239         | 2021年4月25日  | 申東燁、 徐章焄、 趙惠善 (金鍾國母親)、 金順子 (金希澈母親)、 朴英惠 (李太成母親)                       | 金玉彬                     | 李常敏          | 金俊昊、朴君                                                                              |
| 240         | 2021年5月2日   | 申東燁、 徐章焄、 趙惠善 (金鍾國母親)、 金順子 (金希澈母親)、 朴英惠 (李太成母親)                       | 姜昇潤 宋旻浩              | 李常敏          | 金俊昊、KCM、Rain、Ciipher                                                                |
| 240         | 2021年5月2日   | 申東燁、 徐章焄、 趙惠善 (金鍾國母親)、 金順子 (金希澈母親)、 朴英惠 (李太成母親)                       | 姜昇潤 宋旻浩              | 高恩雅          | 房孝善 (高恩雅姐姐)、金宥珍、朴尚和、秦洙賢、天空及云朵 (高恩雅的狗)、大海 (高恩雅的金魚) |
| 240         | 2021年5月2日   | 申東燁、 徐章焄、 趙惠善 (金鍾國母親)、 金順子 (金希澈母親)、 朴英惠 (李太成母親)                       | 姜昇潤 宋旻浩              | 金希澈          | 李常敏、朴君、朴恩河及安智慧 (特種女兵前輩)                                               |
| 241         | 2021年5月9日   | 申東燁、 徐章焄、 趙惠善 (金鍾國母親)、 金順子 (金希澈母親)、 朴英惠 (李太成母親)                       | 成始璄                     | 高恩雅77        | 韓成淑 (高恩雅母親)、房孝善 (高恩雅姐姐)、MIR、閔英 (高恩雅摯友)                          |
| 241         | 2021年5月9日   | 申東燁、 徐章焄、 趙惠善 (金鍾國母親)、 金順子 (金希澈母親)、 朴英惠 (李太成母親)                       | 成始璄                     | 金鍾國          | 金忠秀與趙惠善 (金鍾國父母)                                                               |
| 241         | 2021年5月9日   | 申東燁、 徐章焄、 趙惠善 (金鍾國母親)、 金順子 (金希澈母親)、 朴英惠 (李太成母親)                       | 成始璄                     | 朴君            | 崔友真、孫彬兒、羅相道、世正、Ciipher                                                     |
| 242         | 2021年5月16日  | 申東燁、 徐章焄、 趙惠善 (金鍾國母親)、 金順子 (金希澈母親)、 朴英惠 (李太成母親)                       | 吳漣序                     | 金希澈          | 池相烈、張光、朴俊奎                                                                      |
| 242         | 2021年5月16日  | 申東燁、 徐章焄、 趙惠善 (金鍾國母親)、 金順子 (金希澈母親)、 朴英惠 (李太成母親)                       | 吳漣序                     | 李常敏          | 朴君                                                                                      |
| 243         | 2021年5月23日  | 申東燁、 徐章焄、 趙惠善 (金鍾國母親)、 金順子 (金希澈母親)、 朴英惠 (李太成母親)                       | 徐仁國                     | 高恩雅          | 趙河真 (高恩雅侄子)、宥爍及智媛 (趙河真同學)                                              |
| 243         | 2021年5月23日  | 申東燁、 徐章焄、 趙惠善 (金鍾國母親)、 金順子 (金希澈母親)、 朴英惠 (李太成母親)                       | 徐仁國                     | 李常敏          | 朴君、【盧蓮玉、貴玉、美玉 (朴君三位阿姨)】                                               |
| 243         | 2021年5月23日  | 申東燁、 徐章焄、 趙惠善 (金鍾國母親)、 金順子 (金希澈母親)、 朴英惠 (李太成母親)                       | 徐仁國                     | 崔振赫          | 劉永才                                                                                    |
| 244         | 2021年5月30日  | 申東燁、 徐章焄、 趙惠善 (金鍾國母親)、 金順子 (金希澈母親)、 朴英惠 (李太成母親)                       | 都慶完                     | 李常敏          | 金俊昊、吳珉錫、權載寬夫婦                                                                |
| 244         | 2021年5月30日  | 申東燁、 徐章焄、 趙惠善 (金鍾國母親)、 金順子 (金希澈母親)、 朴英惠 (李太成母親)                       | 都慶完                     | 金鍾國          | 李常敏、金希澈、林元熙、卓在勳、金俊昊、吳珉錫、崔振赫、朴君                              |
| 245         | 2021年6月6日   | 申東燁、 徐章焄、 趙惠善 (金鍾國母親)、 金順子 (金希澈母親)、 朴英惠 (李太成母親)                       | 金泰均                     | 崔振赫          | 劉永才                                                                                    |
| 245         | 2021年6月6日   | 申東燁、 徐章焄、 趙惠善 (金鍾國母親)、 金順子 (金希澈母親)、 朴英惠 (李太成母親)                       | 金泰均                     | 林元熙          | 李常敏、卓在勳、金俊昊、都慶完                                                            |
| 245         | 2021年6月6日   | 申東燁、 徐章焄、 趙惠善 (金鍾國母親)、 金順子 (金希澈母親)、 朴英惠 (李太成母親)                       | 金泰均                     | 金鍾國          | 李常敏、金希澈、林元熙、卓在勳、金俊昊、吳珉錫、崔振赫、朴君                              |
| 246         | 2021年6月13日  | 申東燁、 徐章焄、 趙惠善 (金鍾國母親)、 金順子 (金希澈母親)、 朴英惠 (李太成母親)                       | 趙宇鎮                     | 李太成          | 成侑彬、李韓勝 (李太成兒子)                                                               |
| 246         | 2021年6月13日  | 申東燁、 徐章焄、 趙惠善 (金鍾國母親)、 金順子 (金希澈母親)、 朴英惠 (李太成母親)                       | 趙宇鎮                     | 金鍾國          | 李常敏、金希澈、林元熙、卓在勳、金俊昊、吳珉錫、崔振赫、朴君                              |
| 247         | 2021年6月20日  | 申東燁、 徐章焄、 趙惠善 (金鍾國母親)、 金順子 (金希澈母親)、 朴英惠 (李太成母親)                       | 庭沼珉                     | 金俊昊          | 朴永振、金大熙、洪仁圭                                                                    |
| 247         | 2021年6月20日  | 申東燁、 徐章焄、 趙惠善 (金鍾國母親)、 金順子 (金希澈母親)、 朴英惠 (李太成母親)                       | 庭沼珉                     | 林元熙          | 崔振赫、鄭石勇、李善奎 (紫雨林吉他手)、金鎮滿 (紫雨林電貝斯手)                            |
| 247         | 2021年6月20日  | 申東燁、 徐章焄、 趙惠善 (金鍾國母親)、 金順子 (金希澈母親)、 朴英惠 (李太成母親)                       | 庭沼珉                     | 金鍾國          | 李常敏、金希澈、朴君                                                                      |
| 248         | 2021年6月27日  | 申東燁、 徐章焄、 趙惠善 (金鍾國母親)、 金順子 (金希澈母親)、 朴英惠 (李太成母親)                       | 文彩元                     | 金鍾國          | 李常敏、金希澈、朴君                                                                      |
| 248         | 2021年6月27日  | 申東燁、 徐章焄、 趙惠善 (金鍾國母親)、 金順子 (金希澈母親)、 朴英惠 (李太成母親)                       | 文彩元                     | 李常敏          | 金俊昊、朴君、羅尚道、金奐軍 (羅尚道父親)                                                 |
| 248         | 2021年6月27日  | 申東燁、 徐章焄、 趙惠善 (金鍾國母親)、 金順子 (金希澈母親)、 朴英惠 (李太成母親)                       | 文彩元                     | 林元熙          | 崔振赫、鄭石勇                                                                            |
| 249         | 2021年7月4日   | 申東燁、 徐章焄、 趙惠善 (金鍾國母親)、 金順子 (金希澈母親)、 朴英惠 (李太成母親)                       | 文彩元                     | 李太成          | 成侑彬、李韓勝 (李太成兒子)、李允植與朴英惠 (李太成父母)、李萬基                          |
| 249         | 2021年7月4日   | 申東燁、 徐章焄、 趙惠善 (金鍾國母親)、 金順子 (金希澈母親)、 朴英惠 (李太成母親)                       | 文彩元                     | 金俊昊          | 李常敏                                                                                    |
| 249         | 2021年7月4日   | 申東燁、 徐章焄、 趙惠善 (金鍾國母親)、 金順子 (金希澈母親)、 朴英惠 (李太成母親)                       | 文彩元                     | 李常敏          | 朴君、【盧蓮玉、貴玉、美玉 (朴君三位阿姨)】                                               |
| 250         | 2021年7月11日  | 申東燁、 徐章焄、 趙惠善 (金鍾國母親)、 金順子 (金希澈母親)、 朴英惠 (李太成母親)                       | 李承燁                     | 李常敏          | 朴君、【盧蓮玉、貴玉、美玉 (朴君三位阿姨)】                                               |
| 250         | 2021年7月11日  | 申東燁、 徐章焄、 趙惠善 (金鍾國母親)、 金順子 (金希澈母親)、 朴英惠 (李太成母親)                       | 李承燁                     | 金鍾國          | 李常敏、金希澈、林元熙、卓在勳、金俊昊、吳珉錫、崔振赫、朴君                              |
| 251         | 2021年7月18日  | 申東燁、 徐章焄、 趙惠善 (金鍾國母親)、 金順子 (金希澈母親)、 朴英惠 (李太成母親)                       | John Park                  | 金鍾國          | 李常敏、金希澈、林元熙、卓在勳、金俊昊、吳珉錫、崔振赫、朴君                              |
| 252         | 2021年8月1日   | 申東燁、 徐章焄、 趙惠善 (金鍾國母親)、 金順子 (金希澈母親)、 朴英惠 (李太成母親)                       | 鄭容和                     | 金鍾國          | 林元熙、李常敏、黃石正                                                                    |
| 252         | 2021年8月1日   | 申東燁、 徐章焄、 趙惠善 (金鍾國母親)、 金順子 (金希澈母親)、 朴英惠 (李太成母親)                       | 鄭容和                     | 朴君            | 張允瀞、金蓮子                                                                            |
| 253         | 2021年8月8日   | 申東燁、 徐章焄、 趙惠善 (金鍾國母親)、 金順子 (金希澈母親)、 朴英惠 (李太成母親)                       | 鄭容和                     | 崔振赫          | 成侑彬、李韓勝 (李太成兒子)、吳兒璘、林道炯                                               |
| 253         | 2021年8月8日   | 申東燁、 徐章焄、 趙惠善 (金鍾國母親)、 金順子 (金希澈母親)、 朴英惠 (李太成母親)                       | 李光洙                     | 金希澈          | 金正民、谷留美子 (金正民太太)、金譚率 (金正民三子)                                        |
| 254         | 2021年8月15日  | 申東燁、 徐章焄、 趙惠善 (金鍾國母親)、 金順子 (金希澈母親)、 朴英惠 (李太成母親)                       | 李光洙                     | 金俊昊          | 金大熙、洪仁圭、權載寬                                                                    |
| 254         | 2021年8月15日  | 申東燁、 徐章焄、 趙惠善 (金鍾國母親)、 金順子 (金希澈母親)、 朴英惠 (李太成母親)                       | 李光洙                     | 金希澈          | 神童、銀赫、東海                                                                          |
| 254         | 2021年8月15日  | 申東燁、 徐章焄、 趙惠善 (金鍾國母親)、 金順子 (金希澈母親)、 朴英惠 (李太成母親)                       | 李光洙                     | 林元熙          | 鄭石勇、崔振赫                                                                            |
| 255         | 2021年8月22日  | 申東燁、 徐章焄、 趙惠善 (金鍾國母親)、 金順子 (金希澈母親)、 朴英惠 (李太成母親)                       | 溫朱莞                     | 朴君            | 李振峰、黃忠元、崔英才、【崔智安、崔時安 (崔英才女兒)】                                   |
| 255         | 2021年8月22日  | 申東燁、 徐章焄、 趙惠善 (金鍾國母親)、 金順子 (金希澈母親)、 朴英惠 (李太成母親)                       | 溫朱莞                     | 林元熙          | 鄭石勇、崔振赫                                                                            |
| 256         | 2021年8月29日  | 申東燁、 徐章焄、 趙惠善 (金鍾國母親)、 金順子 (金希澈母親)、 朴英惠 (李太成母親)                       | 俞利                       | 金鍾國          | 吳珉錫、ATEEZ                                                                             |
| 256         | 2021年8月29日  | 申東燁、 徐章焄、 趙惠善 (金鍾國母親)、 金順子 (金希澈母親)、 朴英惠 (李太成母親)                       | 俞利                       | 李常敏          | 朴君、卓在勳                                                                              |
| 256         | 2021年8月29日  | 申東燁、 徐章焄、 趙惠善 (金鍾國母親)、 金順子 (金希澈母親)、 朴英惠 (李太成母親)                       | 俞利                       | 金俊昊          | 李常敏、朴君、都慶完                                                                      |
| 257         | 2021年9月5日   | 申東燁、 徐章焄、 趙惠善 (金鍾國母親)、 金順子 (金希澈母親)、 朴英惠 (李太成母親)                       | 安孝燮                     | 李常敏          | 金俊昊、朴君、金蓮子                                                                      |
| 257         | 2021年9月5日   | 申東燁、 徐章焄、 趙惠善 (金鍾國母親)、 金順子 (金希澈母親)、 朴英惠 (李太成母親)                       | 安孝燮                     | 吳珉錫          | 李宥拉 (RALRAL)、朴英林 (李宥拉母親)                                                      |
| 257         | 2021年9月5日   | 申東燁、 徐章焄、 趙惠善 (金鍾國母親)、 金順子 (金希澈母親)、 朴英惠 (李太成母親)                       | 安孝燮                     | 金俊昊          | 李常敏、朴君、都慶完                                                                      |
| 258         | 2021年9月12日  | 申東燁、 徐章焄、 趙惠善 (金鍾國母親)、 金順子 (金希澈母親)、 朴英惠 (李太成母親)                       | 朴柱美                     | 朴君            | 李常敏、都慶完、李準赫                                                                    |
| 258         | 2021年9月12日  | 申東燁、 徐章焄、 趙惠善 (金鍾國母親)、 金順子 (金希澈母親)、 朴英惠 (李太成母親)                       | 朴柱美                     | 崔振赫          | 李常敏、金俊昊                                                                            |
| 258         | 2021年9月12日  | 申東燁、 徐章焄、 趙惠善 (金鍾國母親)、 金順子 (金希澈母親)、 朴英惠 (李太成母親)                       | 朴柱美                     | 金希澈          | 金俊昊、徐南勇                                                                            |
| 259         | 2021年9月19日  | 申東燁、 徐章焄、 趙惠善 (金鍾國母親)、 金順子 (金希澈母親)、 朴英惠 (李太成母親)                       | 韓藝璃                     | 朴君            | 李常敏、都慶完、李準赫                                                                    |
| 259         | 2021年9月19日  | 申東燁、 徐章焄、 趙惠善 (金鍾國母親)、 金順子 (金希澈母親)、 朴英惠 (李太成母親)                       | 韓藝璃                     | 李常敏          | 金俊昊、崔振赫、趙東赫                                                                    |
| 259         | 2021年9月19日  | 申東燁、 徐章焄、 趙惠善 (金鍾國母親)、 金順子 (金希澈母親)、 朴英惠 (李太成母親)                       | 韓藝璃                     | 金希澈          | 金俊昊、徐南勇                                                                            |
| 260         | 2021年9月26日  | 申東燁、 徐章焄、 趙惠善 (金鍾國母親)、 金順子 (金希澈母親)、 朴英惠 (李太成母親)                       | CL                         | 林元熙          | Christina (英語老師)                                                                      |
| 260         | 2021年9月26日  | 申東燁、 徐章焄、 趙惠善 (金鍾國母親)、 金順子 (金希澈母親)、 朴英惠 (李太成母親)                       | CL                         | 金鍾國          | 金希澈、金政煥、具本佶                                                                    |
| 260         | 2021年9月26日  | 申東燁、 徐章焄、 趙惠善 (金鍾國母親)、 金順子 (金希澈母親)、 朴英惠 (李太成母親)                       | CL                         | 金俊昊          | 徐南勇、卓在勳                                                                            |
| 261         | 2021年10月3日  | 申東燁、 徐章焄、 趙惠善 (金鍾國母親)、 金順子 (金希澈母親)、 朴英惠 (李太成母親)                       | 崔瀚率、夫勝寛 (Seventeen) | 林元熙          | Christina (英語老師)                                                                      |
| 261         | 2021年10月3日  | 申東燁、 徐章焄、 趙惠善 (金鍾國母親)、 金順子 (金希澈母親)、 朴英惠 (李太成母親)                       | 崔瀚率、夫勝寛 (Seventeen) | 金俊昊          | 徐南勇、卓在勳、李秀敏理事                                                                |
| 261         | 2021年10月3日  | 申東燁、 徐章焄、 趙惠善 (金鍾國母親)、 金順子 (金希澈母親)、 朴英惠 (李太成母親)                       | 崔瀚率、夫勝寛 (Seventeen) | 李常敏          | 金鍾國、金俊昊                                                                            |
| 262         | 2021年10月10日 | 申東燁、 徐章焄、 趙惠善 (金鍾國母親)、 金順子 (金希澈母親)、 朴英惠 (李太成母親)                       | 宣美                       | 金俊昊          |                                                                                           |
| 262         | 2021年10月10日 | 申東燁、 徐章焄、 趙惠善 (金鍾國母親)、 金順子 (金希澈母親)、 朴英惠 (李太成母親)                       | 宣美                       | 林元熙          | 鄭石勇、崔振赫、朴度賢、春植 (朴度賢的狐狸)                                               |
| 262         | 2021年10月10日 | 申東燁、 徐章焄、 趙惠善 (金鍾國母親)、 金順子 (金希澈母親)、 朴英惠 (李太成母親)                       | 宣美                       | 李常敏          | 卓在勳、朴君、徐南勇                                                                      |
| 263         | 2021年10月17日 | 申東燁、 徐章焄、 趙惠善 (金鍾國母親)、 金順子 (金希澈母親)、 朴英惠 (李太成母親)                       | Gummy                      | 金鍾國          | 金俊昊                                                                                    |
| 263         | 2021年10月17日 | 申東燁、 徐章焄、 趙惠善 (金鍾國母親)、 金順子 (金希澈母親)、 朴英惠 (李太成母親)                       | Gummy                      | 金俊昊          | 卓在勳                                                                                    |
| 263         | 2021年10月17日 | 申東燁、 徐章焄、 趙惠善 (金鍾國母親)、 金順子 (金希澈母親)、 朴英惠 (李太成母親)                       | Gummy                      | 李常敏          | 卓在勳、金鍾國、金俊昊、林元熙、吳珉錫、崔振赫、李太成、朴君、金希澈                      |
| 264         | 2021年10月24日 | 申東燁、 徐章焄、 趙惠善 (金鍾國母親)、 金順子 (金希澈母親)、 朴英惠 (李太成母親)                       | 李沇熹                     | 李常敏          | 卓在勳、金鍾國、金俊昊、林元熙、吳珉錫、崔振赫、李太成、朴君、金希澈                      |
| 265         | 2021年10月31日 | 申東燁、 徐章焄、 趙惠善 (金鍾國母親)、 金順子 (金希澈母親)、 朴英惠 (李太成母親)                       | 許成泰                     | 李常敏          | 卓在勳、金鍾國、金俊昊、林元熙、吳珉錫、崔振赫、李太成、朴君、金希澈                      |
| 265         | 2021年10月31日 | 申東燁、 徐章焄、 趙惠善 (金鍾國母親)、 金順子 (金希澈母親)、 朴英惠 (李太成母親)                       | 許成泰                     | 金俊昊          | 金希澈                                                                                    |
| 265         | 2021年10月31日 | 申東燁、 徐章焄、 趙惠善 (金鍾國母親)、 金順子 (金希澈母親)、 朴英惠 (李太成母親)                       | 許成泰                     | 李常敏          | 卓在勳、金鍾國、金俊昊、林元熙、吳珉錫、崔振赫、李太成、朴君、金希澈                      |
| 266         | 2021年11月7日  | 申東燁、 徐章焄、 趙惠善 (金鍾國母親)、 金順子 (金希澈母親)、 朴英惠 (李太成母親)                       | 韓彩雅                     | 朴君            | 神童、李常敏、金希澈、李準赫、徐南勇、【盧蓮玉、貴玉、美玉 (朴君三位阿姨)】               |
| 266         | 2021年11月7日  | 申東燁、 徐章焄、 趙惠善 (金鍾國母親)、 金順子 (金希澈母親)、 朴英惠 (李太成母親)                       | 韓彩雅                     | 林元熙          | 李常敏、任昌丁                                                                            |
| 266         | 2021年11月7日  | 申東燁、 徐章焄、 趙惠善 (金鍾國母親)、 金順子 (金希澈母親)、 朴英惠 (李太成母親)                       | 韓彩雅                     | 郭時暘          | 兩位經理人                                                                                |
| 267         | 2021年11月14日 | 申東燁、 徐章焄、 趙惠善 (金鍾國母親)、 金順子 (金希澈母親)、 朴英惠 (李太成母親)                       | 秋山成勳                   | 林元熙          | 金希澈、Christina (英語老師)、Jacob (Christina朋友)                                       |
| 267         | 2021年11月14日 | 申東燁、 徐章焄、 趙惠善 (金鍾國母親)、 金順子 (金希澈母親)、 朴英惠 (李太成母親)                       | 秋山成勳                   | 金鍾國          | 李常敏                                                                                    |
| 267         | 2021年11月14日 | 申東燁、 徐章焄、 趙惠善 (金鍾國母親)、 金順子 (金希澈母親)、 朴英惠 (李太成母親)                       | 秋山成勳                   | 李常敏          | 金俊昊、郭時暘                                                                            |
| 268         | 2021年11月21日 | 申東燁、 徐章焄、 趙惠善 (金鍾國母親)、 金順子 (金希澈母親)、 朴英惠 (李太成母親)                       | 孫錫久 朴英林 (李宥拉母親) | 金鍾國          | 李常敏、金希澈                                                                            |
| 268         | 2021年11月21日 | 申東燁、 徐章焄、 趙惠善 (金鍾國母親)、 金順子 (金希澈母親)、 朴英惠 (李太成母親)                       | 孫錫久 朴英林 (李宥拉母親) | 金俊昊          | 徐南勇、玄周燁                                                                            |
| 268         | 2021年11月21日 | 申東燁、 徐章焄、 趙惠善 (金鍾國母親)、 金順子 (金希澈母親)、 朴英惠 (李太成母親)                       | 孫錫久 朴英林 (李宥拉母親) | 李宥拉 (RALRAL) | 李娜拉 (李宥拉妹妹)、朴英林 (李宥拉母親)                                                  |
| 269         | 2021年11月28日 | 申東燁、 徐章焄、 趙惠善 (金鍾國母親)、 金順子 (金希澈母親)、 朴英惠 (李太成母親)                       | 朴埇佑                     | 林元熙          | 鄭石勇、卞在俊 (藝術游泳選手)                                                             |
| 269         | 2021年11月28日 | 申東燁、 徐章焄、 趙惠善 (金鍾國母親)、 金順子 (金希澈母親)、 朴英惠 (李太成母親)                       | 朴埇佑                     | 崔始源          | 金俊昊                                                                                    |
| 269         | 2021年11月28日 | 申東燁、 徐章焄、 趙惠善 (金鍾國母親)、 金順子 (金希澈母親)、 朴英惠 (李太成母親)                       | 朴埇佑                     | 李常敏          | 金俊昊、卓在勳、金鍾國、金甲鎮室長 (金鍾國經理人)                                         |
| 270         | 2021年12月5日  | 申東燁、 徐章焄、 趙惠善 (金鍾國母親)、 金順子 (金希澈母親)、 朴英惠 (李太成母親)                       | 金姝怜                     | 李常敏          | 都慶完、康男、Greg                                                                        |
| 270         | 2021年12月5日  | 申東燁、 徐章焄、 趙惠善 (金鍾國母親)、 金順子 (金希澈母親)、 朴英惠 (李太成母親)                       | 金姝怜                     | 林元熙          | 鄭石勇、尹基元、斐度煥及母親                                                              |
| 270         | 2021年12月5日  | 申東燁、 徐章焄、 趙惠善 (金鍾國母親)、 金順子 (金希澈母親)、 朴英惠 (李太成母親)                       | 金姝怜                     | 李常敏          | 金俊昊、卓在勳、金鍾國、金甲鎮室長 (金鍾國經理人)                                         |
| 271         | 2021年12月12日 | 申東燁、 徐章焄、 趙惠善 (金鍾國母親)、 金順子 (金希澈母親)、 朴英惠 (李太成母親)                       | 柳賢振                     | 金希澈          | 銀赫、東海、崔始源、圭賢、利特、藝聲、金順子 (金希澈母親)                                 |
| 271         | 2021年12月12日 | 申東燁、 徐章焄、 趙惠善 (金鍾國母親)、 金順子 (金希澈母親)、 朴英惠 (李太成母親)                       | 柳賢振                     | 金俊昊          | 李常敏、郭時暘、徐南勇                                                                    |
| 271         | 2021年12月12日 | 申東燁、 徐章焄、 趙惠善 (金鍾國母親)、 金順子 (金希澈母親)、 朴英惠 (李太成母親)                       | 柳賢振                     | 李常敏          | 金俊昊、卓在勳、金鍾國、金甲鎮室長 (金鍾國經理人)                                         |
| 272         | 2021年12月19日 | 申東燁、 徐章焄、 趙惠善 (金鍾國母親)、 金順子 (金希澈母親)、 朴英惠 (李太成母親)                       | 柳賢振                     | 李常敏          | 吳珉錫、Rhymer與安炫牟夫婦                                                                |
| 272         | 2021年12月19日 | 申東燁、 徐章焄、 趙惠善 (金鍾國母親)、 金順子 (金希澈母親)、 朴英惠 (李太成母親)                       | 柳賢振                     | 金俊昊          | 李伊庚、朴誠雄、朴聖光                                                                    |
| 272         | 2021年12月19日 | 申東燁、 徐章焄、 趙惠善 (金鍾國母親)、 金順子 (金希澈母親)、 朴英惠 (李太成母親)                       | 柳賢振                     | 崔始源          | 林元熙、鄭石勇                                                                            |
| 273         | 2021年12月26日 | 申東燁、 徐章焄、 趙惠善 (金鍾國母親)、 金順子 (金希澈母親)、 朴英惠 (李太成母親)                       | 陳善圭                     | 金鍾旼          | 金俊昊                                                                                    |
| 273         | 2021年12月26日 | 申東燁、 徐章焄、 趙惠善 (金鍾國母親)、 金順子 (金希澈母親)、 朴英惠 (李太成母親)                       | 陳善圭                     | 崔始源          | 林元熙、鄭石勇                                                                            |
| 273         | 2021年12月26日 | 申東燁、 徐章焄、 趙惠善 (金鍾國母親)、 金順子 (金希澈母親)、 朴英惠 (李太成母親)                       | 陳善圭                     | 李常敏          | 崔始源、林元熙、金俊昊、金鍾國、卓在勳、金鍾旼、金希澈                                    |

### 2022年
| 第274~323集 | 第274~323集    | 第274~323集 | 第274~323集    | 第274~323集 | 第274~323集 |
| 集數        | 播出日期       | 演播室 | 演播室         | 觀察影片    | 觀察影片 |
| 集數        | 播出日期       | 固定成員 | 特別MC         | 熊孩子      | 特別出演 |
| ----------- | -------------- | --- | -------------- | ----------- | --- |
| 274         | 2022年1月2日   | 申東燁、 徐章焄、 趙惠善 (金鍾國母親)、 金順子 (金希澈母親)、 朴英惠 (李太成母親)、 李玉珍 (Tony An母親)                                                | 陳善圭         | Tony An     | 高勝宇 (舊室友) |
| 274         | 2022年1月2日   | 申東燁、 徐章焄、 趙惠善 (金鍾國母親)、 金順子 (金希澈母親)、 朴英惠 (李太成母親)、 李玉珍 (Tony An母親)                                                | 陳善圭         | 李常敏      | 崔始源、林元熙、金俊昊、金鍾國、卓在勳、金鍾旼、金希澈                                                                              |
| 275         | 2022年1月9日   | 申東燁、 徐章焄、 趙惠善 (金鍾國母親)、 金順子 (金希澈母親)、 朴英惠 (李太成母親)、 李玉珍 (Tony An母親)                                                | 李善彬         | 金鍾旼      | 池相烈、徐南勇 |
| 275         | 2022年1月9日   | 申東燁、 徐章焄、 趙惠善 (金鍾國母親)、 金順子 (金希澈母親)、 朴英惠 (李太成母親)、 李玉珍 (Tony An母親)                                                | 李善彬         | 林元熙      | 鄭石勇 |
| 275         | 2022年1月9日   | 申東燁、 徐章焄、 趙惠善 (金鍾國母親)、 金順子 (金希澈母親)、 朴英惠 (李太成母親)、 李玉珍 (Tony An母親)                                                | 李善彬         | 李常敏      | 卓在勳 |
| 276         | 2022年1月16日  | 申東燁、 徐章焄、 趙惠善 (金鍾國母親)、 金順子 (金希澈母親)、 朴英惠 (李太成母親)、 李玉珍 (Tony An母親)                                                | Uie            | 金俊昊      | 郭時暘、姜在俊、金福俊刑警 |
| 276         | 2022年1月16日  | 申東燁、 徐章焄、 趙惠善 (金鍾國母親)、 金順子 (金希澈母親)、 朴英惠 (李太成母親)、 李玉珍 (Tony An母親)                                                | Uie            | 金希澈      | 伏兒 (金希澈的狗) |
| 276         | 2022年1月16日  | 申東燁、 徐章焄、 趙惠善 (金鍾國母親)、 金順子 (金希澈母親)、 朴英惠 (李太成母親)、 李玉珍 (Tony An母親)                                                | Uie            | 金鍾旼      | 金俊昊 |
| 276         | 2022年1月16日  | 申東燁、 徐章焄、 趙惠善 (金鍾國母親)、 金順子 (金希澈母親)、 朴英惠 (李太成母親)、 李玉珍 (Tony An母親)                                                | Uie            | 李常敏      | 卓在勳 |
| 277         | 2022年1月23日  | 申東燁、 徐章焄、 趙惠善 (金鍾國母親)、 金順子 (金希澈母親)、 朴英惠 (李太成母親)、 李玉珍 (Tony An母親)                                                | 溫流           | 金鍾旼      | 金俊昊 |
| 277         | 2022年1月23日  | 申東燁、 徐章焄、 趙惠善 (金鍾國母親)、 金順子 (金希澈母親)、 朴英惠 (李太成母親)、 李玉珍 (Tony An母親)                                                | 溫流           | 李常敏      | 崔始源、林元熙、金俊昊、金鍾國、卓在勳、金鍾旼、金希澈、郭時暘、吳珉錫、徐南勇                                                      |
| 278         | 2022年1月30日  | 申東燁、 徐章焄、 趙惠善 (金鍾國母親)、 金順子 (金希澈母親)、 朴英惠 (李太成母親)、 李玉珍 (Tony An母親)                                                | 鄭恩地         | 林元熙      | 池相烈、裴度煥、尹基元 |
| 278         | 2022年1月30日  | 申東燁、 徐章焄、 趙惠善 (金鍾國母親)、 金順子 (金希澈母親)、 朴英惠 (李太成母親)、 李玉珍 (Tony An母親)                                                | 鄭恩地         | 李常敏      | 崔始源、林元熙、金俊昊、金鍾國、卓在勳、金鍾旼、金希澈、郭時暘、吳珉錫、徐南勇                                                      |
| 279         | 2022年2月6日   | 申東燁、 徐章焄、 趙惠善 (金鍾國母親)、 金順子 (金希澈母親)、 朴英惠 (李太成母親)、 李玉珍 (Tony An母親)                                                | 文世潤         | 金俊昊      | 洪仁奎、權宰寬、金大熙、吳娜美、朴珉 (吳娜美男友)、許卿煥                                                                           |
| 279         | 2022年2月6日   | 申東燁、 徐章焄、 趙惠善 (金鍾國母親)、 金順子 (金希澈母親)、 朴英惠 (李太成母親)、 李玉珍 (Tony An母親)                                                | 文世潤         | 李常敏      | 崔始源、徐南勇 |
| 279         | 2022年2月6日   | 申東燁、 徐章焄、 趙惠善 (金鍾國母親)、 金順子 (金希澈母親)、 朴英惠 (李太成母親)、 李玉珍 (Tony An母親)                                                | 文世潤         | 李常敏      | 崔始源、林元熙、金俊昊、金鍾國、卓在勳、金鍾旼、金希澈、郭時暘、吳珉錫、徐南勇                                                      |
| 280         | 2022年2月20日  | 申東燁、 徐章焄、 趙惠善 (金鍾國母親)、 金順子 (金希澈母親)、 朴英惠 (李太成母親)、 李玉珍 (Tony An母親)                                                | 韓惠珍         | 崔始源      | 林元熙、金敏 (崔始源外甥女) |
| 280         | 2022年2月20日  | 申東燁、 徐章焄、 趙惠善 (金鍾國母親)、 金順子 (金希澈母親)、 朴英惠 (李太成母親)、 李玉珍 (Tony An母親)                                                | 韓惠珍         | 李常敏      | 崔始源、徐南勇、裴正根 |
| 280         | 2022年2月20日  | 申東燁、 徐章焄、 趙惠善 (金鍾國母親)、 金順子 (金希澈母親)、 朴英惠 (李太成母親)、 李玉珍 (Tony An母親)                                                | 韓惠珍         | 金希澈      | 李常敏、金俊昊、金鍾旼 |
| 281         | 2022年2月27日  | 申東燁、 徐章焄、 趙惠善 (金鍾國母親)、 金順子 (金希澈母親)、 朴英惠 (李太成母親)、 李玉珍 (Tony An母親)                                                | 延宇振         | 林元熙      | 金俊昊、姜京憲、尹基元 |
| 281         | 2022年2月27日  | 申東燁、 徐章焄、 趙惠善 (金鍾國母親)、 金順子 (金希澈母親)、 朴英惠 (李太成母親)、 李玉珍 (Tony An母親)                                                | 延宇振         | 金鍾國      | 張赫、洪京民夫婦、【洪羅媛、洪羅琳 (洪京民女兒)】                                                                                   |
| 281         | 2022年2月27日  | 申東燁、 徐章焄、 趙惠善 (金鍾國母親)、 金順子 (金希澈母親)、 朴英惠 (李太成母親)、 李玉珍 (Tony An母親)                                                | 延宇振         | 李常敏      | 卓在勳 |
| 282         | 2022年3月6日   | 申東燁、 徐章焄、 趙惠善 (金鍾國母親)、 金順子 (金希澈母親)、 朴英惠 (李太成母親)、 李玉珍 (Tony An母親)                                                | 閔先藝         | 林元熙      | 鄭石勇、姜在俊 |
| 282         | 2022年3月6日   | 申東燁、 徐章焄、 趙惠善 (金鍾國母親)、 金順子 (金希澈母親)、 朴英惠 (李太成母親)、 李玉珍 (Tony An母親)                                                | 閔先藝         | 李常敏      | 崔始源、卓在勳、徐南勇 |
| 282         | 2022年3月6日   | 申東燁、 徐章焄、 趙惠善 (金鍾國母親)、 金順子 (金希澈母親)、 朴英惠 (李太成母親)、 李玉珍 (Tony An母親)                                                | 閔先藝         | 金希澈      | 李常敏、金俊昊、趙英男 |
| 283         | 2022年3月13日  | 申東燁、 徐章焄、 趙惠善 (金鍾國母親)、 金順子 (金希澈母親)、 朴英惠 (李太成母親)、 李玉珍 (Tony An母親)                                                | 朴海俊         | 李常敏      | 金俊昊、朴君、韓英 (朴君女友) |
| 283         | 2022年3月13日  | 申東燁、 徐章焄、 趙惠善 (金鍾國母親)、 金順子 (金希澈母親)、 朴英惠 (李太成母親)、 李玉珍 (Tony An母親)                                                | 朴海俊         | 吳珉錫      | 金鍾國、卓在勳、金俊昊 |
| 284         | 2022年3月20日  | 申東燁、 徐章焄、 趙惠善 (金鍾國母親)、 金順子 (金希澈母親)、 朴英惠 (李太成母親)、 李玉珍 (Tony An母親)                                                | 朴海俊、DinDin | 金鍾國      | 金俊昊、張光與全成愛夫婦、張美子 (張光女兒)、張英 (張光兒子)                                                                        |
| 284         | 2022年3月20日  | 申東燁、 徐章焄、 趙惠善 (金鍾國母親)、 金順子 (金希澈母親)、 朴英惠 (李太成母親)、 李玉珍 (Tony An母親)                                                | 朴海俊、DinDin | 李常敏      | 金俊昊、金鍾旼 |
| 284         | 2022年3月20日  | 申東燁、 徐章焄、 趙惠善 (金鍾國母親)、 金順子 (金希澈母親)、 朴英惠 (李太成母親)、 李玉珍 (Tony An母親)                                                | 朴海俊、DinDin | 金希澈      | 崔始源、利特、藝聲、神童、銀赫、東海、圭賢                                                                                          |
| 285         | 2022年3月27日  | 申東燁、 徐章焄、 趙惠善 (金鍾國母親)、 金順子 (金希澈母親)、 朴英惠 (李太成母親)、 李玉珍 (Tony An母親)                                                | 李美珠         | 郭時暘      | 曹珉奎、姜英澤 |
| 285         | 2022年3月27日  | 申東燁、 徐章焄、 趙惠善 (金鍾國母親)、 金順子 (金希澈母親)、 朴英惠 (李太成母親)、 李玉珍 (Tony An母親)                                                | 李美珠         | 李常敏      | 金希澈、金鍾國、金俊昊、卓在勳、崔始源、吳珉錫                                                                                      |
| 286         | 2022年4月3日   | 申東燁、 徐章焄、 趙惠善 (金鍾國母親)、 金順子 (金希澈母親)、 朴英惠 (李太成母親)、 李玉珍 (Tony An母親)                                                | 孫浩俊         | 林元熙      | 鄭石勇、姜在俊與李銀炯夫婦 |
| 286         | 2022年4月3日   | 申東燁、 徐章焄、 趙惠善 (金鍾國母親)、 金順子 (金希澈母親)、 朴英惠 (李太成母親)、 李玉珍 (Tony An母親)                                                | 孫浩俊         | 林元熙      | 卓在勳 |
| 286         | 2022年4月3日   | 申東燁、 徐章焄、 趙惠善 (金鍾國母親)、 金順子 (金希澈母親)、 朴英惠 (李太成母親)、 李玉珍 (Tony An母親)                                                | 孫浩俊         | 金鍾國      | 朴世莉、金希澈、崔始源、DinDin、金鍾旼、金省然、吳妍止、金圭美、魏止善                                                              |
| 287         | 2022年4月10日  | 申東燁、 徐章焄、 趙惠善 (金鍾國母親)、 金順子 (金希澈母親)、 朴英惠 (李太成母親)、 李玉珍 (Tony An母親)                                                | 孫浩俊         | 金鍾國      | 朴世莉、金希澈、崔始源、DinDin、金鍾旼、金省然、吳妍止、全圭美、魏止善                                                              |
| 287         | 2022年4月10日  | 申東燁、 徐章焄、 趙惠善 (金鍾國母親)、 金順子 (金希澈母親)、 朴英惠 (李太成母親)、 李玉珍 (Tony An母親)                                                | 孫浩俊         | 李常敏      | 金希澈、金鍾國、金俊昊、卓在勳、崔始源、吳珉錫                                                                                      |
| 287         | 2022年4月10日  | 申東燁、 徐章焄、 趙惠善 (金鍾國母親)、 金順子 (金希澈母親)、 朴英惠 (李太成母親)、 李玉珍 (Tony An母親)                                                | 孫浩俊         | 李常敏      | 朴君、韓英 (朴君未婚妻)、【盧蓮玉、貴玉、美玉 (朴君三位阿姨)】                                                                      |
| 288         | 2022年4月17日  | 申東燁、 徐章焄、 金順子 (金希澈母親)、 朴英惠 (李太成母親)、 李玉珍 (Tony An母親) [趙惠善 (金鍾國母親)因病缺席，由全成愛 (張光妻子)代班]               | 金相慶         | 金俊昊      | 金俊模夫婦 (金俊昊兄嫂)、金圭民 (金俊昊侄子) 、金美珍 (金俊昊妹妹)                                                                  |
| 288         | 2022年4月17日  | 申東燁、 徐章焄、 金順子 (金希澈母親)、 朴英惠 (李太成母親)、 李玉珍 (Tony An母親) [趙惠善 (金鍾國母親)因病缺席，由全成愛 (張光妻子)代班]               | 金相慶         | 金鍾旼      | 金鍾國、池相烈 |
| 288         | 2022年4月17日  | 申東燁、 徐章焄、 金順子 (金希澈母親)、 朴英惠 (李太成母親)、 李玉珍 (Tony An母親) [趙惠善 (金鍾國母親)因病缺席，由全成愛 (張光妻子)代班]               | 金相慶         | 金鍾國      | 李常敏、金俊昊、卓在勳 |
| 289         | 2022年4月24日  | 申東燁、 徐章焄、 金順子 (金希澈母親)、 朴英惠 (李太成母親)、 李玉珍 (Tony An母親) [趙惠善 (金鍾國母親)因病缺席，由全成愛 (張光妻子)代班]               | 金相慶         | 池相烈      | 張光與全成愛夫婦、張美子與金泰賢 (張光女兒女婿)                                                                                     |
| 289         | 2022年4月24日  | 申東燁、 徐章焄、 金順子 (金希澈母親)、 朴英惠 (李太成母親)、 李玉珍 (Tony An母親) [趙惠善 (金鍾國母親)因病缺席，由全成愛 (張光妻子)代班]               | 金相慶         | 金鍾國      | 李常敏、金俊昊、卓在勳 |
| 289         | 2022年4月24日  | 申東燁、 徐章焄、 金順子 (金希澈母親)、 朴英惠 (李太成母親)、 李玉珍 (Tony An母親) [趙惠善 (金鍾國母親)因病缺席，由全成愛 (張光妻子)代班]               | 金相慶         | 李常敏      | 金俊昊、金守美、趙英男 |
| 290         | 2022年5月1日   | 申東燁、 徐章焄、 金順子 (金希澈母親)、 朴英惠 (李太成母親)、 李玉珍 (Tony An母親) [趙惠善 (金鍾國母親)因健康原因缺席，由金坂禮 (DinDin母親)代班]       | PSY            | 金鍾旼      | 金俊昊、允書 (金鍾旼外甥女)、藝琳 (允書朋友)                                                                                        |
| 290         | 2022年5月1日   | 申東燁、 徐章焄、 金順子 (金希澈母親)、 朴英惠 (李太成母親)、 李玉珍 (Tony An母親) [趙惠善 (金鍾國母親)因健康原因缺席，由金坂禮 (DinDin母親)代班]       | PSY            | 金俊昊      | 崔始源 |
| 290         | 2022年5月1日   | 申東燁、 徐章焄、 金順子 (金希澈母親)、 朴英惠 (李太成母親)、 李玉珍 (Tony An母親) [趙惠善 (金鍾國母親)因健康原因缺席，由金坂禮 (DinDin母親)代班]       | PSY            | 李常敏      | 林元熙、朴君、韓英 (朴君未婚妻) |
| 291         | 2022年5月8日   | 申東燁、 徐章焄、 金順子 (金希澈母親)、 朴英惠 (李太成母親)、 李玉珍 (Tony An母親) [趙惠善 (金鍾國母親)因健康原因缺席，由金坂禮 (DinDin母親)代班]       | PSY            | DinDin      | 金鍾旼 |
| 291         | 2022年5月8日   | 申東燁、 徐章焄、 金順子 (金希澈母親)、 朴英惠 (李太成母親)、 李玉珍 (Tony An母親) [趙惠善 (金鍾國母親)因健康原因缺席，由金坂禮 (DinDin母親)代班]       | PSY            | 崔始源      | 李常敏、金俊昊、金鍾國、金希澈 |
| 291         | 2022年5月8日   | 申東燁、 徐章焄、 金順子 (金希澈母親)、 朴英惠 (李太成母親)、 李玉珍 (Tony An母親) [趙惠善 (金鍾國母親)因健康原因缺席，由金坂禮 (DinDin母親)代班]       | PSY            | 朴君夫婦    | 李常敏、林元熙 |
| 292         | 2022年5月15日  | 申東燁、 徐章焄、 金順子 (金希澈母親)、 朴英惠 (李太成母親)、 李玉珍 (Tony An母親) [趙惠善 (金鍾國母親)因健康原因缺席，由金坂禮 (DinDin母親)代班]       | 鄭俊鎬         | 金俊昊      | 崔揚洛、姜在俊、金大熙 |
| 292         | 2022年5月15日  | 申東燁、 徐章焄、 金順子 (金希澈母親)、 朴英惠 (李太成母親)、 李玉珍 (Tony An母親) [趙惠善 (金鍾國母親)因健康原因缺席，由金坂禮 (DinDin母親)代班]       | 鄭俊鎬         | 朴君夫婦    | 李常敏、林元熙、金俊昊、金鍾國、崔始源、卓在勳、吳珉錫、金鍾旼                                                                      |
| 293         | 2022年5月22日  | 申東燁、 徐章焄、 金順子 (金希澈母親)、 朴英惠 (李太成母親)、 李玉珍 (Tony An母親) [趙惠善 (金鍾國母親)因健康原因缺席，由金坂禮 (DinDin母親)代班]       | 鄭俊鎬         | 李常敏      | 金俊昊、金秀路 |
| 293         | 2022年5月22日  | 申東燁、 徐章焄、 金順子 (金希澈母親)、 朴英惠 (李太成母親)、 李玉珍 (Tony An母親) [趙惠善 (金鍾國母親)因健康原因缺席，由金坂禮 (DinDin母親)代班]       | 鄭俊鎬         | 林元熙      | 鄭石勇、崔振赫 |
| 293         | 2022年5月22日  | 申東燁、 徐章焄、 金順子 (金希澈母親)、 朴英惠 (李太成母親)、 李玉珍 (Tony An母親) [趙惠善 (金鍾國母親)因健康原因缺席，由金坂禮 (DinDin母親)代班]       | 鄭俊鎬         | 朴君夫婦    | 李常敏、林元熙、金俊昊、金鍾國、崔始源、卓在勳、吳珉錫、金鍾旼                                                                      |
| 294         | 2022年5月29日  | 申東燁、 徐章焄、 金順子 (金希澈母親)、 朴英惠 (李太成母親)、 李玉珍 (Tony An母親) [趙惠善 (金鍾國母親)因健康原因缺席，由金坂禮 (DinDin母親)代班]       | 尹鈞相         | 金希澈      | 李常敏、吳珉錫、鄭在英 (室內設計師)                                                                                                 |
| 294         | 2022年5月29日  | 申東燁、 徐章焄、 金順子 (金希澈母親)、 朴英惠 (李太成母親)、 李玉珍 (Tony An母親) [趙惠善 (金鍾國母親)因健康原因缺席，由金坂禮 (DinDin母親)代班]       | 尹鈞相         | 林元熙      | 鄭石勇、崔振赫 |
| 294         | 2022年5月29日  | 申東燁、 徐章焄、 金順子 (金希澈母親)、 朴英惠 (李太成母親)、 李玉珍 (Tony An母親) [趙惠善 (金鍾國母親)因健康原因缺席，由金坂禮 (DinDin母親)代班]       | 尹鈞相         | 崔始源      | 李常敏、卓在勳、林元熙、趙星雅 (鋼管舞老師)                                                                                         |
| 295         | 2022年6月5日   | 申東燁、 徐章焄、 金順子 (金希澈母親)、 朴英惠 (李太成母親)、 李玉珍 (Tony An母親) [趙惠善 (金鍾國母親)因健康原因缺席，由金坂禮 (DinDin母親)代班]       | 蘇有珍         | DinDin      | 池相烈、金英玉、全媛珠 |
| 295         | 2022年6月5日   | 申東燁、 徐章焄、 金順子 (金希澈母親)、 朴英惠 (李太成母親)、 李玉珍 (Tony An母親) [趙惠善 (金鍾國母親)因健康原因缺席，由金坂禮 (DinDin母親)代班]       | 蘇有珍         | 金鍾旼      | 吳珉錫、李彩喬 (相親對象) |
| 295         | 2022年6月5日   | 申東燁、 徐章焄、 金順子 (金希澈母親)、 朴英惠 (李太成母親)、 李玉珍 (Tony An母親) [趙惠善 (金鍾國母親)因健康原因缺席，由金坂禮 (DinDin母親)代班]       | 蘇有珍         | 林元熙      | 卓在勳、金俊昊 |
| 296         | 2022年6月12日  | 申東燁、 徐章焄、 金順子 (金希澈母親)、 朴英惠 (李太成母親)、 李玉珍 (Tony An母親) [趙惠善 (金鍾國母親)因健康原因缺席，由金坂禮 (DinDin母親)代班]       | 申東旭         | 李常敏      | 金俊昊、姜在俊、朴大哲 (斷食院院長)                                                                                                 |
| 296         | 2022年6月12日  | 申東燁、 徐章焄、 金順子 (金希澈母親)、 朴英惠 (李太成母親)、 李玉珍 (Tony An母親) [趙惠善 (金鍾國母親)因健康原因缺席，由金坂禮 (DinDin母親)代班]       | 申東旭         | 林元熙      | 卓在勳、金俊昊 |
| 297         | 2022年6月19日  | 申東燁、 徐章焄、 金順子 (金希澈母親)、 朴英惠 (李太成母親)、 李玉珍 (Tony An母親) [趙惠善 (金鍾國母親)因健康原因缺席，由金坂禮 (DinDin母親)代班]       | 洪賢姬         | 朴君夫婦    | 李常敏、林元熙、崔振赫、尹貞敏與李美珍 (朴君夫婦的友人)                                                                             |
| 297         | 2022年6月19日  | 申東燁、 徐章焄、 金順子 (金希澈母親)、 朴英惠 (李太成母親)、 李玉珍 (Tony An母親) [趙惠善 (金鍾國母親)因健康原因缺席，由金坂禮 (DinDin母親)代班]       | 洪賢姬         | 李常敏      | 卓在勳、金俊昊、金希澈、許卿煥 |
| 298         | 2022年6月26日  | 申東燁、 徐章焄、 金順子 (金希澈母親)、 朴英惠 (李太成母親)、 李玉珍 (Tony An母親) [趙惠善 (金鍾國母親)因健康原因缺席，由金坂禮 (DinDin母親)代班]       | 徐令姬         | 金鍾國      | DinDin、南昶熙、Soya、【邊夏榮、共大訓、車錫兵 (FC TIGER隊)】、【林再百、李尚浩、李相旻、金基烈、李元碩、柳根日 (FC臭腳隊)】        |
| 298         | 2022年6月26日  | 申東燁、 徐章焄、 金順子 (金希澈母親)、 朴英惠 (李太成母親)、 李玉珍 (Tony An母親) [趙惠善 (金鍾國母親)因健康原因缺席，由金坂禮 (DinDin母親)代班]       | 徐令姬         | 金俊昊      | 金鍾旼、崔振赫、命理師 |
| 299         | 2022年7月3日   | 申東燁、 徐章焄、 金順子 (金希澈母親)、 朴英惠 (李太成母親)、 李玉珍 (Tony An母親) [趙惠善 (金鍾國母親)因健康原因缺席，由金坂禮 (DinDin母親)代班]       | 李世熙         | 李常敏      | 李東濬與廉孝淑夫婦、李一珉 (李東濬兒子)、宋鎮宇 (李東濬外甥)                                                                        |
| 299         | 2022年7月3日   | 申東燁、 徐章焄、 金順子 (金希澈母親)、 朴英惠 (李太成母親)、 李玉珍 (Tony An母親) [趙惠善 (金鍾國母親)因健康原因缺席，由金坂禮 (DinDin母親)代班]       | 李世熙         | 金鍾旼      | DinDin、趙賢榮、申智 |
| 299         | 2022年7月3日   | 申東燁、 徐章焄、 金順子 (金希澈母親)、 朴英惠 (李太成母親)、 李玉珍 (Tony An母親) [趙惠善 (金鍾國母親)因健康原因缺席，由金坂禮 (DinDin母親)代班]       | 李世熙         | 卓在勳      | 李常敏、金俊昊 |
| 300         | 2022年7月10日  | 申東燁、 徐章焄、 金順子 (金希澈母親)、 朴英惠 (李太成母親)、 李玉珍 (Tony An母親) [趙惠善 (金鍾國母親)因健康原因缺席，由金坂禮 (DinDin母親)代班]       | 智鉉寓         | 李常敏      | 蔡麗娜、皇甫惠貞、【Lee Minkyoung、Zinnie Kim (Diva)】、Esther、Bobby Kim                                                           |
| 300         | 2022年7月10日  | 申東燁、 徐章焄、 金順子 (金希澈母親)、 朴英惠 (李太成母親)、 李玉珍 (Tony An母親) [趙惠善 (金鍾國母親)因健康原因缺席，由金坂禮 (DinDin母親)代班]       | 智鉉寓         | 金俊昊      | 金鍾旼、金希澈、金智珉 |
| 300         | 2022年7月10日  | 申東燁、 徐章焄、 金順子 (金希澈母親)、 朴英惠 (李太成母親)、 李玉珍 (Tony An母親) [趙惠善 (金鍾國母親)因健康原因缺席，由金坂禮 (DinDin母親)代班]       | 智鉉寓         | 金鍾國      | 金俊昊、金鍾旼、李常敏、卓在勳、金希澈、吳珉錫                                                                                      |
| 301         | 2022年7月17日  | 申東燁、 徐章焄、 金順子 (金希澈母親)、 朴英惠 (李太成母親)、 李玉珍 (Tony An母親) [趙惠善 (金鍾國母親)因健康原因缺席，由金坂禮 (DinDin母親)代班]       | 金智珉         | 李常敏      | 金俊昊、崔振赫、胖胖 (崔振赫的狗)                                                                                                   |
| 301         | 2022年7月17日  | 申東燁、 徐章焄、 金順子 (金希澈母親)、 朴英惠 (李太成母親)、 李玉珍 (Tony An母親) [趙惠善 (金鍾國母親)因健康原因缺席，由金坂禮 (DinDin母親)代班]       | 金智珉         | 金俊昊      | 金鍾旼、金希澈、金智珉 |
| 301         | 2022年7月17日  | 申東燁、 徐章焄、 金順子 (金希澈母親)、 朴英惠 (李太成母親)、 李玉珍 (Tony An母親) [趙惠善 (金鍾國母親)因健康原因缺席，由金坂禮 (DinDin母親)代班]       | 金智珉         | 金鍾國      | 金俊昊、金鍾旼、李常敏、卓在勳、金希澈、吳珉錫、洪仁圭                                                                              |
| 302         | 2022年7月24日  | 申東燁、 徐章焄、 金順子 (金希澈母親)、 李玉珍 (Tony An母親)、 李申姬 (許卿煥母親)、 [趙惠善 (金鍾國母親)因健康原因缺席，由金坂禮 (DinDin母親)代班]     | 崔丹尼爾       | 林元熙      | 金鍾國、30+位林元熙粉絲 |
| 302         | 2022年7月24日  | 申東燁、 徐章焄、 金順子 (金希澈母親)、 李玉珍 (Tony An母親)、 李申姬 (許卿煥母親)、 [趙惠善 (金鍾國母親)因健康原因缺席，由金坂禮 (DinDin母親)代班]     | 崔丹尼爾       | 金鍾國      | 金俊昊、金鍾旼、李常敏、卓在勳、金希澈、吳珉錫、林元熙、崔振赫、許卿煥                                                              |
| 303         | 2022年7月31日  | 申東燁、 徐章焄、 金順子 (金希澈母親)、 李玉珍 (Tony An母親)、 李申姬 (許卿煥母親)、 [趙惠善 (金鍾國母親)因健康原因缺席，由金坂禮 (DinDin母親)代班]     | 陳瑞妍         | DinDin      | 李國主、申奇露 |
| 303         | 2022年7月31日  | 申東燁、 徐章焄、 金順子 (金希澈母親)、 李玉珍 (Tony An母親)、 李申姬 (許卿煥母親)、 [趙惠善 (金鍾國母親)因健康原因缺席，由金坂禮 (DinDin母親)代班]     | 陳瑞妍         | 金鍾國      | 金俊昊、金鍾旼、李常敏、卓在勳、金希澈、吳珉錫、林元熙、崔振赫、許卿煥                                                              |
| 304         | 2022年8月7日   | 申東燁、 徐章焄、 金順子 (金希澈母親)、 李玉珍 (Tony An母親)、 李申姬 (許卿煥母親)、 [趙惠善 (金鍾國母親)因健康原因缺席]                                | 請夏           | 李常敏      | 金俊昊 |
| 304         | 2022年8月7日   | 申東燁、 徐章焄、 金順子 (金希澈母親)、 李玉珍 (Tony An母親)、 李申姬 (許卿煥母親)、 [趙惠善 (金鍾國母親)因健康原因缺席]                                | 請夏           | 金俊昊      | 金智珉 |
| 304         | 2022年8月7日   | 申東燁、 徐章焄、 金順子 (金希澈母親)、 李玉珍 (Tony An母親)、 李申姬 (許卿煥母親)、 [趙惠善 (金鍾國母親)因健康原因缺席]                                | 請夏           | 金鍾國      | 金俊昊、金鍾旼、李常敏、卓在勳、金希澈、吳珉錫、林元熙、崔振赫、許卿煥                                                              |
| 305         | 2022年8月14日  | 申東燁、 徐章焄、 金順子 (金希澈母親)、 李玉珍 (Tony An母親)、 李申姬 (許卿煥母親)、 [趙惠善 (金鍾國母親)因健康原因缺席]                                | 崔汝珍         | 許卿煥      | 朴聖光、元孝、志鎬、光復 (朴聖光的狗)                                                                                               |
| 305         | 2022年8月14日  | 申東燁、 徐章焄、 金順子 (金希澈母親)、 李玉珍 (Tony An母親)、 李申姬 (許卿煥母親)、 [趙惠善 (金鍾國母親)因健康原因缺席]                                | 崔汝珍         | 金俊昊      | 金智珉、黃寶羅、鄭怡朗 |
| 305         | 2022年8月14日  | 申東燁、 徐章焄、 金順子 (金希澈母親)、 李玉珍 (Tony An母親)、 李申姬 (許卿煥母親)、 [趙惠善 (金鍾國母親)因健康原因缺席]                                | 崔汝珍         | 金希澈      | 李常敏、卓在勳 |
| 306         | 2022年8月21日  | 申東燁、 徐章焄、 金順子 (金希澈母親)、 李玉珍 (Tony An母親)、 李申姬 (許卿煥母親)、 [趙惠善 (金鍾國母親)因健康原因缺席]                                | Zico           | 金鍾旼      | 申智、白佳 |
| 306         | 2022年8月21日  | 申東燁、 徐章焄、 金順子 (金希澈母親)、 李玉珍 (Tony An母親)、 李申姬 (許卿煥母親)、 [趙惠善 (金鍾國母親)因健康原因缺席]                                | Zico           | 金希澈      | 李常敏、卓在勳 |
| 306         | 2022年8月21日  | 申東燁、 徐章焄、 金順子 (金希澈母親)、 李玉珍 (Tony An母親)、 李申姬 (許卿煥母親)、 [趙惠善 (金鍾國母親)因健康原因缺席]                                | Zico           | 李常敏      | 金鍾國、許卿煥 |
| 307         | 2022年8月28日  | 申東燁、 徐章焄、 李玉珍 (Tony An母親)、 李申姬 (許卿煥母親)、 [趙惠善 (金鍾國母親)因健康原因缺席， 金順子 (金希澈母親)缺席，由金坂禮 (DinDin母親)代班] | 張祐榮         | 林元熙      | 許卿煥、DinDin |
| 307         | 2022年8月28日  | 申東燁、 徐章焄、 李玉珍 (Tony An母親)、 李申姬 (許卿煥母親)、 [趙惠善 (金鍾國母親)因健康原因缺席， 金順子 (金希澈母親)缺席，由金坂禮 (DinDin母親)代班] | 張祐榮         | 金希澈      | 李常敏、卓在勳、建熙 (金希澈朋友)                                                                                                   |
| 307         | 2022年8月28日  | 申東燁、 徐章焄、 李玉珍 (Tony An母親)、 李申姬 (許卿煥母親)、 [趙惠善 (金鍾國母親)因健康原因缺席， 金順子 (金希澈母親)缺席，由金坂禮 (DinDin母親)代班] | 張祐榮         | 李常敏      | 林元熙、崔振赫、金鍾旼 |
| 308         | 2022年9月4日   | 申東燁、 徐章焄、 李玉珍 (Tony An母親)、 李申姬 (許卿煥母親)、 [趙惠善 (金鍾國母親)因健康原因缺席，由金坂禮 (DinDin母親)代班]                           | 嚴智允         | 金俊昊      | 姜在俊 |
| 308         | 2022年9月4日   | 申東燁、 徐章焄、 李玉珍 (Tony An母親)、 李申姬 (許卿煥母親)、 [趙惠善 (金鍾國母親)因健康原因缺席，由金坂禮 (DinDin母親)代班]                           | 嚴智允         | 李常敏      | 林元熙、崔振赫、金鍾旼 |
| 308         | 2022年9月4日   | 申東燁、 徐章焄、 李玉珍 (Tony An母親)、 李申姬 (許卿煥母親)、 [趙惠善 (金鍾國母親)因健康原因缺席，由金坂禮 (DinDin母親)代班]                           | 嚴智允         | 金俊昊      | 卓在勳、許卿煥、李敬揆、李廷鎮、朴美善                                                                                              |
| 309         | 2022年9月11日  | 申東燁、 徐章焄、 金順子 (金希澈母親)、 李玉珍 (Tony An母親)、 李申姬 (許卿煥母親)、 [趙惠善 (金鍾國母親)因健康原因缺席]                                | 申奉仙         | 李常敏      | 林元熙、崔振赫、金鍾旼 |
| 309         | 2022年9月11日  | 申東燁、 徐章焄、 金順子 (金希澈母親)、 李玉珍 (Tony An母親)、 李申姬 (許卿煥母親)、 [趙惠善 (金鍾國母親)因健康原因缺席]                                | 申奉仙         | 許卿煥      | 李尚俊 |
| 309         | 2022年9月11日  | 申東燁、 徐章焄、 金順子 (金希澈母親)、 李玉珍 (Tony An母親)、 李申姬 (許卿煥母親)、 [趙惠善 (金鍾國母親)因健康原因缺席]                                | 申奉仙         | 金希澈      | 金鍾國、李常敏、金俊昊、吳珉錫 |
| 310         | 2022年9月18日  | 申東燁、 徐章焄、 李玉珍 (Tony An母親)、 李申姬 (許卿煥母親)、 [趙惠善 (金鍾國母親)因健康原因缺席，由金坂禮 (DinDin母親)代班]                           | 朱鐘赫         | 崔振赫      | 林元熙、金鍾旼 |
| 310         | 2022年9月18日  | 申東燁、 徐章焄、 李玉珍 (Tony An母親)、 李申姬 (許卿煥母親)、 [趙惠善 (金鍾國母親)因健康原因缺席，由金坂禮 (DinDin母親)代班]                           | 朱鐘赫         | 林元熙      | 南昶熙、金容明 |
| 310         | 2022年9月18日  | 申東燁、 徐章焄、 李玉珍 (Tony An母親)、 李申姬 (許卿煥母親)、 [趙惠善 (金鍾國母親)因健康原因缺席，由金坂禮 (DinDin母親)代班]                           | 朱鐘赫         | 金俊昊      | 李常敏、許卿煥、金智珉 |
| 311         | 2022年9月25日  | 申東燁、 徐章焄、 李玉珍 (Tony An母親)、 李申姬 (許卿煥母親)、 [趙惠善 (金鍾國母親)因健康原因缺席，由金坂禮 (DinDin母親)代班]                           | Crush          | 金鍾旼      | 金圭麗、曹奉根 (金圭麗經紀人) |
| 311         | 2022年9月25日  | 申東燁、 徐章焄、 李玉珍 (Tony An母親)、 李申姬 (許卿煥母親)、 [趙惠善 (金鍾國母親)因健康原因缺席，由金坂禮 (DinDin母親)代班]                           | Crush          | 金鍾國      | 許卿煥、林元熙、DinDin |
| 311         | 2022年9月25日  | 申東燁、 徐章焄、 李玉珍 (Tony An母親)、 李申姬 (許卿煥母親)、 [趙惠善 (金鍾國母親)因健康原因缺席，由金坂禮 (DinDin母親)代班]                           | Crush          | 金俊昊      | 李常敏、許卿煥、金智珉 |
| 312         | 2022年10月2日  | 申東燁、 徐章焄、 李玉珍 (Tony An母親)、 李申姬 (許卿煥母親)、 [趙惠善 (金鍾國母親)因健康原因缺席，由金坂禮 (DinDin母親)代班]                           | 張鉉誠         | 金俊昊      | 洪仁圭、池相烈 |
| 312         | 2022年10月2日  | 申東燁、 徐章焄、 李玉珍 (Tony An母親)、 李申姬 (許卿煥母親)、 [趙惠善 (金鍾國母親)因健康原因缺席，由金坂禮 (DinDin母親)代班]                           | 張鉉誠         | 李常敏      | 金鍾國、卓在勳、裴度煥、裴度煥母親及兩位朋友、金慶植夫婦 (裴度煥朋友)                                                               |
| 312         | 2022年10月2日  | 申東燁、 徐章焄、 李玉珍 (Tony An母親)、 李申姬 (許卿煥母親)、 [趙惠善 (金鍾國母親)因健康原因缺席，由金坂禮 (DinDin母親)代班]                           | 張鉉誠         | 金鍾國      | 許卿煥、林元熙、DinDin |
| 313         | 2022年10月9日  | 申東燁、 徐章焄、 李玉珍 (Tony An母親)、 李申姬 (許卿煥母親)、 [趙惠善 (金鍾國母親)因健康原因缺席，由金坂禮 (DinDin母親)代班]                           | 張聖圭         | 金希澈      | 金秉玉、朴俊奎、朴鍾燦 (朴俊奎兒子)                                                                                                 |
| 313         | 2022年10月9日  | 申東燁、 徐章焄、 李玉珍 (Tony An母親)、 李申姬 (許卿煥母親)、 [趙惠善 (金鍾國母親)因健康原因缺席，由金坂禮 (DinDin母親)代班]                           | 張聖圭         | 金鍾國      | 李常敏、林元熙、崔振赫、金鍾旼、金俊昊、DinDin                                                                                      |
| 314         | 2022年10月16日 | 申東燁、 徐章焄、 李玉珍 (Tony An母親)、 李申姬 (許卿煥母親)、 [趙惠善 (金鍾國母親)因健康原因缺席，由金坂禮 (DinDin母親)代班]                           | Simon D        | 許卿煥      | 吳貞泰與白雅英夫婦、吳知寵與朴相美夫婦、朴徽淳與千藝止夫婦                                                                          |
| 314         | 2022年10月16日 | 申東燁、 徐章焄、 李玉珍 (Tony An母親)、 李申姬 (許卿煥母親)、 [趙惠善 (金鍾國母親)因健康原因缺席，由金坂禮 (DinDin母親)代班]                           | Simon D        | 金鍾國      | 李常敏、崔振赫、金鍾旼、金俊昊 |
| 314         | 2022年10月16日 | 申東燁、 徐章焄、 李玉珍 (Tony An母親)、 李申姬 (許卿煥母親)、 [趙惠善 (金鍾國母親)因健康原因缺席，由金坂禮 (DinDin母親)代班]                           | Simon D        | 卓在勳      | 金鍾旼、金俊昊、金鍾國、許卿煥、裴朝雄 (卓在勳父親)、孫東伊社長、金賢秀理事長、金基福社長、宣文奎理事長、高成鎬理事長、金永錫理事長 |
| 315         | 2022年10月23日 | 申東燁、 徐章焄、 李玉珍 (Tony An母親)、 李申姬 (許卿煥母親)、 [趙惠善 (金鍾國母親)因健康原因缺席，由金坂禮 (DinDin母親)代班]                           | 吳娜拉         | 卓在勳      | 金鍾旼、金俊昊、金鍾國、許卿煥、裴朝雄 (卓在勳父親)、孫東伊社長、金賢秀理事長、金基福社長、宣文奎理事長、高成鎬理事長、金永錫理事長 |
| 315         | 2022年10月23日 | 申東燁、 徐章焄、 李玉珍 (Tony An母親)、 李申姬 (許卿煥母親)、 [趙惠善 (金鍾國母親)因健康原因缺席，由金坂禮 (DinDin母親)代班]                           | 吳娜拉         | 林元熙      | 南昶熙、金容明 |
| 315         | 2022年10月23日 | 申東燁、 徐章焄、 李玉珍 (Tony An母親)、 李申姬 (許卿煥母親)、 [趙惠善 (金鍾國母親)因健康原因缺席，由金坂禮 (DinDin母親)代班]                           | 吳娜拉         | 卓在勳      | 金鍾旼、金俊昊、金鍾國、許卿煥、裴朝雄 (卓在勳父親)                                                                                 |
| 316         | 2022年11月6日  | 申東燁、 徐章焄、 李玉珍 (Tony An母親)、 李申姬 (許卿煥母親)、 [趙惠善 (金鍾國母親)因健康原因缺席，由金坂禮 (DinDin母親)代班]                           | 裴晟載         | 崔始源      | 李多熙 |
| 316         | 2022年11月6日  | 申東燁、 徐章焄、 李玉珍 (Tony An母親)、 李申姬 (許卿煥母親)、 [趙惠善 (金鍾國母親)因健康原因缺席，由金坂禮 (DinDin母親)代班]                           | 裴晟載         | 金鍾旼      | 林元熙、崔振赫、 DinDin、南昶熙、李國主                                                                                             |
| 316         | 2022年11月6日  | 申東燁、 徐章焄、 李玉珍 (Tony An母親)、 李申姬 (許卿煥母親)、 [趙惠善 (金鍾國母親)因健康原因缺席，由金坂禮 (DinDin母親)代班]                           | 裴晟載         | 金俊昊      | 神童、李常敏、金希澈、趙優鐘 |
| 317         | 2022年11月13日 | 申東燁、 徐章焄、 李玉珍 (Tony An母親)、 李申姬 (許卿煥母親)、 [趙惠善 (金鍾國母親)因健康原因缺席，由金坂禮 (DinDin母親)代班]                           | 華莎           | 林元熙      | 金俊昊、李常敏、尹成薰 (結他手)、金大仁 (貝斯手)、姜民錫 (鼓手)                                                                     |
| 317         | 2022年11月13日 | 申東燁、 徐章焄、 李玉珍 (Tony An母親)、 李申姬 (許卿煥母親)、 [趙惠善 (金鍾國母親)因健康原因缺席，由金坂禮 (DinDin母親)代班]                           | 華莎           | 金鍾旼      | 林元熙、崔振赫、 DinDin、南昶熙、李國主                                                                                             |
| 317         | 2022年11月13日 | 申東燁、 徐章焄、 李玉珍 (Tony An母親)、 李申姬 (許卿煥母親)、 [趙惠善 (金鍾國母親)因健康原因缺席，由金坂禮 (DinDin母親)代班]                           | 華莎           | 李常敏      | 金俊昊、李東濬、金甫城 |
| 318         | 2022年11月20日 | 申東燁、 徐章焄、 李玉珍 (Tony An母親)、 李申姬 (許卿煥母親)、 [趙惠善 (金鍾國母親)因健康原因缺席，由金坂禮 (DinDin母親)代班]                           | 韓佳人         | 許卿煥      | 吳貞泰與白雅英夫婦、黃藝瑟 (相親對象)                                                                                               |
| 318         | 2022年11月20日 | 申東燁、 徐章焄、 李玉珍 (Tony An母親)、 李申姬 (許卿煥母親)、 [趙惠善 (金鍾國母親)因健康原因缺席，由金坂禮 (DinDin母親)代班]                           | 韓佳人         | 金俊昊      | 金鍾國、李常敏、卓在勳、金希澈、吳珉錫、林元熙、崔振赫、許卿煥、DinDin、金鍾旼                                                      |
| 319         | 2022年11月27日 | 申東燁、 徐章焄、 李玉珍 (Tony An母親)、 李申姬 (許卿煥母親)、 [趙惠善 (金鍾國母親)因健康原因缺席，由金坂禮 (DinDin母親)代班]                           | 韓佳人         | 金俊昊      | 金鍾國、李常敏、卓在勳、金希澈、吳珉錫、林元熙、崔振赫、許卿煥、DinDin、金鍾旼                                                      |
| 320         | 2022年12月4日  | 申東燁、 徐章焄、 李玉珍 (Tony An母親)、 李申姬 (許卿煥母親)、 [趙惠善 (金鍾國母親)因健康原因缺席，由金坂禮 (DinDin母親)代班]                           | 宋恩伊         | 李常敏      | DinDin、白一燮、趙英男、李孝春 |
| 320         | 2022年12月4日  | 申東燁、 徐章焄、 李玉珍 (Tony An母親)、 李申姬 (許卿煥母親)、 [趙惠善 (金鍾國母親)因健康原因缺席，由金坂禮 (DinDin母親)代班]                           | 宋恩伊         | 金俊昊      | 金鍾國、李常敏、卓在勳、金希澈、吳珉錫、林元熙、崔振赫、許卿煥、DinDin、金鍾旼                                                      |
| 321         | 2022年12月11日 | 申東燁、 徐章焄、 李玉珍 (Tony An母親)、 李申姬 (許卿煥母親)、 [趙惠善 (金鍾國母親)因健康原因缺席，由金坂禮 (DinDin母親)代班]                           | 金範洙         | 李常敏      | 金鍾國、金希澈、金俊昊 |
| 321         | 2022年12月11日 | 申東燁、 徐章焄、 李玉珍 (Tony An母親)、 李申姬 (許卿煥母親)、 [趙惠善 (金鍾國母親)因健康原因缺席，由金坂禮 (DinDin母親)代班]                           | 金範洙         | 金鍾國      | 卓在勳、李常敏、DinDin、南昶熙、姜在俊、【6位海印寺僧人: 心悟、觀賢、成緣、薛山、道海、龍憲】                                       |
| 321         | 2022年12月11日 | 申東燁、 徐章焄、 李玉珍 (Tony An母親)、 李申姬 (許卿煥母親)、 [趙惠善 (金鍾國母親)因健康原因缺席，由金坂禮 (DinDin母親)代班]                           | 金範洙         | 金鍾旼      | 林元熙、崔振赫、申智、白佳、朴正旭 (作曲家)                                                                                         |
| 322         | 2022年12月18日 | 申東燁、 徐章焄、 李玉珍 (Tony An母親)、 李申姬 (許卿煥母親)、 [趙惠善 (金鍾國母親)因健康原因缺席，由金坂禮 (DinDin母親)代班]                           | 安英美         | 金鍾國      | 卓在勳、李常敏、DinDin、南昶熙、姜在俊、【6位海印寺僧人: 心悟、觀賢、成緣、薛山、道海、龍憲】                                       |
| 322         | 2022年12月18日 | 申東燁、 徐章焄、 李玉珍 (Tony An母親)、 李申姬 (許卿煥母親)、 [趙惠善 (金鍾國母親)因健康原因缺席，由金坂禮 (DinDin母親)代班]                           | 安英美         | 金希澈      | DinDin、Queen Wasabii、Cheetah、GiantPink                                                                                           |
| 323         | 2022年12月25日 | 申東燁、 徐章焄、 李玉珍 (Tony An母親)、 李申姬 (許卿煥母親)、 [趙惠善 (金鍾國母親)因健康原因缺席，由金坂禮 (DinDin母親)代班]                           | 朴載範         | 金俊昊      | 卓在勳、李常敏、金鍾旼 |
| 323         | 2022年12月25日 | 申東燁、 徐章焄、 李玉珍 (Tony An母親)、 李申姬 (許卿煥母親)、 [趙惠善 (金鍾國母親)因健康原因缺席，由金坂禮 (DinDin母親)代班]                           | 朴載範         | 金希澈      | 銀赫、東海、崔始源、厲旭、利特、神童、藝聲、圭賢                                                                                    |
| 323         | 2022年12月25日 | 申東燁、 徐章焄、 李玉珍 (Tony An母親)、 李申姬 (許卿煥母親)、 [趙惠善 (金鍾國母親)因健康原因缺席，由金坂禮 (DinDin母親)代班]                           | 朴載範         | 李常敏      | 金俊昊、金鍾旼、金智珉 |

### 2023年
| 第324~374集 | 第324~374集    | 第324~374集 | 第324~374集        | 第324~374集 | 第324~374集 |
| 集數        | 播出日期       | 演播室 | 演播室             | 觀察影片    | 觀察影片 |
| 集數        | 播出日期       | 固定成員 | 特別MC             | 熊孩子      | 特別出演 |
| ----------- | -------------- | --- | ------------------ | ----------- | --- |
| 324         | 2023年1月1日   | 申東燁、 徐章焄、 李玉珍 (Tony An母親)、金順子（希澈母親）、 李申姬 (許卿煥母親)、 [趙惠善 (金鍾國母親)因健康原因缺席，由金坂禮 (DinDin母親)代班] | 申鉉濬             | 金俊昊      | 卓在勳、金鍾旼 |
| 324         | 2023年1月1日   | 申東燁、 徐章焄、 李玉珍 (Tony An母親)、金順子（希澈母親）、 李申姬 (許卿煥母親)、 [趙惠善 (金鍾國母親)因健康原因缺席，由金坂禮 (DinDin母親)代班] | 申鉉濬             | 金希澈      | 銀赫、東海、崔始源、厲旭、利特、神童、藝聲、圭賢                                                                                            |
| 324         | 2023年1月1日   | 申東燁、 徐章焄、 李玉珍 (Tony An母親)、金順子（希澈母親）、 李申姬 (許卿煥母親)、 [趙惠善 (金鍾國母親)因健康原因缺席，由金坂禮 (DinDin母親)代班] | 申鉉濬             | 李尚敏      | 金俊昊、嚴弘吉 |
| 325         | 2023年1月8日   | 申東燁、 徐章焄、 李玉珍 (Tony An母親)、金順子（希澈母親）、 李申姬 (許卿煥母親)、 [趙惠善 (金鍾國母親)因健康原因缺席，由金坂禮 (DinDin母親)代班] | 申智               | 金鍾國      | 許卿煥與母親李申姬 |
| 325         | 2023年1月8日   | 申東燁、 徐章焄、 李玉珍 (Tony An母親)、金順子（希澈母親）、 李申姬 (許卿煥母親)、 [趙惠善 (金鍾國母親)因健康原因缺席，由金坂禮 (DinDin母親)代班] | 申智               | 金鍾旼      | 林元熙、崔振赫 |
| 325         | 2023年1月8日   | 申東燁、 徐章焄、 李玉珍 (Tony An母親)、金順子（希澈母親）、 李申姬 (許卿煥母親)、 [趙惠善 (金鍾國母親)因健康原因缺席，由金坂禮 (DinDin母親)代班] | 申智               | 李尚敏      | 金俊昊、嚴弘吉 |
| 326         | 2023年1月15日  | 申東燁、 徐章焄、 李玉珍 (Tony An母親)、金順子（希澈母親）、 李申姬 (許卿煥母親)、 [趙惠善 (金鍾國母親)因健康原因缺席，由金坂禮 (DinDin母親)代班] | 林秀香             | 李尚敏      | 金俊昊、許卿煥、李東濬 |
| 326         | 2023年1月15日  | 申東燁、 徐章焄、 李玉珍 (Tony An母親)、金順子（希澈母親）、 李申姬 (許卿煥母親)、 [趙惠善 (金鍾國母親)因健康原因缺席，由金坂禮 (DinDin母親)代班] | 林秀香             | 金俊昊      | 李尚敏、金鍾國、許卿煥、林元熙、崔振赫、金鍾旼、金希澈、崔始源、卓在勳                                                                      |
| 327         | 2023年1月22日  | 申東燁、 徐章焄、 李玉珍 (Tony An母親)、金順子（希澈母親）、 李申姬 (許卿煥母親)、 [趙惠善 (金鍾國母親)因健康原因缺席，由金坂禮 (DinDin母親)代班] | 鄭尚勳             | 林元熙      | 鄭石勇、李漢偉、徐鉉哲、順德 (林元熙的狗)                                                                                                   |
| 327         | 2023年1月22日  | 申東燁、 徐章焄、 李玉珍 (Tony An母親)、金順子（希澈母親）、 李申姬 (許卿煥母親)、 [趙惠善 (金鍾國母親)因健康原因缺席，由金坂禮 (DinDin母親)代班] | 鄭尚勳             | 李尚敏      | 金俊昊、許卿煥、李東濬 |
| 327         | 2023年1月22日  | 申東燁、 徐章焄、 李玉珍 (Tony An母親)、金順子（希澈母親）、 李申姬 (許卿煥母親)、 [趙惠善 (金鍾國母親)因健康原因缺席，由金坂禮 (DinDin母親)代班] | 鄭尚勳             | 金俊昊      | 李尚敏、金鍾國、許卿煥、林元熙、崔振赫、金鍾旼、金希澈、崔始源、卓在勳                                                                      |
| 328         | 2023年1月29日  | 申東燁、 徐章焄、 李玉珍 (Tony An母親)、金順子（希澈母親）、 李申姬 (許卿煥母親)、 [趙惠善 (金鍾國母親)因健康原因缺席，由金坂禮 (DinDin母親)代班] | 李敬揆             | 金鍾旼      | 許卿煥 |
| 328         | 2023年1月29日  | 申東燁、 徐章焄、 李玉珍 (Tony An母親)、金順子（希澈母親）、 李申姬 (許卿煥母親)、 [趙惠善 (金鍾國母親)因健康原因缺席，由金坂禮 (DinDin母親)代班] | 李敬揆             | 林元熙      | 鄭石勇、崔振赫、順德 (林元熙的狗) |
| 328         | 2023年1月29日  | 申東燁、 徐章焄、 李玉珍 (Tony An母親)、金順子（希澈母親）、 李申姬 (許卿煥母親)、 [趙惠善 (金鍾國母親)因健康原因缺席，由金坂禮 (DinDin母親)代班] | 李敬揆             | 金鍾國      | 李尚敏、金希澈、DinDin、趙惠善 (金鍾國母親)                                                                                                 |
| 329         | 2023年2月5日   | 申東燁、 徐章焄、 李玉珍 (Tony An母親)、金順子（希澈母親）、 李申姬 (許卿煥母親)、 [趙惠善 (金鍾國母親)因健康原因缺席，由金坂禮 (DinDin母親)代班] | 金敏璟             | 李尚敏      | 金俊昊 |
| 329         | 2023年2月5日   | 申東燁、 徐章焄、 李玉珍 (Tony An母親)、金順子（希澈母親）、 李申姬 (許卿煥母親)、 [趙惠善 (金鍾國母親)因健康原因缺席，由金坂禮 (DinDin母親)代班] | 金敏璟             | 金鍾國      | 李尚敏、金希澈、DinDin、趙惠善 (金鍾國母親)                                                                                                 |
| 329         | 2023年2月5日   | 申東燁、 徐章焄、 李玉珍 (Tony An母親)、金順子（希澈母親）、 李申姬 (許卿煥母親)、 [趙惠善 (金鍾國母親)因健康原因缺席，由金坂禮 (DinDin母親)代班] | 金敏璟             | 金俊昊      | 許卿煥、金鍾旼、張允書 (金鍾旼外甥女)、金智珉、崔白 (金智珉外甥)                                                                            |
| 330         | 2023年2月12日  | 申東燁、 徐章焄、 李玉珍 (Tony An母親)、金順子（希澈母親）、 李申姬 (許卿煥母親)、 [趙惠善 (金鍾國母親)因健康原因缺席，由金坂禮 (DinDin母親)代班] | 朴炯植             | 李尚敏      | 崔民秀、崔振赫 |
| 330         | 2023年2月12日  | 申東燁、 徐章焄、 李玉珍 (Tony An母親)、金順子（希澈母親）、 李申姬 (許卿煥母親)、 [趙惠善 (金鍾國母親)因健康原因缺席，由金坂禮 (DinDin母親)代班] | 朴炯植             | 金俊昊      | 許卿煥、李尚敏 |
| 330         | 2023年2月12日  | 申東燁、 徐章焄、 李玉珍 (Tony An母親)、金順子（希澈母親）、 李申姬 (許卿煥母親)、 [趙惠善 (金鍾國母親)因健康原因缺席，由金坂禮 (DinDin母親)代班] | 朴炯植             | 金俊昊      | 金鍾旼、卓在勳、全雪英 (普提拉導師) |
| 331         | 2023年2月19日  | 申東燁、 徐章焄、 趙惠善 (金鍾國母親)、 李玉珍 (Tony An母親)、金順子（希澈母親）、 李申姬 (許卿煥母親)、 金坂禮 (DinDin母親)                      | 朱玄英             | 李尚敏      | 金鍾旼、Defconn、池相烈 |
| 331         | 2023年2月19日  | 申東燁、 徐章焄、 趙惠善 (金鍾國母親)、 李玉珍 (Tony An母親)、金順子（希澈母親）、 李申姬 (許卿煥母親)、 金坂禮 (DinDin母親)                      | 朱玄英             | 林元熙      | 南昶熙、金勇明 |
| 331         | 2023年2月19日  | 申東燁、 徐章焄、 趙惠善 (金鍾國母親)、 李玉珍 (Tony An母親)、金順子（希澈母親）、 李申姬 (許卿煥母親)、 金坂禮 (DinDin母親)                      | 朱玄英             | 金俊昊      | 許卿煥、金鍾旼、DinDin、崔振赫、李尚敏、卓在勳、李東濬                                                                                      |
| 332         | 2023年2月26日  | 申東燁、 徐章焄、 趙惠善 (金鍾國母親)、 李玉珍 (Tony An母親)、金順子（希澈母親）、 李申姬 (許卿煥母親)、 金坂禮 (DinDin母親)                      | 金南喜             | 金敏璟      | 金智珉、崔白 (金智珉外甥)、吳娜美、許敏 |
| 332         | 2023年2月26日  | 申東燁、 徐章焄、 趙惠善 (金鍾國母親)、 李玉珍 (Tony An母親)、金順子（希澈母親）、 李申姬 (許卿煥母親)、 金坂禮 (DinDin母親)                      | 金南喜             | 李尚敏      | 白一燮、趙英男、 李孝春 |
| 332         | 2023年2月26日  | 申東燁、 徐章焄、 趙惠善 (金鍾國母親)、 李玉珍 (Tony An母親)、金順子（希澈母親）、 李申姬 (許卿煥母親)、 金坂禮 (DinDin母親)                      | 金南喜             | 金俊昊      | 許卿煥、金鍾旼、DinDin、崔振赫、李尚敏、卓在勳、李東濬                                                                                      |
| 333         | 2023年3月5日   | 申東燁、 徐章焄、 趙惠善 (金鍾國母親)、 李玉珍 (Tony An母親)、金順子（希澈母親）、 李申姬 (許卿煥母親)、 金坂禮 (DinDin母親)                      | 李龍眞             | 李尚敏      | 卓在勳、金鍾旼、林元熙、李智英 (講師) |
| 333         | 2023年3月5日   | 申東燁、 徐章焄、 趙惠善 (金鍾國母親)、 李玉珍 (Tony An母親)、金順子（希澈母親）、 李申姬 (許卿煥母親)、 金坂禮 (DinDin母親)                      | 李龍眞             | 林元熙      | 金希澈、DinDin、朴完奎、金鍾書 (Sinawe樂隊)                                                                                                 |
| 333         | 2023年3月5日   | 申東燁、 徐章焄、 趙惠善 (金鍾國母親)、 李玉珍 (Tony An母親)、金順子（希澈母親）、 李申姬 (許卿煥母親)、 金坂禮 (DinDin母親)                      | 李龍眞             | 李尚敏      | 金俊昊、金希澈、卓在勳、金鍾旼 |
| 334         | 2023年3月12日  | 申東燁、 徐章焄、 趙惠善 (金鍾國母親)、 李玉珍 (Tony An母親)、金順子（希澈母親）、 李申姬 (許卿煥母親)、 金坂禮 (DinDin母親)                      | 金智勳             | 金鍾旼      | 李尚敏、Elodie、Bruno、Rousseau |
| 334         | 2023年3月12日  | 申東燁、 徐章焄、 趙惠善 (金鍾國母親)、 李玉珍 (Tony An母親)、金順子（希澈母親）、 李申姬 (許卿煥母親)、 金坂禮 (DinDin母親)                      | 金智勳             | 李尚敏      | 金鍾旼、金鍾國、卓在勳、金俊昊、Muzie、千明勳、柳敏相、Pung Ja、朴敏哲 (律師)                                                               |
| 334         | 2023年3月12日  | 申東燁、 徐章焄、 趙惠善 (金鍾國母親)、 李玉珍 (Tony An母親)、金順子（希澈母親）、 李申姬 (許卿煥母親)、 金坂禮 (DinDin母親)                      | 金智勳             | 金俊昊      | 崔振赫、金智珉、金敏璟 |
| 335         | 2023年3月19日  | 申東燁、 徐章焄、 趙惠善 (金鍾國母親)、 李玉珍 (Tony An母親)、金順子（希澈母親）、 李申姬 (許卿煥母親)、 金坂禮 (DinDin母親)                      | 辛叡恩             | 李尚敏      | 卓在勳、金俊昊 |
| 335         | 2023年3月19日  | 申東燁、 徐章焄、 趙惠善 (金鍾國母親)、 李玉珍 (Tony An母親)、金順子（希澈母親）、 李申姬 (許卿煥母親)、 金坂禮 (DinDin母親)                      | 辛叡恩             | 林元熙      | 鄭石勇 |
| 335         | 2023年3月19日  | 申東燁、 徐章焄、 趙惠善 (金鍾國母親)、 李玉珍 (Tony An母親)、金順子（希澈母親）、 李申姬 (許卿煥母親)、 金坂禮 (DinDin母親)                      | 辛叡恩             | 金俊昊      | 李尚敏、許卿煥、崔始源 |
| 336         | 2023年3月26日  | 申東燁、 徐章焄、 趙惠善 (金鍾國母親)、 李玉珍 (Tony An母親)、金順子（希澈母親）、 李申姬 (許卿煥母親)、 金坂禮 (DinDin母親)                      | 朱宇宰             | 李尚敏      | 金俊昊、金侑利（相親對象） |
| 336         | 2023年3月26日  | 申東燁、 徐章焄、 趙惠善 (金鍾國母親)、 李玉珍 (Tony An母親)、金順子（希澈母親）、 李申姬 (許卿煥母親)、 金坂禮 (DinDin母親)                      | 朱宇宰             | 許卿煥      | DinDin、朴聖光李率伊夫婦、金元孝沈珍華夫婦、金志浩Jay夫婦                                                                                   |
| 336         | 2023年3月26日  | 申東燁、 徐章焄、 趙惠善 (金鍾國母親)、 李玉珍 (Tony An母親)、金順子（希澈母親）、 李申姬 (許卿煥母親)、 金坂禮 (DinDin母親)                      | 朱宇宰             | 李尚敏      | 卓在勳、金俊昊 |
| 337         | 2023年4月2日   | 申東燁、 徐章焄、 趙惠善 (金鍾國母親)、 李玉珍 (Tony An母親)、金順子（希澈母親）、 李申姬 (許卿煥母親)、 金坂禮 (DinDin母親)                      | 張恆俊             | 金鍾國      | 許卿煥、卓在勳、崔始源、DinDin、姜在俊、金敏璟、李銀炯（朝鲜语：、金惠善、金昇惠、吳娜美                                                    |
| 337         | 2023年4月2日   | 申東燁、 徐章焄、 趙惠善 (金鍾國母親)、 李玉珍 (Tony An母親)、金順子（希澈母親）、 李申姬 (許卿煥母親)、 金坂禮 (DinDin母親)                      | 張恆俊             | 李尚敏      | 金鍾國、金鍾旼、算命師 |
| 337         | 2023年4月2日   | 申東燁、 徐章焄、 趙惠善 (金鍾國母親)、 李玉珍 (Tony An母親)、金順子（希澈母親）、 李申姬 (許卿煥母親)、 金坂禮 (DinDin母親)                      | 張恆俊             | 金希澈      | 林元熙與愛犬順德、崔振赫與愛犬夢實、希伏（金希澈愛犬）、李秀智                                                                              |
| 338         | 2023年4月9日   | 申東燁、 徐章焄、 趙惠善 (金鍾國母親)、 李玉珍 (Tony An母親)、金順子（希澈母親）、 李申姬 (許卿煥母親)、 金坂禮 (DinDin母親)                      | 金建宇             | 李尚敏      | 金鍾國、金鍾旼 |
| 338         | 2023年4月9日   | 申東燁、 徐章焄、 趙惠善 (金鍾國母親)、 李玉珍 (Tony An母親)、金順子（希澈母親）、 李申姬 (許卿煥母親)、 金坂禮 (DinDin母親)                      | 金建宇             | 金鍾國      | 許卿煥、卓在勳、崔始源、DinDin、姜在俊、金敏璟、李銀炯（朝鲜语：、金惠善、金昇惠、吳娜美                                                    |
| 338         | 2023年4月9日   | 申東燁、 徐章焄、 趙惠善 (金鍾國母親)、 李玉珍 (Tony An母親)、金順子（希澈母親）、 李申姬 (許卿煥母親)、 金坂禮 (DinDin母親)                      | 金建宇             | 李尚敏      | 金侑利（相親對象） |
| 339         | 2023年4月16日  | 申東燁、 徐章焄、 趙惠善 (金鍾國母親)、 李玉珍 (Tony An母親)、金順子（希澈母親）、 李申姬 (許卿煥母親)、 金坂禮 (DinDin母親)                      | 表藝珍             | 金鍾國      | 李尚敏、梁載雄（精神健康醫學科專科醫生）、梁載振（精神健康醫學科專科醫生）                                                                  |
| 339         | 2023年4月16日  | 申東燁、 徐章焄、 趙惠善 (金鍾國母親)、 李玉珍 (Tony An母親)、金順子（希澈母親）、 李申姬 (許卿煥母親)、 金坂禮 (DinDin母親)                      | 表藝珍             | 金鍾旼      | 李尚敏、Elodie |
| 339         | 2023年4月16日  | 申東燁、 徐章焄、 趙惠善 (金鍾國母親)、 李玉珍 (Tony An母親)、金順子（希澈母親）、 李申姬 (許卿煥母親)、 金坂禮 (DinDin母親)                      | 表藝珍             | 金鍾旼      | 許卿煥、DinDin |
| 340         | 2023年4月23日  | 申東燁、 徐章焄、 趙惠善 (金鍾國母親)、 李玉珍 (Tony An母親)、金順子（希澈母親）、 李申姬 (許卿煥母親)、 金坂禮 (DinDin母親)                      | Aiki               | 金鍾旼      | 李尚敏、金希澈 |
| 340         | 2023年4月23日  | 申東燁、 徐章焄、 趙惠善 (金鍾國母親)、 李玉珍 (Tony An母親)、金順子（希澈母親）、 李申姬 (許卿煥母親)、 金坂禮 (DinDin母親)                      | Aiki               | 李尚敏      | DinDin、金鍾國、卓在勳、崔振赫、Sleepy、李相俊                                                                                              |
| 340         | 2023年4月23日  | 申東燁、 徐章焄、 趙惠善 (金鍾國母親)、 李玉珍 (Tony An母親)、金順子（希澈母親）、 李申姬 (許卿煥母親)、 金坂禮 (DinDin母親)                      | Aiki               | 金鍾旼      | 李尚敏、Elodie |
| 341         | 2023年4月30日  | 申東燁、 徐章焄、 趙惠善 (金鍾國母親)、 李玉珍 (Tony An母親)、金順子（希澈母親）、 李申姬 (許卿煥母親)、 金坂禮 (DinDin母親)                      | 李碩薰             | 金建宇      | 健身教練 |
| 341         | 2023年4月30日  | 申東燁、 徐章焄、 趙惠善 (金鍾國母親)、 李玉珍 (Tony An母親)、金順子（希澈母親）、 李申姬 (許卿煥母親)、 金坂禮 (DinDin母親)                      | 李碩薰             | 李尚敏      | 卓在勳 |
| 341         | 2023年4月30日  | 申東燁、 徐章焄、 趙惠善 (金鍾國母親)、 李玉珍 (Tony An母親)、金順子（希澈母親）、 李申姬 (許卿煥母親)、 金坂禮 (DinDin母親)                      | 李碩薰             | 林元熙      | 鄭石勇 |
| 342         | 2023年5月7日   | 申東燁、 徐章焄、 趙惠善 (金鍾國母親)、 李玉珍 (Tony An母親)、金順子（希澈母親）、 李申姬 (許卿煥母親)、 金坂禮 (DinDin母親)                      | 郭善英             | 金鍾旼      | DinDin、金俊昊、金泰均（DJ) |
| 342         | 2023年5月7日   | 申東燁、 徐章焄、 趙惠善 (金鍾國母親)、 李玉珍 (Tony An母親)、金順子（希澈母親）、 李申姬 (許卿煥母親)、 金坂禮 (DinDin母親)                      | 郭善英             | 李尚敏      | 卓在勳、泌尿科院長 |
| 342         | 2023年5月7日   | 申東燁、 徐章焄、 趙惠善 (金鍾國母親)、 李玉珍 (Tony An母親)、金順子（希澈母親）、 李申姬 (許卿煥母親)、 金坂禮 (DinDin母親)                      | 郭善英             | 金建宇      | 三個高中同學 |
| 343         | 2023年5月14日  | 申東燁、 徐章焄、 趙惠善 (金鍾國母親)、 李玉珍 (Tony An母親)、金順子（希澈母親）、 李申姬 (許卿煥母親)、 金坂禮 (DinDin母親)                      | 金善映             | 金俊昊      | 金智珉、崔揚洛彭賢淑夫婦 |
| 343         | 2023年5月14日  | 申東燁、 徐章焄、 趙惠善 (金鍾國母親)、 李玉珍 (Tony An母親)、金順子（希澈母親）、 李申姬 (許卿煥母親)、 金坂禮 (DinDin母親)                      | 金善映             | 金鍾國      | 許卿煥、金莉亞（許卿煥外甥女） |
| 343         | 2023年5月14日  | 申東燁、 徐章焄、 趙惠善 (金鍾國母親)、 李玉珍 (Tony An母親)、金順子（希澈母親）、 李申姬 (許卿煥母親)、 金坂禮 (DinDin母親)                      | 金善映             | 金俊昊      | 金智珉、崔揚洛彭賢淑夫婦 |
| 344         | 2023年5月21日  | 申東燁、 徐章焄、 趙惠善 (金鍾國母親)、 李玉珍 (Tony An母親)、金順子（希澈母親）、 李申姬 (許卿煥母親)、 金坂禮 (DinDin母親)                      | 千玗嬉             | 金鍾國      | 朱宇宰 |
| 344         | 2023年5月21日  | 申東燁、 徐章焄、 趙惠善 (金鍾國母親)、 李玉珍 (Tony An母親)、金順子（希澈母親）、 李申姬 (許卿煥母親)、 金坂禮 (DinDin母親)                      | 千玗嬉             | 李尚敏      | 金鍾旼、 許卿煥、【丁楚信Zenon、泰瑞斯Alex（原名：咸升天）、申學茂Smith、朱贊（原名：朱昌賢）、路雲（原名：李秀民）（白髮少年團五位成員）】 |
| 344         | 2023年5月21日  | 申東燁、 徐章焄、 趙惠善 (金鍾國母親)、 李玉珍 (Tony An母親)、金順子（希澈母親）、 李申姬 (許卿煥母親)、 金坂禮 (DinDin母親)                      | 千玗嬉             | 金鍾旼      | 李尚敏、Elodie |
| 345         | 2023年5月28日  | 申東燁、 徐章焄、 趙惠善 (金鍾國母親)、 李玉珍 (Tony An母親)、金順子（希澈母親）、 李申姬 (許卿煥母親)、 金坂禮 (DinDin母親)                      | 李浚赫             |             | 今集只得兩段 |
| 345         | 2023年5月28日  | 申東燁、 徐章焄、 趙惠善 (金鍾國母親)、 李玉珍 (Tony An母親)、金順子（希澈母親）、 李申姬 (許卿煥母親)、 金坂禮 (DinDin母親)                      | 李浚赫             | 金俊昊      | 李尚敏、DinDin 、 金鍾國、 卓在勳、 金希澈、崔始源、金建宇                                                                                  |
| 345         | 2023年5月28日  | 申東燁、 徐章焄、 趙惠善 (金鍾國母親)、 李玉珍 (Tony An母親)、金順子（希澈母親）、 李申姬 (許卿煥母親)、 金坂禮 (DinDin母親)                      | 李浚赫             | 許卿煥      | 李申姬許宗德夫婦（許卿煥父母）、許賢景金東曹夫婦（許卿煥妹妹妹夫）、金莉亞與金莉娜（許卿煥外甥女）、五福（許家小狗）                        |
| 346         | 2023年6月4日   | 申東燁、 徐章焄、 趙惠善 (金鍾國母親)、 李玉珍 (Tony An母親)、金順子（希澈母親）、 李申姬 (許卿煥母親)、 金坂禮 (DinDin母親)                      | 崔政勛             | 金俊昊      | 李尚敏、DinDin 、 金鍾國、 卓在勳、 金希澈、崔始源、金建宇                                                                                  |
| 346         | 2023年6月4日   | 申東燁、 徐章焄、 趙惠善 (金鍾國母親)、 李玉珍 (Tony An母親)、金順子（希澈母親）、 李申姬 (許卿煥母親)、 金坂禮 (DinDin母親)                      | 崔政勛             | 許卿煥      | 李申姬許宗德夫婦（許卿煥父母） |
| 346         | 2023年6月4日   | 申東燁、 徐章焄、 趙惠善 (金鍾國母親)、 李玉珍 (Tony An母親)、金順子（希澈母親）、 李申姬 (許卿煥母親)、 金坂禮 (DinDin母親)                      | 崔政勛             | 金俊昊      | 李尚敏、DinDin 、 金鍾國、 卓在勳、 金希澈、崔始源、金建宇                                                                                  |
| 347         | 2023年6月11日  | |                    | 金俊昊      | 李尚敏、全媛珠 |
| 347         | 2023年6月11日  | | 柳秀榮             | 金鍾國      | 金建宇、 鄭讚成、洪俊英選手 |
| 347         | 2023年6月11日  | |                    | 林元熙      | 鄭石勇、李尚敏、RISABAE |
| 348         | 2023年6月18日  | |                    | 林元熙      | 金鍾旼、崔振赫、尹敏洙 |
| 348         | 2023年6月18日  | | 明世彬             | 金俊昊      | 李尚敏、 卓在勳、李南賢（催眠諮詢專家） |
| 348         | 2023年6月18日  | |                    | DinDin      | 李尚敏、Sleepy、趙賢榮、金英玉、伐九（DinDin 朋友）                                                                                         |
| 349         | 2023年6月25日  | |                    | 林元熙      | 金鍾旼、卓在勳、鄭承濟（高考數學老師） |
| 349         | 2023年6月25日  | | 朴誠雄             | 李尚敏      | 林元熙、金俊昊、金鍾旼、卓在勳、崔振赫、金希澈                                                                                              |
| 349         | 2023年6月25日  | |                    | 金俊昊      | 李尚敏、滑川康男、金惠善 |
| 350         | 2023年7月2日   | |                    | 李尚敏      | 金鍾旼、金鍾國 |
| 350         | 2023年7月2日   | | 張東民             | 卓在勳      | 金俊昊、申圭鎮、Muzie |
| 350         | 2023年7月2日   | |                    | 李尚敏      | 林元熙、金俊昊、金鍾旼、卓在勳、崔振赫、金希澈、金朝翰、Muzie                                                                               |
| 351         | 2023年7月9日   | |                    | 李尚敏      | 卓在勳、Muzie |
| 351         | 2023年7月9日   | | 晉久               | 林元熙      | 鄭石勇、許卿煥、李賢伊、宋海娜 |
| 351         | 2023年7月9日   | |                    | 金俊昊      | 俞世潤、許卿煥、張東民、姜唯美、李尚浩、李尚敏                                                                                              |
| 352         | 2023年7月16日  | |                    | 李尚敏      | 金俊昊、金鍾旼、金希澈 |
| 352         | 2023年7月16日  | | 李恩智             | 金俊昊      | 俞世潤、許卿煥、張東民、姜唯美、李尚浩、李尚敏                                                                                              |
| 352         | 2023年7月16日  | |                    | 許卿煥      | 金俊昊、姜在俊、李世英（空中瑜伽導師） |
| 353         | 2023年7月23日  | |                    | 李尚敏      | 金俊昊、林元熙、尹亨彬鄭京美夫婦、孝珍（購物頻道主持）                                                                                      |
| 353         | 2023年7月23日  | | 朴宣英             | 金鍾國      | 李尚敏、金鍾旼、全媛珠、鮮于龍女、金智善、李敬實                                                                                            |
| 353         | 2023年7月23日  | |                    | 林元熙      | 鄭石勇、許卿煥 |
| 354         | 2023年7月30日  | |                    | 卓在勳      | DinDin、林元熙、許卿煥、金建宇、金鍾旼、金俊昊、姜在俊                                                                                      |
| 354         | 2023年7月30日  | | 李相二             | 金建宇      | 金希澈、DinDin、劉俊相、吳萬石、高昌錫 |
| 354         | 2023年7月30日  | |                    | 金俊昊      | 李尚敏、李大浩 |
| 355         | 2023年8月6日   | |                    | 朴宣英      | 崔成国、姜京憲、趙荷娜 |
| 355         | 2023年8月6日   | | 朴丙垠             | 金鍾國      | 車太鉉 |
| 355         | 2023年8月6日   | |                    | 卓在勳      | DinDin、林元熙、許卿煥、金建宇、金鍾旼、金俊昊、姜在俊、新踏FC隊8位隊員                                                                     |
| 356         | 2023年8月13日  | |                    | 林元熙      | 許卿煥、崔汝珍 |
| 356         | 2023年8月13日  | | 朴海鎮             | 李尚敏      | 金俊昊、收納師 |
| 356         | 2023年8月13日  | |                    | 金鍾旼      | 林元熙、許卿煥、崔振赫、申智、白佳 |
| 357         | 2023年8月20日  | |                    | 朴宣英      | 姜京憲、趙荷娜、李賢成（相親對象） |
| 357         | 2023年8月20日  | | 梁世炯             | 金鍾旼      | 林元熙、崔振赫、崔賢宇（魔術師） |
| 357         | 2023年8月20日  | |                    | 李尚敏      | 金俊昊、滑川康男、李相花 |
| 358         | 2023年8月27日  | |                    | 高俊        | 金元燮、孫範、金成俊（三個高俊朋友） |
| 358         | 2023年8月27日  | | 高祐琳             | 金俊昊      | 金建宇、李尚敏、林元熙、許卿煥、卓在勳、金鍾國、金希澈                                                                                      |
| 358         | 2023年8月27日  | |                    | 李尚敏      | 金俊昊、金甫城、金建宇、徐南勇 |
| 359         | 2023年9月3日   | |                    | 金俊昊      | 金智珉、金星萊（智珉弟弟）、崔寅自（智珉媽媽）                                                                                              |
| 359         | 2023年9月3日   | | 張允瀞             | 林元熙、    | 李尚敏、鄭石勇 |
| 359         | 2023年9月3日   | |                    | 卓在勳      | 金建宇、李尚敏、林元熙、許卿煥、金鍾國、金希澈、金俊昊                                                                                      |
| 360         | 2023年9月10日  | |                    | 金俊昊      | 金智珉、金星萊（智珉弟弟）、崔寅自（智珉媽媽）                                                                                              |
| 360         | 2023年9月10日  | | 權五重             | 林元熙      | 金鍾旼、李賢珠PD、南俞真（氣象播報員）、金載哲PD、申俊秀PD                                                                                  |
| 360         | 2023年9月10日  | |                    | 金俊昊      | 金智珉、金星萊（智珉弟弟）、崔寅自（智珉媽媽）                                                                                              |
| 361         | 2023年9月17日  | |                    | 林元熙      | 李尚敏、金鍾旼、卓在勳 |
| 361         | 2023年9月17日  | | 林英雄             | 金承洙      | 李尚敏、金鍾旼 |
| 361         | 2023年9月17日  | |                    | 林元熙      | 李尚敏、金鍾旼、卓在勳 |
|             | 2023年9月24日  | |                    |             | |
|             |                | | 杭州亞運會停播兩周 |             | |
|             |                | |                    |             | |
|             | 2023年10月1日  | |                    |             | |
|             |                | | 杭州亞運會停播兩周 |             | |
|             |                | |                    |             | |
| 362         | 2023年10月8日  | |                    | 林元熙      | 李尚敏、金鍾旼、卓在勳 |
| 362         | 2023年10月8日  | | 林英雄             | 金俊昊      | 許卿煥、李連福、金智珉 |
| 362         | 2023年10月8日  | |                    | 金鍾旼      | 丹尼·安、金烔完、Brian、李智賢、吳勝恩、蔡妍                                                                                                |
| 363         | 2023年10月15日 | |                    | 李尚敏      | 金鍾國、全媛珠、鮮于龍女 |
| 363         | 2023年10月15日 | | 姜河那             | 金鍾旼      | 許卿煥、金建宇、金道勳館長、崔振勳選手 |
| 363         | 2023年10月15日 | |                    | 金鍾旼      | 李尚敏、林元熙 |
| 364         | 2023年10月22日 | |                    | 金希澈      | 金鍾國、許卿煥、卓在勳、崔振赫 |
| 364         | 2023年10月22日 | | 黃正音             | 李尚敏      | 金鍾國、全媛珠、鮮于龍女 |
| 364         | 2023年10月22日 | |                    | 金鍾旼      | 林元熙、崔振赫 |
| 365         | 2023年10月29日 | |                    | 李東健      | 兩位製作組PD |
| 365         | 2023年10月29日 | 今集開始加入徐英男（李東健 母親） | 朴河宣             | 李尚敏      | 金鍾國、許卿煥、卓在勳、崔振赫、林元熙、金希澈、金鍾旼、DinDin、金俊昊、Muzie                                                               |
| 365         | 2023年10月29日 | | 今集只得兩段       |             | |
| 366         | 2023年11月5日  | |                    | 李東健      | 徐英男（李東健母親） |
| 366         | 2023年11月5日  | | Tablo              | 李尚敏      | 金俊昊、金甫城 夫婦 |
| 366         | 2023年11月5日  | |                    | 金鍾國      | 金建宇、鄭讚成 |
| 367         | 2023年11月12日 | |                    | 韓惠珍      | 有貞（造型師） |
| 367         | 2023年11月12日 | 今集有尹智英（韓惠珍母親），無李東健母親 | 李施彥             | 金承洙      | 金鍾旼、崔恩淑（金承洙母親） |
| 367         | 2023年11月12日 | | 今集只得兩段       |             | |
| 368         | 2023年11月19日 | |                    | 李東健      | 金知碩 |
| 368         | 2023年11月19日 | 今集6位媽媽 | 金光奎             | 禹相赫      | 千宗原、全雄太、金道均教練 |
| 368         | 2023年11月19日 | |                    | 林元熙      | 李尚敏、鄭石勇 |
| 369         | 2023年11月26日 | |                    | 金承洙      | 崔恩淑（金承洙母親） |
| 369         | 2023年11月26日 | 今集有崔恩淑（金承洙母親），有李東健母親，有鍾國媽、有希澈媽、有卿煥媽、有Tony媽、無DinDin媽、無尹智英（韓惠珍母親）                              | 李英愛             | 李東健      | 李尚敏、金俊昊 |
| 369         | 2023年11月26日 | | 今集只得兩段       |             | |
| 370         | 2023年12月3日  | |                    | 韓惠珍      | 尹智英（韓惠珍母親） |
| 370         | 2023年12月3日  | 今集有鍾國媽、希澈媽、卿煥媽、東健媽、DinDin媽、Tony媽                                                                                            | 金海淑             | 林元熙      | 宋歌人、金鍾國、金希澈 |
| 370         | 2023年12月3日  | |                    | 李東健      | 徐英男（李東健母親） |
| 371         | 2023年12月10日 | |                    | 李東健      | 李路兒（李東健女兒） |
| 371         | 2023年12月10日 | 今集有鍾國媽、希澈媽、卿煥媽、東健媽、DinDin媽 | 金娜憐             | 李尚敏      | 金俊昊 |
| 371         | 2023年12月10日 | | 今集只得兩段       |             | |
| 372         | 2023年12月17日 | |                    | 韓惠珍      | 李賢伊、陳貞善、池賢貞 |
| 372         | 2023年12月17日 | 今集有鍾國媽、希澈媽、卿煥媽、東健媽、DinDin媽、惠珍媽                                                                                            | 金智恩             | 金俊昊      | 金鍾旼、張東民、洪榛浩 |
| 372         | 2023年12月17日 | |                    | 金鍾國      | Patricia、Jonathan |
| 373         | 2023年12月24日 | |                    | 李尚敏      | 卓在勳 |
| 373         | 2023年12月24日 | 今集有 鍾國媽、希澈媽、惠珍媽、東健媽、DinDin媽、Tony媽                                                                                           | 韓惠軫             | 李東健      | 精神醫學科醫生 |
| 373         | 2023年12月24日 | 韓惠珍 |                    |             | |
| 374         | 2023年12月31日 | |                    | 李尚敏      | 白佳、徐南勇 |
| 374         | 2023年12月31日 | 今集有 鍾國媽、希澈媽、惠珍媽、東健媽、DinDin媽、Tony媽                                                                                           | 韓惠軫             | 韓惠珍      | 尹智英（韓惠珍母親） |
| 374         | 2023年12月31日 | |                    | 崔始源      | 金俊昊、金希澈、林元熙 |

### 2024年
| 2024年節目列表 | 2024年節目列表 | 2024年節目列表                                                         | 2024年節目列表         | 2024年節目列表       | 2024年節目列表                                                                                                 |
| 集數           | 播出日期       | 演播室                                                                 | 演播室                 | 觀察影片             | 觀察影片 |
| 集數           | 播出日期       | 固定成員                                                               | 特別MC                 | 熊孩子               | 特別出演 |
| -------------- | -------------- | ---------------------------------------------------------------------- | ---------------------- | -------------------- | --- |
| 375            | 2024年1月7日   | 今集有 鍾國媽、希澈媽、卿煥媽、東健媽、DinDin媽、承洙媽                |                        | 金承洙               | 李尚敏、泌尿科醫生                                                                                             |
| 375            | 2024年1月7日   | 今集有 鍾國媽、希澈媽、卿煥媽、東健媽、DinDin媽、承洙媽                | 河智苑                 | 卓在勳               | 金鍾國、許卿煥、林元熙、金希澈、金鍾旼、DinDin、金俊昊、李尚敏、李東健、金建宇、申東燁、 徐章焄                |
| 375            | 2024年1月7日   | 今集有 鍾國媽、希澈媽、卿煥媽、東健媽、DinDin媽、承洙媽                | 今集只得兩段           |                      | |
| 376            | 2024年1月14日  | 今集有鍾國媽、希澈媽、卿煥媽、東健媽、DinDin媽、Tony媽                 |                        | 金希澈               | 殷志源 |
| 376            | 2024年1月14日  | 今集有鍾國媽、希澈媽、卿煥媽、東健媽、DinDin媽、Tony媽                 | 河智苑                 | 金鍾國               | 馬善浩、澳洲泰山                                                                                               |
| 376            | 2024年1月14日  | 今集有鍾國媽、希澈媽、卿煥媽、東健媽、DinDin媽、Tony媽                 |                        | 李東健               | 金俊昊、算命師                                                                                                 |
| 377            | 2024年1月21日  | 今集有鍾國媽、希澈媽、卿煥媽、東健媽、承洙媽、Tony媽                   |                        | 金俊昊               | 許卿煥、崔寅自（金智珉媽媽）、五位崔寅自朋友                                                                   |
| 377            | 2024年1月21日  | 今集有鍾國媽、希澈媽、卿煥媽、東健媽、承洙媽、Tony媽                   | 羅美蘭                 | 李東健               | 李守宰（李東健父親）                                                                                           |
| 377            | 2024年1月21日  | 今集有鍾國媽、希澈媽、卿煥媽、東健媽、承洙媽、Tony媽                   | 今集只得兩段           |                      | |
| 378            | 2024年1月28日  |                                                                        |                        | 金承洙               | 朴呼山、理事、宣傳組長、經理人組、代表、王嬪娜、金昭誾、金智安、梁大赫、11位後輩                               |
| 378            | 2024年1月28日  | 今集有鍾國媽、希澈媽、卿煥媽、東健媽、承洙媽、Tony媽                   | 金浩仲                 | 李尚敏               | 金俊昊、卓在勳、姜富子                                                                                         |
| 378            | 2024年1月28日  |                                                                        |                        | 李東健               | 李守宰（李東健父親）                                                                                           |
| 379            | 2024年2月4日   |                                                                        |                        | 金承洙               | |
| 379            | 2024年2月4日   | 今集有鍾國媽、希澈媽、卿煥媽、東健媽、承洙媽、Tony媽                   | 安普賢                 | 許卿煥               | 吳貞泰白雅英夫婦、韓志敏（相親對象）                                                                           |
| 379            | 2024年2月4日   |                                                                        | 今集只得兩段           |                      | |
| 380            | 2024年2月11日  |                                                                        |                        | 金承洙               | 李尚敏 |
| 380            | 2024年2月11日  | 今集有鍾國媽、希澈媽、卿煥媽、東健媽、承洙媽、Tony媽                   | 金廷恩                 | 李東健               | 朴光宰 、成赫                                                                                                  |
| 380            | 2024年2月11日  |                                                                        |                        | 羅善旭               | 羅東旭（羅善旭哥哥）                                                                                           |
| 381            | 2024年2月18日  |                                                                        |                        | 金承洙               | 崔恩淑（金承洙母親）、崔昌淑（金承洙大姨）、崔明淑（金承洙小姨）                                               |
| 381            | 2024年2月18日  | 今集有鍾國媽、希澈媽、卿煥媽、東健媽、承洙媽、Tony媽                   | 李伊庚                 | 李尚敏               | 金希澈、BamBam                                                                                                 |
| 381            | 2024年2月18日  |                                                                        |                        | 許卿煥               | 金鍾國、金鍾旼、造鞋師傅                                                                                       |
| 382            | 2024年2月25日  |                                                                        |                        | 林玄植               | 金俊昊、林元熙                                                                                                 |
| 382            | 2024年2月25日  | 今集有鍾國媽、希澈媽、卿煥媽、東健媽、承洙媽、Tony媽                   | 池承炫                 | 林元熙               | 卓在勳、 芮智媛                                                                                                |
| 382            | 2024年2月25日  |                                                                        |                        | 李東健               | 朴光宰、玄周燁                                                                                                 |
| 383            | 2024年3月3日   |                                                                        |                        | 金浩仲               | 骨科醫生 |
| 383            | 2024年3月3日   | 今集有鍾國媽、希澈媽、卿煥媽、東健媽、惠珍媽、Tony媽                   | 宋海娜                 | 金希澈               | 李洪基、 張根碩                                                                                                |
| 383            | 2024年3月3日   |                                                                        |                        | 韓惠珍               | 林元熙、李尚敏、金俊昊、車瑞琳、朴世羅                                                                         |
| 384            | 2024年3月10日  |                                                                        |                        | 金承洙               | 梁靜雅 |
| 384            | 2024年3月10日  | 今集有鍾國媽、希澈媽、卿煥媽、東健媽、惠珍媽、Tony媽                   | 金材昱                 | 金俊昊               | 張東民、趙惠蓮                                                                                                 |
| 384            | 2024年3月10日  |                                                                        |                        | 許卿煥               | 林元熙、李尚敏、金承洙                                                                                         |
| 385            | 2024年3月17日  |                                                                        |                        | 韓惠珍               | 品牌代理 |
| 385            | 2024年3月17日  | 今集有鍾國媽、希澈媽、卿煥媽、承洙媽、惠珍媽、Tony媽                   | 周元                   | 許卿煥               | 韓志敏醫生（相親對象）                                                                                         |
| 385            | 2024年3月17日  |                                                                        | 今集只得兩段           |                      | |
| 386            | 2024年3月24日  |                                                                        |                        | 金承洙               | 朴正哲鄭宥蘭夫婦、JunJin劉伊書夫婦                                                                             |
| 386            | 2024年3月24日  | 今集有鍾國媽、希澈媽、卿煥媽、承洙媽、惠珍媽、Tony媽                   | 金南珠                 | 韓惠珍               | 金勝厚、白俊榮（兩位模特兒）                                                                                   |
| 386            | 2024年3月24日  |                                                                        |                        | 殷志源               | 沈元（經紀人）                                                                                                 |
| 387            | 2024年3月31日  |                                                                        |                        | 林玄植               | 金俊昊、林元熙、李玉珍（Tony 媽）                                                                              |
| 387            | 2024年3月31日  | 今集有鍾國媽、希澈媽、卿煥媽、東健媽、惠珍媽、Tony媽                   | 崔秀宗                 | 韓惠珍               | 李施彥、尹智英（惠珍媽）                                                                                       |
| 387            | 2024年3月31日  |                                                                        |                        | 殷志源               | 李尚敏、金希澈                                                                                                 |
| 388            | 2024年4月7日   |                                                                        |                        | 崔振赫               | 朴美子（崔振赫母親）                                                                                           |
| 388            | 2024年4月7日   | 今集有鍾國媽、希澈媽、卿煥媽、東健媽、承洙媽、Tony媽                   | 崔秀宗                 | 金承洙               | 食品公司員工                                                                                                   |
| 388            | 2024年4月7日   |                                                                        |                        | 李尚敏               | 債權人 |
| 389            | 2024年4月14日  |                                                                        |                        | 金承洙               | 李尚敏 |
| 389            | 2024年4月14日  | 今集有鍾國媽、希澈媽、卿煥媽、東健媽、承洙媽、Tony媽                   | 李準                   | 李尚敏               | 朴英奎、金俊昊                                                                                                 |
| 389            | 2024年4月14日  |                                                                        |                        | 林元熙               | 鄭石勇 |
| 390            | 2024年4月21日  |                                                                        |                        | 金承洙               | 李尚敏 |
| 390            | 2024年4月21日  | 今集有鍾國媽、希澈媽、卿煥媽、東健媽、承洙媽、Tony媽                   | Boom                   | 殷志源               | 李壽根 |
| 390            | 2024年4月21日  |                                                                        |                        | 卓在勳               | 金鍾國、金俊昊                                                                                                 |
| 391            | 2024年4月28日  |                                                                        |                        | 金希澈               | 張根碩、命相師                                                                                                 |
| 391            | 2024年4月28日  | 今集有鍾國媽、希澈媽、惠珍媽、東健媽、承洙媽、Tony媽                   | 李燦元                 | 金承洙               | 李尚敏 |
| 391            | 2024年4月28日  |                                                                        |                        | 李尚敏               | 金俊昊、金炳五                                                                                                 |
| 392            | 2024年5月5日   |                                                                        |                        | 金承洙               | 梁靜雅、 孫志昌 吳娟受夫婦                                                                                     |
| 392            | 2024年5月5日   | 今集有鍾國媽、希澈媽、振赫媽、東健媽、承洙媽、Tony媽                   | 姜珠恩                 | 崔振赫               | 李尚敏 |
| 392            | 2024年5月5日   |                                                                        | 今集只得兩段           |                      | |
| 393            | 2024年5月12日  |                                                                        |                        | 金承洙               | 小不點（機械人）                                                                                               |
| 393            | 2024年5月12日  | 今集有鍾國媽、希澈媽、卿煥媽、東健媽、承洙媽、惠珍媽                   | 朴正炫                 | 李東健               | 尹多勳 |
| 393            | 2024年5月12日  |                                                                        |                        | 韓惠珍               | 尹智英（惠珍媽）                                                                                               |
| 394            | 2024年5月19日  |                                                                        |                        | 金希澈               | 殷志源、金鍾旼                                                                                                 |
| 394            | 2024年5月19日  | 今集有鍾國媽、希澈媽、卿煥媽、東健媽、振赫媽、Tony 媽                  | 李奎炯                 | 李東健               | 金俊昊、劉正洙                                                                                                 |
| 394            | 2024年5月19日  |                                                                        |                        | 崔振赫               | 朴美子（崔振赫母親）                                                                                           |
| 395            | 2024年5月26日  |                                                                        |                        |                      | |
| 395            | 2024年5月26日  | 今集有鍾國媽、希澈媽、卿煥媽、東健媽                                   | 李承哲                 | 金鍾國               | 金希澈、許卿煥、李東健、許宗德（許聊煥父親）、金忠秀（金鍾國父親）、李守宰（李東健父親）、金文基（金希澈父親） |
| 395            | 2024年5月26日  |                                                                        | 今集只得一段           |                      | |
| 396            | 2024年6月2日   |                                                                        |                        | 金鍾國               | 金希澈、許卿煥、李東健、許宗德（許聊煥父親）、金忠秀（金鍾國父親）、李守宰（李東健父親）、金文基（金希澈父親） |
| 396            | 2024年6月2日   | 今集有鍾國媽、希澈媽、卿煥媽、東健媽                                   | 宋承憲                 | 李尚敏               | 林元熙、鄭石勇                                                                                                 |
| 396            | 2024年6月2日   |                                                                        | 今集只得兩段           |                      | |
| 397            | 2024年6月9日   |                                                                        |                        | 裴晟載               | 鄭叡仁 |
| 397            | 2024年6月9日   | 今集有鍾國媽、希澈媽、卿煥媽、東健媽、振赫媽、Tony 媽                  | 安英美                 | 崔振赫               | 金鍾國、李尚敏                                                                                                 |
| 397            | 2024年6月9日   |                                                                        |                        |                      | |
| 398            | 2024年6月16日  |                                                                        |                        | 裴晟載               | 耳鼻喉科醫生                                                                                                   |
| 398            | 2024年6月16日  | 今集有鍾國媽、希澈媽、卿煥媽、東健媽、承洙媽、Tony 媽                  | 權律                   | 金承洙               | 李相燁、 朴根瀅                                                                                                |
| 398            | 2024年6月16日  |                                                                        |                        | 李尚敏               | 舅父、舅母、表哥、表姐                                                                                         |
| 399            | 2024年6月23日  |                                                                        |                        | 金承洙               | 孫志昌 |
| 399            | 2024年6月23日  | 今集有鍾國媽、希澈媽、卿煥媽、東健媽、承洙媽、Tony 媽                  | 吳娟受                 | 尹聖鎬 （NEW進大師） | 容仁大師、度日大師、五心大師                                                                                   |
| 399            | 2024年6月23日  |                                                                        |                        | 李尚敏               | 金鍾國、李東健                                                                                                 |
| 400            | 2024年6月30日  |                                                                        |                        | 金承洙               | 金俊昊 |
| 400            | 2024年6月30日  | 今集有鍾國媽、希澈媽、卿煥媽、東健媽、承洙媽、Tony 媽                  | 張娜拉                 | 林元熙               | 金鍾國、李尚敏、鮮於龍女、安文淑                                                                               |
| 400            | 2024年6月30日  |                                                                        |                        | 李尚敏               | 金俊昊 |
| 401            | 2024年7月7日   |                                                                        |                        | 金承洙               | 梁靜雅、柳瑞真、俞泰雄、朴亨俊                                                                                 |
| 401            | 2024年7月7日   | 今集有鍾國媽、希澈媽、卿煥媽、東健媽、承洙媽、Tony 媽                  | 崔化精                 | 裴晟載               | 兩位男同事 |
| 401            | 2024年7月7日   |                                                                        |                        | 李尚敏               | 小百合、Zen |
| 402            | 2024年7月14日  |                                                                        |                        | 李東健               | 李尚敏、頭髮護理醫生                                                                                           |
| 402            | 2024年7月14日  | 今集有鍾國媽、希澈媽、卿煥媽、東健媽、惠珍媽、Tony 媽                  | 陳成                   | 魯敏宇               | I'll(魯敏宇弟弟）                                                                                              |
| 402            | 2024年7月14日  |                                                                        |                        | 韓惠珍               | Pung Ja |
| 403            | 2024年7月21日  |                                                                        |                        | 金承洙               | 金希澈、許卿煥                                                                                                 |
| 403            | 2024年7月21日  | 今集有鍾國媽、希澈媽、卿煥媽、東健媽、承洙媽、Tony 媽                  | 南珍                   | 李東健               | 具本承 |
| 403            | 2024年7月21日  |                                                                        |                        | 裴晟載               | 朴文星 |
|                | 2024年7月28日  |                                                                        |                        |                      | 巴黎奧運會 |
|                | 2024年8月4日   |                                                                        |                        |                      | 巴黎奧運會 |
| 404            | 2024年8月11日  |                                                                        |                        | 金希澈               | 李東健、金鍾國、殷志源                                                                                         |
| 404            | 2024年8月11日  | 今集有鍾國媽、希澈媽、卿煥媽、東健媽、承洙媽、Tony 媽                  | 南珍                   | 金日宇               | 李尚敏、金承洙                                                                                                 |
| 404            | 2024年8月11日  |                                                                        |                        | MC Gree              | 許卿煥、林元熙                                                                                                 |
| 405            | 2024年8月18日  |                                                                        |                        | 金承洙               | 梁靜雅、承洙媽媽                                                                                               |
| 405            | 2024年8月18日  | 今集有鍾國媽、希澈媽、卿煥媽、東健媽、承洙媽、Tony 媽                  | 金榮澈                 | 金建宇               | 金希澈、許卿煥、卓在勳                                                                                         |
| 405            | 2024年8月18日  |                                                                        | 今集只得兩段           |                      | |
| 406            | 2024年8月25日  |                                                                        |                        | 裴正楠               | 貝爾（正楠愛犬），護理中心代表                                                                                 |
| 406            | 2024年8月25日  | 今集有鍾國媽、希澈媽、卿煥媽、東健媽、承洙媽、Tony 媽                  | 尹鍾信                 | 裴晟載               | 朴智星金玟志夫婦                                                                                               |
| 406            | 2024年8月25日  |                                                                        |                        | 林元熙               | 金承洙、小不點                                                                                                 |
| 407            | 2024年9月1日   |                                                                        |                        | 崔振赫               | 夢實（振赫愛犬）、獸醫、殯儀代理                                                                               |
| 407            | 2024年9月1日   | 今集有鍾國媽、希澈媽、卿煥媽、東健媽、承洙媽、振赫媽                   | 尹世雅                 | 金承洙               | 金希澈、殷志源、命理師                                                                                         |
| 407            | 2024年9月1日   |                                                                        |                        | 李東健               | 韓成豪 |
| 408            | 2024年9月8日   |                                                                        |                        | 李尚敏               | 金承洙 |
| 408            | 2024年9月8日   | 今集有鍾國媽、希澈媽、卿煥媽、東健媽、承洙媽、惠珍媽                   | 池珍熙                 | 韓惠珍               | 李施彥 |
| 408            | 2024年9月8日   |                                                                        |                        | 林元熙               | 李尚敏、安文淑                                                                                                 |
| 409            | 2024年9月15日  |                                                                        |                        | 鄭英珠               | 崔振赫、鄭政勳與徐真淑（鄭英珠父母親）                                                                         |
| 409            | 2024年9月15日  | 今集有鍾國媽、希澈媽、振赫媽、惠珍媽、英珠媽（徐真淑）、Tony 媽        | 裴宗玉                 | 李尚敏               | 金俊昊、洪瑞範趙甲景夫婦                                                                                       |
| 409            | 2024年9月15日  |                                                                        |                        | 韓惠珍               | 孫銀英（Vogue編輯）、裴正楠、李尚敏、 徐章焄、尹智英（惠珍媽）                                                 |
| 410            | 2024年9月22日  |                                                                        |                        | 李龍大               | 李慶根、李愛慈（龍大媽）、三位羽毛球選手）                                                                     |
| 410            | 2024年9月22日  | 今集有鍾國媽、希澈媽、振赫媽、龍大媽（李愛慈）、Tony 媽                | 金正蘭                 | 崔振赫               | 李尚敏、鄭石勇、 裴海善                                                                                        |
| 410            | 2024年9月22日  |                                                                        |                        | 殷志源               | 李施彥、 徐仁國                                                                                                |
| 411            | 2024年9月29日  |                                                                        |                        | 鄭英珠               | 林玄植、崔振赫、李建柱                                                                                         |
| 411            | 2024年9月29日  | 今集有鍾國媽、希澈媽、振赫媽、英珠媽、承洙媽、Tony 媽                  | 宋一國                 | 李尚敏               | 金承洙、李本                                                                                                   |
| 411            | 2024年9月29日  |                                                                        | 今集只得兩段           |                      | |
| 412            | 2024年10月6日  |                                                                        |                        | 金承洙               | 吳昶錫、李在煌                                                                                                 |
| 412            | 2024年10月6日  | 今集有鍾國媽、希澈媽、卿煥媽、東健、承洙媽、Tony 媽                    | 金正賢                 | 李尚敏               | Rhymer(金世晃）                                                                                                |
| 412            | 2024年10月6日  |                                                                        |                        | 裴正楠               | 貝爾（正楠愛犬）、 卞約漢、福子（ 卞約漢愛犬）                                                                 |
| 413            | 2024年10月13日 |                                                                        |                        | 林元熙               | 崔振赫、金鍾旼、全翰吉講師                                                                                     |
| 413            | 2024年10月13日 | 今集有鍾國媽、希澈媽、振赫媽、東健媽、英珠媽、龍大媽                   | 張伸瑛                 | 鄭英珠               | 鄭政勳與徐真淑（鄭英珠父母親）、鄭家河與太太（鄭英珠弟弟及弟婦）                                               |
| 413            | 2024年10月13日 |                                                                        |                        | 李龍大               | 裴晟載 |
| 414            | 2024年10月20日 |                                                                        |                        | 金鍾國               | 金俊昊、金希澈                                                                                                 |
| 414            | 2024年10月20日 | 今集有鍾國媽、希澈媽、卿煥媽、東健媽、惠珍媽、 金榮澈 媽媽（李福子）   | 仁順伊                 | 韓惠珍               | Jennifer（英語導師）                                                                                           |
| 414            | 2024年10月20日 |                                                                        |                        | 金榮澈               | 金愛淑（榮澈姐姐）、 皇甫惠貞                                                                                  |
| 415            | 2024年10月27日 |                                                                        |                        |                      | |
| 415            | 2024年10月27日 | 今集有鍾國媽、希澈媽、卿煥媽、東健媽、承洙媽、Tony 媽                  | Young Tak              | 林元熙               | 金承洙、安文淑、梁靜雅                                                                                         |
| 415            | 2024年10月27日 |                                                                        | 今集只得一段           |                      | |
| 416            | 2024年11月3日  |                                                                        |                        | 林元熙               | 金承洙、安文淑、梁靜雅                                                                                         |
| 416            | 2024年11月3日  | 今集有鍾國媽、希澈媽、卿煥媽、東健媽、承洙媽、振赫媽                   | 金世正                 | 崔振赫               | 金鍾旼、殷志源、 池一株                                                                                        |
| 416            | 2024年11月3日  |                                                                        | 今集只得兩段           |                      | |
| 417            | 2024年11月10日 |                                                                        |                        |                      | |
| 417            | 2024年11月10日 | 金忠秀（鍾國爸）、金文基（希澈爸）、許宗德（卿煥爸）、李守宰（東健爸） | 宋歌人                 | 金鍾國               | 金希澈、李東健、許卿煥、鍾國媽、希澈媽、東健媽、卿煥媽                                                         |
| 417            | 2024年11月10日 |                                                                        | 今集只得一段           |                      | |
| 418            | 2024年11月17日 | 金忠秀（鍾國爸）、金文基（希澈爸）、許宗德（卿煥爸）、李守宰（東健爸） |                        | 金鍾國               | 金希澈、李東健、許卿煥、鍾國媽、希澈媽、東健媽、卿煥媽                                                         |
| 418            | 2024年11月17日 |                                                                        | 金蓮子                 | 金希澈               | 金承洙、 金正民                                                                                                |
| 418            | 2024年11月17日 |                                                                        | 今集只得兩段           |                      | |
| 419            | 2024年11月24日 |                                                                        |                        | 金俊昊               | 李東健、李龍大、金美玲廚師、李美英廚師、趙瑞亨廚師                                                             |
| 419            | 2024年11月24日 | 今集有鍾國媽、希澈媽、龍大媽、東健媽、振赫媽                           | 魏化儁                 | 裴正楠               | 李天熙、 全惠璡                                                                                                |
| 419            | 2024年11月24日 |                                                                        |                        | 崔振赫               | 振赫媽、 Aiki                                                                                                  |
| 420            | 2024年12月1日  |                                                                        |                        | 金承洙               | 許卿煥、朴商熙（心理諮詢專業教授）                                                                             |
| 420            | 2024年12月1日  | 今集有鍾國媽、希澈媽、卿煥媽、承洙媽、龍大媽、東健媽                   | 珉豪                   | 李龍大               | 裴晟載、 吳尚旭                                                                                                |
| 420            | 2024年12月1日  |                                                                        |                        | 李尚敏               | 裴正楠、李東健                                                                                                 |
| 421            | 2024年12月8日  |                                                                        |                        | 金希澈               | 李尚敏、 千正明                                                                                                |
| 421            | 2024年12月8日  | 今集有鍾國媽、希澈媽、卿煥媽、龍大媽、東健媽                           | 金宰永                 | 李龍大               | 張聖圭 |
| 421            | 2024年12月8日  |                                                                        |                        | 李尚敏               | 許卿煥、裴正楠、 呂敬來、 朴恩影                                                                               |
| 422            | 2024年12月15日 |                                                                        |                        |                      | |
| 422            | 2024年12月15日 | 今集有鍾國媽、希澈媽、卿煥媽、承洙媽、東健媽                           | 吳允兒                 | 金承洙               | 孫志昌、梁靜雅                                                                                                 |
| 422            | 2024年12月15日 |                                                                        | 今集只得一段           |                      | |
| 423            | 2024年12月22日 |                                                                        |                        | 金俊昊               | 李尚敏、金智珉                                                                                                 |
| 423            | 2024年12月22日 | 今集有鍾國媽、希澈媽、卿煥媽、振赫媽、崔寅自（金智珉媽媽）             | 李賢伊                 | 崔振赫               | 振赫媽 |
| 423            | 2024年12月22日 |                                                                        | 今集只得兩段           |                      | |
|                | 2024年12月29日 |                                                                        |                        |                      | |
|                |                |                                                                        | 濟州航空失事，停播一集 |                      | |
|                |                |                                                                        |                        |                      | |
|                |                |                                                                        |                        |                      | |

### 2025年
| 2025年節目列表 | 2025年節目列表 | 2025年節目列表                                           | 2025年節目列表 | 2025年節目列表 | 2025年節目列表                                                       |
| 集數           | 播出日期       | 演播室                                                   | 演播室         | 觀察影片       | 觀察影片                                                             |
| 集數           | 播出日期       | 固定成員                                                 | 特別MC         | 熊孩子         | 特別出演                                                             |
| -------------- | -------------- | -------------------------------------------------------- | -------------- | -------------- | -------------------------------------------------------------------- |
| 424            | 2025年1月5日   |                                                          |                | 崔振赫         | 振赫媽                                                               |
| 424            | 2025年1月5日   | 今集有鍾國媽、希澈媽、振赫媽、英珠媽                     | 申成祿         | 鄭英珠         | 鄭石勇、英珠父母                                                     |
| 424            | 2025年1月5日   |                                                          | 今集只得兩段   |                |                                                                      |
| 425            | 2025年1月12日  |                                                          |                | 金希澈         | 金鍾旼                                                               |
| 425            | 2025年1月12日  | 今集有鍾國媽、希澈媽、承洙媽、東健媽、Tony 媽            | 陳泰賢         | 金承洙         | 李尚敏、李東健                                                       |
| 425            | 2025年1月12日  |                                                          | 今集只得兩段   |                |                                                                      |
| 426            | 2025年1月19日  |                                                          |                | 林玄植         | 林元熙、鄭石勇、李建柱                                               |
| 426            | 2025年1月19日  | 今集有鍾國媽、希澈媽、龍大媽、智珉媽、Tony 媽            | 鄭俊鎬         | 李龍大         | 金俊昊                                                               |
| 426            | 2025年1月19日  |                                                          |                | 李尚敏         | 醫生                                                                 |
| 427            | 2025年1月25日  | 今集有鍾國媽、希澈媽、卿煥媽、振赫媽、智珉媽             | 嚴志媛         | 金鍾旼         | 金鍾國、許卿煥、林元熙、金希澈、李尚敏、金俊昊、崔振赫、卓在勳       |
| 427            | 2025年1月25日  |                                                          | 今集只得一段   |                |                                                                      |
| 428            | 2025年2月2日   |                                                          |                | 李東健         | 徐英男、李守宰（李東健父母）                                         |
| 428            | 2025年2月2日   | 今集有希澈媽、卿煥媽、承洙媽、東健媽                     | 高雅羅         | 李尚敏         | Lucky、Fabien、Joseph                                                |
| 428            | 2025年2月2日   |                                                          | 今集只得兩段   |                |                                                                      |
| 429            | 2025年2月9日   |                                                          |                | 李尚敏         | 金鍾旼、裴正楠、宋海娜、安正燁（刑警電訊詐騙專家）                   |
| 429            | 2025年2月9日   | 今集有希澈媽、卿煥媽、承洙媽、東健媽、英珠媽             | 金峻鉉         | 鄭英珠         | 英珠父母                                                             |
| 429            | 2025年2月9日   |                                                          |                | 李尚敏         | 許卿煥、林元熙、李東健、崔振赫、卓在勳、金承洙                       |
| 430            | 2025年2月16日  |                                                          |                | 金俊昊         | 金鍾國、金承洙                                                       |
| 430            | 2025年2月16日  | 今集有希澈媽、卿煥媽、承洙媽、智珉媽、Tony媽             | 景收真         | 李尚敏         | 金承洙                                                               |
| 430            | 2025年2月16日  |                                                          | 今集只得兩段   |                |                                                                      |
| 431            | 2025年2月23日  |                                                          |                | 李鐘赫         | 林元熙、李尚敏、李俊秀                                               |
| 431            | 2025年2月23日  | 今集有希澈媽、卿煥媽、承洙媽、Tony媽                     | 尹敏洙         | Tony An        | 金希澈、李尚敏                                                       |
| 431            | 2025年2月23日  | 金承洙                                                   |                |                |                                                                      |
| 432            | 2025年3月2日   |                                                          |                | 金鍾旼         | 李尚敏、 梁埈赫、梁伊才（梁埈赫女兒）                                |
| 432            | 2025年3月2日   | 今集有希澈媽、振赫媽、智珉媽、承洙媽                     | 金玉彬         | 金俊昊         | 金鍾旼、金鍾國                                                       |
| 432            | 2025年3月2日   |                                                          |                | 李尚敏         | 卓在勳、洪慧傑（醫學專業記者）呂Esther夫婦                           |
| 433            | 2025年3月9日   |                                                          |                | 金俊昊         | 金鍾旼                                                               |
| 433            | 2025年3月9日   | 今集有希澈媽、振赫媽、智珉媽、承洙媽                     | 方成勛         | 金承洙         | 宋一國、林湖                                                         |
| 433            | 2025年3月9日   |                                                          | 今集只得兩段   |                |                                                                      |
| 434            | 2025年3月16日  |                                                          |                | 李尚敏         | 金俊昊、李龍大                                                       |
| 434            | 2025年3月16日  | 今集有希澈媽、卿煥媽、智珉媽、龍大媽、金淑愛（榮澈姐姐） | 柳真           | 林元熙         | 金鍾旼、鄭石勇                                                       |
| 434            | 2025年3月16日  |                                                          |                | 金榮澈         | 吳知憲、朴徽淳、吳貞泰                                               |
| 435            | 2025年3月23日  |                                                          |                | 李尚敏         | 金俊昊、李龍大                                                       |
| 435            | 2025年3月23日  | 今集有希澈媽、卿煥媽、智珉媽、龍大媽、承洙媽             | Gummy          | 金希澈         | 孫淡妃李奎爀夫婦                                                     |
| 435            | 2025年3月23日  |                                                          | 今集只得兩段   |                |                                                                      |
| 436            | 2025年3月30日  |                                                          |                | 金鍾旼         | 羅暎錫、金勝友、尹施允、鄭允浩                                       |
| 436            | 2025年3月30日  | 今集有希澈媽、智珉媽、承洙媽、東健媽、Tony媽             | 裴晟載         | 黃佳藍         | 徒弟、友人、佳藍媽媽                                                 |
| 436            | 2025年3月30日  |                                                          | 今集只得兩段   |                |                                                                      |
| 437            | 2025年4月6日   |                                                          |                | 林玄植         | 金俊昊、林元熙、Tony An、李玉珍(Tony媽)                              |
| 437            | 2025年4月6日   | 今集有希澈媽、智珉媽、承洙媽、東健媽、Tony媽             | 姜大聲         | 金俊昊         | 金美珍(俊昊妹妹)                                                     |
| 437            | 2025年4月6日   |                                                          |                | 金承洙         | 李元長                                                               |
| 438            | 2025年4月13日  |                                                          |                | 金榮澈         | 吳貞泰、李承恩(相親對象)                                             |
| 438            | 2025年4月13日  | 今集有希澈媽、振赫媽、英珠媽、金淑愛（榮澈姐姐）、東健媽 | 李枖原         | 崔振赫         | 金希澈、金鍾國、李東健                                               |
| 438            | 2025年4月13日  |                                                          |                | 鄭英珠         | 金妍靜（神經科醫生）、英珠父親                                       |
| 439            | 2025年4月20日  |                                                          |                | 金希澈         | 崔振赫、金俊昊、金應洙                                               |
| 439            | 2025年4月20日  | 今集有希澈媽、振赫媽、智珉媽、承洙媽、東健媽             | 池睿恩         | 裴正楠         | 貝爾（正楠愛犬）、寵物醫師                                           |
| 439            | 2025年4月20日  |                                                          |                | 金承洙         | 金鍾國、AI機器人                                                     |
| 440            | 2025年4月27日  |                                                          |                | 尹賢旻         | 母親、阿媽                                                           |
| 440            | 2025年4月27日  | 今集有希澈媽、卿換媽、振赫媽、智珉媽、楊美惠(尹賢旻母親) | 張根碩         | 全元珠         | 金俊昊、金鍾旼                                                       |
| 440            | 2025年4月27日  |                                                          | 今集只得兩段   |                |                                                                      |
| 441            | 2025年5月4日   |                                                          |                | Tony An        | Ring you(相親對象)                                                   |
| 441            | 2025年5月4日   | 今集有希澈媽、卿換媽、振赫媽、智珉媽、Tony媽             | 秋信守         | 卓在勳         | 李尚敏、金俊昊、金鍾旼、金希澈、崔振赫、許卿煥、吳貞泰               |
| 441            | 2025年5月4日   |                                                          | 今集只得兩段   |                |                                                                      |
| 442            | 2025年5月11日  |                                                          |                | 李洪基         | 李洪基母親、經紀人                                                   |
| 442            | 2025年5月11日  | 今集有希澈媽、卿換媽、東健媽、智珉媽、孔乘玉(李洪基母親) | 金志祜         | 李尚敏         | 金俊昊、徐章焄                                                       |
| 442            | 2025年5月11日  |                                                          | 今集只得兩段   |                |                                                                      |
| 443            | 2025年5月18日  |                                                          |                | 李東健         | 李尚敏、劉正洙、具本承                                               |
| 443            | 2025年5月18日  | 今集有希澈媽、卿換媽、智珉媽、東健媽                     | 李相燁         | 金俊昊         | 金星萊(智珉弟弟)、崔寅自(智珉母親)、智珉母親的朋友                   |
| 443            | 2025年5月18日  |                                                          | 今集只得兩段   |                |                                                                      |
| 444            | 2025年5月25日  |                                                          |                | 金俊昊         | 劉智泰、趙惠蓮、李敬實、李成美、李多海、SE7EN                        |
| 444            | 2025年5月25日  | 今集有希澈媽、卿換媽、智珉媽、承洙媽、英珠媽             | 許成泰         | 金承洙         | 許卿煥、林元熙、陸俊書                                               |
| 444            | 2025年5月25日  |                                                          | 今集只得兩段   |                |                                                                      |
| 445            | 2025年6月1日   |                                                          |                | 尹施允         |                                                                      |
| 445            | 2025年6月1日   | 今集有希澈媽、卿換媽、振赫媽、東健媽                     | 姜丹尼爾       | 林元熙         | 鄭石勇                                                               |
| 445            | 2025年6月1日   |                                                          | 今集只得兩段   |                |                                                                      |
| 446            | 2025年6月8日   |                                                          |                | 尹賢旻         | 崔振赫、李國主                                                       |
| 446            | 2025年6月8日   | 今集有希澈媽、卿換媽、智珉媽、振赫媽、承洙媽、賢旻媽     | 秋成勳         | 許卿煥         | 金俊昊、金承洙、許賢景(卿煥妹妹)、金美珍(俊昊妹妹)、金素英(承洙姊姊) |
| 446            | 2025年6月8日   |                                                          |                | 鄭英珠         | 英珠父母                                                             |
| 447            | 2025年6月15日  |                                                          |                |                |                                                                      |
| 447            | 2025年6月15日  |                                                          |                |                |                                                                      |
| 447            | 2025年6月15日  |                                                          |                |                |                                                                      |
| 448            | 2025年6月22日  |                                                          |                |                |                                                                      |
| 448            | 2025年6月22日  |                                                          |                |                |                                                                      |
| 448            | 2025年6月22日  |                                                          |                |                |                                                                      |
| 449            | 2025年6月29日  |                                                          |                |                |                                                                      |
| 449            | 2025年6月29日  |                                                          |                |                |                                                                      |
| 449            | 2025年6月29日  |                                                          |                |                |                                                                      |
| 450            | 2025年7月6日   |                                                          |                |                |                                                                      |
| 450            | 2025年7月6日   |                                                          |                |                |                                                                      |
| 450            | 2025年7月6日   |                                                          |                |                |                                                                      |
|                |                |                                                          |                |                |                                                                      |
|                |                |                                                          |                |                |                                                                      |
|                |                |                                                          |                |                |                                                                      |
|                |                |                                                          |                |                |                                                                      |
|                |                |                                                          |                |                |                                                                      |
|                |                |                                                          |                |                |                                                                      |
|                |                |                                                          |                |                |                                                                      |
|                |                |                                                          |                |                |                                                                      |
|                |                |                                                          |                |                |                                                                      |
|                |                |                                                          |                |                |                                                                      |
|                |                |                                                          |                |                |                                                                      |
|                |                |                                                          |                |                |                                                                      |
|                |                |                                                          |                |                |                                                                      |
|                |                |                                                          |                |                |                                                                      |
|                |                |                                                          |                |                |                                                                      |
|                |                |                                                          |                |                |                                                                      |
|                |                |                                                          |                |                |                                                                      |
|                |                |                                                          |                |                |                                                                      |
|                |                |                                                          |                |                |                                                                      |
|                |                |                                                          |                |                |                                                                      |
|                |                |                                                          |                |                |                                                                      |
|                |                |                                                          |                |                |                                                                      |
|                |                |                                                          |                |                |                                                                      |
|                |                |                                                          |                |                |                                                                      |

## 收視率
以下紀錄《我家的熊孩子》節目收視，紅色表示為該年度最高收視率，藍色則表示為該年度最低收視率。

### 2016年
| 集數 | 播放日期 | TNmS收視率 | TNmS收視率 | AGB收視率 | AGB收視率 |
| 集數 | 播放日期 | 全國       | 首都圈     | 全國      | 首都圈    |
| ---- | -------- | ---------- | ---------- | --------- | --------- |
| 1    | 8月26日  | 5.8%       | 6.8%       | 6.0%      | 8.4%      |
| 2    | 9月2日   | 7.2%       | 8.8%       | 7.2%      | 8.2%      |
| 3    | 9月9日   | 7.7%       | 9.6%       | 8.6%      | 9.7%      |
| 4    | 9月23日  | 8.2%       | 9.7%       | 10.2%     | 12.1%     |
| 5    | 9月30日  | 9.2%       | 10.6%      | 10.9%     | 12.7%     |
| 6    | 10月7日  | 9.4%       | 10.7%      | 10.8%     | 12.1%     |
| 7    | 10月14日 | 9.9%       | 12.1%      | 11.4%     | 13.4%     |
| 8    | 10月21日 | 9.2%       | 10.7%      | 10.3%     | 11.7%     |
| 9    | 10月28日 | 11.0%      | 12.3%      | 11.8%     | 13.5%     |
| 10   | 11月4日  | 9.8%       | 12.0%      | 10.0%     | 11.6%     |
| 11   | 11月11日 | 10.1%      | 11.2%      | 11.0%     | 12.8%     |
| 12   | 11月18日 | 11.4%      | 13.1%      | 10.6%     | 12.4%     |
| 13   | 11月25日 | 8.3%       | 10.2%      | 10.3%     | 12.0%     |
| 14   | 12月2日  | 9.3%       | 12.0%      | 9.7%      | 11.3%     |
| 15   | 12月9日  | 10.2%      | 12.3%      | 10.0%     | 11.2%     |
| 16   | 12月16日 | 8.9%       | 10.3%      | 9.8%      | 11.2%     |
| 17   | 12月23日 | 10.1%      | 11.4%      | 11.6%     | 13.0%     |
| 18   | 12月30日 | 8.0%       | 9.9%       | 9.3%      | 10.7%     |

### 2017年
| 2017年收視列表 | 2017年收視列表 | 2017年收視列表 | 2017年收視列表 | 2017年收視列表 | 2017年收視列表 | 2017年收視列表 |
| 集數           | 集數           | 播放日期       | TNmS收視率     | TNmS收視率     | AGB收視率      | AGB收視率      |
| 集數           | 集數           | 播放日期       | 全國           | 首都圈         | 全國           | 首都圈         |
| -------------- | -------------- | -------------- | -------------- | -------------- | -------------- | -------------- |
| 19             | 19             | 1月6日         | 10.2%          | 13.3%          | 11.9%          | 14.0%          |
| 20             | 20             | 1月 13日       | 10.3%          | 11.9%          | 12.0%          | 13.4%          |
| 21             | 21             | 1月20日        | 10.2%          | 11.6%          | 11.5%          | 12.5%          |
| 22             | 22             | 1月27日        | 7.6%           | 9.0%           | 8.0%           | 9.1%           |
| 23             | 23             | 2月3日         | 10.6%          | 13.7%          | 12.6%          | 14.3%          |
| 24             | 24             | 2月10日        | 12.7%          | 14.7%          | 15.0%          | 17.2%          |
| 25             | 25             | 2月17日        | 11.3%          | 14.5%          | 13.2%          | 15.1%          |
| 26             | 26             | 2月24日        | 10.9%          | 12.8%          | 13.2%          | 15.7%          |
| 27             | 27             | 3月3日         | 10.8%          | 12.9%          | 13.0%          | 15.0%          |
| 28             | 28             | 3月17日        | 9.8%           | 12.5%          | 10.7%          | 12.3%          |
| 29             | 29             | 3月24日        | 8.3%           | 9.5%           | 9.1%           | 10.3%          |
| 30             | 30             | 3月31日        | 8.3%           | 10.2%          | 8.8%           | 9.3%           |
| 31             | 31             | 4月7日         | 9.5%           | 10.3%          | 10.0%          | 11.4%          |
| 32             | 1部            | 4月16日        | 11.9%          | 15.1%          | 12.1%          | 13.3%          |
| 32             | 2部            | 4月16日        | 18.1%          | 21.6%          | 18.9%          | 20.3%          |
| 33             | 1部            | 4月23日        | 11.0%          | 12.9%          | 12.6%          | 13.5%          |
| 33             | 2部            | 4月23日        | 15.4%          | 19.8%          | 18.5%          | 20.3%          |
| 34             | 1部            | 4月30日        | 8.2%           | 9.7%           | 10.6%          | 11.6%          |
| 34             | 2部            | 4月30日        | 15.8%          | 19.2%          | 18.3%          | 20.0%          |
| 35             | 1部            | 5月7日         | 8.9%           | 10.9%          | 10.8%          | 12.7%          |
| 35             | 2部            | 5月7日         | 16.9%          | 20.2%          | 21.3%          | 24.7%          |
| 36             | 1部            | 5月14日        | 11.6%          | 13.6%          | 12.1%          | 13.8%          |
| 36             | 2部            | 5月14日        | 18.2%          | 21.2%          | 18.3%          | 19.6%          |
| 37             | 1部            | 5月21日        | 8.5%           | 11.1%          | 11.4%          | 12.2%          |
| 37             | 2部            | 5月21日        | 15.5%          | 18.1%          | 18.6%          | 19.7%          |
| 38             | 1部            | 5月28日        | 10.3%          | 12.1%          | 12.3%          | 14.5%          |
| 38             | 2部            | 5月28日        | 18.2%          | 21.2%          | 21.2%          | 23.1%          |
| 39             | 1部            | 6月4日         | 9.7%           | 11.9%          | 11.1%          | 12.4%          |
| 39             | 2部            | 6月4日         | 18.1%          | 20.9%          | 21.5%          | 23.6%          |
| 40             | 1部            | 6月11日        | 11.0%          | 12.4%          | 11.5%          | 12.5%          |
| 40             | 2部            | 6月11日        | 18.6%          | 21.0%          | 19.7%          | 20.9%          |
| 41             | 1部            | 6月18日        | 11.0%          | 13.5%          | 11.2%          | 12.8%          |
| 41             | 2部            | 6月18日        | 16.8%          | 20.2%          | 19.3%          | 21.8%          |
| 42             | 1部            | 6月25日        | 8.8%           | 10.5%          | 9.2%           | 10.1%          |
| 42             | 2部            | 6月25日        | 17.7%          | 20.1%          | 18.9%          | 20.5%          |
| 43             | 1部            | 7月2日         | 9.9%           | 12.0%          | 11.1%          | 12.3%          |
| 43             | 2部            | 7月2日         | 16.9%          | 18.9%          | 18.6%          | 20.6%          |
| 44             | 1部            | 7月9日         | 10.2%          | 11.4%          | 11.3%          | 12.4%          |
| 44             | 2部            | 7月9日         | 16.3%          | 17.6%          | 16.6%          | 17.7%          |
| 45             | 1部            | 7月16日        | 9.3%           | 10.7%          | 8.6%           | 9.5%           |
| 45             | 2部            | 7月16日        | 16.3%          | 18.9%          | 17.1%          | 18.6%          |
| 46             | 1部            | 7月23日        | 9.7%           | 11.4%          | 9.2%           | 10.6%          |
| 46             | 2部            | 7月23日        | 17.0%          | 20.0%          | 17.7%          | 19.7%          |
| 47             | 1部            | 7月30日        | 8.8%           | 9.5%           | 8.6%           | 9.3%           |
| 47             | 2部            | 7月30日        | 15.9%          | 17.3%          | 16.1%          | 17.6%          |
| 48             | 1部            | 8月6日         | 10.5%          | 11.9%          | 11.2%          | 12.3%          |
| 48             | 2部            | 8月6日         | 18.7%          | 19.9%          | 19.2%          | 20.7%          |
| 49             | 1部            | 8月13日        | 9.8%           | 10.5%          | 10.5%          | 11.6%          |
| 49             | 2部            | 8月13日        | 17.4%          | 18.8%          | 18.6%          | 20.5%          |
| 50             | 1部            | 8月20日        | 10.6%          | 12.7%          | 11.3%          | 12.5%          |
| 50             | 2部            | 8月20日        | 17.0%          | 19.4%          | 19.2%          | 21.6%          |
| 51             | 1部            | 8月27日        | 11.1%          | 12.5%          | 11.2%          | 12.3%          |
| 51             | 2部            | 8月27日        | 16.8%          | 18.6%          | 17.2%          | 18.8%          |
| 52             | 1部            | 9月3日         | 9.7%           | 10.7%          | 10.6%          | 11.3%          |
| 52             | 2部            | 9月3日         | 15.0%          | 16.9%          | 16.3%          | 17.7%          |
| 53             | 1部            | 9月10日        | 13.7%          | 14.9%          | 14.1%          | 15.3%          |
| 53             | 2部            | 9月10日        | 16.8%          | 18.2%          | 17.7%          | 19.1%          |
| 54             | 1部            | 9月17日        | 13.3%          | 15.1%          | 14.0%          | 15.2%          |
| 54             | 2部            | 9月17日        | 17.9%          | 21.3%          | 19.8%          | 21.2%          |
| 55             | 1部            | 9月24日        | 13.1%          | 15.1%          | 13.5%          | 14.9%          |
| 55             | 2部            | 9月24日        | 18.6%          | 21.2%          | 19.6%          | 21.3%          |
| 56             | 1部            | 10月1日        | 12.7%          | 14.4%          | 13.6%          | 15.2%          |
| 56             | 2部            | 10月1日        | 17.3%          | 19.4%          | 20.1%          | 22.4%          |
| 57             | 1部            | 10月8日        | 12.2%          | 13.8%          | 13.1%          | 14.1%          |
| 57             | 2部            | 10月8日        | 18.1%          | 19.5%          | 20.8%          | 22.4%          |
| 58             | 1部            | 10月15日       | 15.9%          | 18.0%          | 16.7%          | 18.5%          |
| 58             | 2部            | 10月15日       | 19.2%          | 21.6%          | 20.9%          | 22.4%          |
| 59             | 1部            | 10月22日       | 18.2%          | 19.5%          | 18.7%          | 20.0%          |
| 59             | 2部            | 10月22日       | 21.6%          | 23.1%          | 22.9%          | 24.4%          |
| 60             | 1部            | 10月29日       | 16.9%          | 17.9%          | 17.3%          | 19.3%          |
| 60             | 2部            | 10月29日       | 20.5%          | 22.5%          | 21.2%          | 23.4%          |
| 61             | 1部            | 11月5日        | 15.9%          | 17.3%          | 15.1%          | 17.1%          |
| 61             | 2部            | 11月5日        | 18.7%          | 20.4%          | 19.1%          | 21.8%          |
| 62             | 1部            | 11月12日       | 15.9%          | 18.0%          | 17.3%          | 19.0%          |
| 62             | 2部            | 11月12日       | 18.1%          | 21.0%          | 19.2%          | 20.9%          |
| 63             | 1部            | 11月19日       | 15.4%          | 16.3%          | 15.6%          | 17.1%          |
| 63             | 2部            | 11月19日       | 18.2%          | 20.1%          | 19.7%          | 22.0%          |
| 64             | 1部            | 11月26日       | 15.2%          | 17.3%          | 16.1%          | 18.2%          |
| 64             | 2部            | 11月26日       | 19.4%          | 21.7%          | 20.8%          | 22.9%          |
| 65             | 1部            | 12月3日        | 14.6%          | 15.1%          | 14.7%          | 16.6%          |
| 65             | 2部            | 12月3日        | 19.5%          | 20.7%          | 20.0%          | 22.5%          |
| 66             | 1部            | 12月10日       | 15.9%          | 16.9%          | 16.8%          | 18.7%          |
| 66             | 2部            | 12月10日       | 20.0%          | 21.4%          | 20.7%          | 22.2%          |
| 67             | 1部            | 12月17日       | 14.8%          | 16.6%          | 15.6%          | 16.8%          |
| 67             | 2部            | 12月17日       | 18.3%          | 20.2%          | 18.8%          | 20.0%          |
| 68             | 1部            | 12月24日       | 14.8%          | 15.9%          | 15.0%          | 15.9%          |
| 68             | 2部            | 12月24日       | 20.5%          | 20.7%          | 21.1%          | 22.5%          |

### 2018年
| 集數 | 集數 | 播放日期 | TNmS收視率 | TNmS收視率 | AGB收視率 | AGB收視率 |
| 集數 | 集數 | 播放日期 | 全國       | 首都圈     | 全國      | 首都圈    |
| ---- | ---- | -------- | ---------- | ---------- | --------- | --------- |
| 69   | 1部  | 1月7日   | 15.3%      | 17.0%      | 16.6%     | 18.3%     |
| 69   | 2部  | 1月7日   | 17.8%      | 20.2%      | 19.7%     | 22.1%     |
| 70   | 1部  | 1月14日  | 13.3%      | 14.5%      | 15.1%     | 16.2%     |
| 70   | 2部  | 1月14日  | 17.3%      | 18.9%      | 19.0%     | 20.6%     |
| 71   | 1部  | 1月21日  | 13.8%      | 15.6%      | 15.0%     | 16.8%     |
| 71   | 2部  | 1月21日  | 18.9%      | 21.3%      | 20.4%     | 22.9%     |
| 72   | 1部  | 1月28日  | 14.4%      | 16.1%      | 16.6%     | 18.3%     |
| 72   | 2部  | 1月28日  | 18.5%      | 20.0%      | 20.9%     | 22.4%     |
| 73   | 1部  | 2月4日   | 12.9%      | 14.4%      | 13.7%     | 15.2%     |
| 73   | 2部  | 2月4日   | 18.5%      | 20.6%      | 19.1%     | 21.2%     |
| 74   | 1部  | 2月11日  | 13.6%      | 15.1%      | 15.0%     | 16.5%     |
| 74   | 2部  | 2月11日  | 18.7%      | 20.5%      | 20.4%     | 22.2%     |
| 75   | 1部  | 2月18日  | 9.9%       | 11.0%      | 10.1%     | 11.2%     |
| 75   | 2部  | 2月18日  | 10.0%      | 10.7%      | 9.9%      | 10.8%     |
| 76   | 1部  | 2月25日  | 16.3%      | 18.0%      | 18.3%     | 20.2%     |
| 76   | 2部  | 2月25日  | 16.7%      | 18.6%      | 19.1%     | 20.9%     |
| 77   | 1部  | 3月4日   | 9.8%       | 10.9%      | 10.6%     | 11.7%     |
| 77   | 2部  | 3月4日   | 15.8%      | 17.5%      | 17.9%     | 19.6%     |
| 78   | 1部  | 3月11日  | 11.2%      | 11.9%      | 11.6%     | 12.3%     |
| 78   | 2部  | 3月11日  | 15.8%      | 17.4%      | 16.2%     | 17.8%     |
| 79   | 1部  | 3月18日  | 9.4%       | 10.8%      | 10.1%     | 11.5%     |
| 79   | 2部  | 3月18日  | 11.8%      | 14.1%      | 14.2%     | 16.6%     |
| 80   | 1部  | 3月25日  | 14.2%      | 15.7%      | 14.6%     | 16.1%     |
| 80   | 2部  | 3月25日  | 17.2%      | 19.1%      | 17.7%     | 19.6%     |
| 81   | 1部  | 4月1日   | 15.9%      | 17.6%      | 15.1%     | 16.8%     |
| 81   | 2部  | 4月1日   | 19.0%      | 21.4%      | 18.2%     | 20.6%     |
| 82   | 1部  | 4月8日   | 14.9%      | 16.6%      | 16.5%     | 18.2%     |
| 82   | 2部  | 4月8日   | 18.1%      | 20.0%      | 20.4%     | 22.3%     |
| 83   | 1部  | 4月15日  | 15.8%      | 16.9%      | 15.4%     | 16.5%     |
| 83   | 2部  | 4月15日  | 20.0%      | 21.3%      | 19.9%     | 21.2%     |
| 84   | 1部  | 4月22日  | 16.8%      | 18.7%      | 16.1%     | 18.0%     |
| 84   | 2部  | 4月22日  | 17.9%      | 20.1%      | 20.0%     | 22.0%     |
| 85   | 1部  | 4月29日  | 15.7%      | 16.5%      | 15.7%     | 16.6%     |
| 85   | 2部  | 4月29日  | 18.7%      | 20.2%      | 20.0%     | 21.4%     |
| 86   | 1部  | 5月6日   | 13.6%      | 13.9%      | 14.0%     | 14.4%     |
| 86   | 2部  | 5月6日   | 16.5%      | 18.0%      | 18.1%     | 19.6%     |
| 87   | 1部  | 5月13日  | 15.1%      | 16.7%      | 16.3%     | 17.9%     |
| 87   | 2部  | 5月13日  | 20.5%      | 21.8%      | 21.9%     | 23.3%     |
| 88   | 1部  | 5月20日  | 18.1%      | 19.2%      | 15.7%     | 16.8%     |
| 88   | 2部  | 5月20日  | 22.0%      | 23.8%      | 19.6%     | 21.4%     |
| 89   | 1部  | 5月27日  | 13.7%      | 14.5%      | 15.4%     | 16.2%     |
| 89   | 2部  | 5月27日  | 17.2%      | 18.7%      | 21.1%     | 22.6%     |
| 90   | 1部  | 6月3日   | 16.7%      | 17.6%      | 16.3%     | 17.2%     |
| 90   | 2部  | 6月3日   | 21.2%      | 23.0%      | 20.9%     | 22.7%     |
| 91   | 1部  | 6月10日  | 15.4%      | 16.5%      | 15.3%     | 16.2%     |
| 91   | 2部  | 6月10日  | 20.6%      | 21.0%      | 20.3%     | 20.7%     |
| 92   | 1部  | 6月17日  | 17.9%      | 19.1%      | 16.8%     | 18.0%     |
| 92   | 2部  | 6月17日  | 20.2%      | 21.9%      | 19.3%     | 21.0%     |
| 93   | 1部  | 6月24日  | 20.7%      | 22.1%      | 19.8%     | 21.0%     |
| 93   | 2部  | 6月24日  | 22.8%      | 24.4%      | 20.8%     | 22.3%     |
| 94   | 1部  | 7月1日   | 17.6%      | 18.9%      | 16.7%     | 17.7%     |
| 94   | 2部  | 7月1日   | 22.8%      | 23.6%      | 21.7%     | 22.5%     |
| 95   | 1部  | 7月8日   | 14.9%      | 15.7%      | 15.6%     | 16.4%     |
| 95   | 2部  | 7月8日   | 20.3%      | 21.6%      | 21.0%     | 22.3%     |
| 96   | 1部  | 7月15日  | 16.8%      | 18.5%      | 16.0%     | 17.7%     |
| 96   | 2部  | 7月15日  | 20.1%      | 22.3%      | 20.8%     | 23.0%     |
| 97   | 1部  | 7月22日  | 16.9%      | 18.1%      | 15.7%     | 17.0%     |
| 97   | 2部  | 7月22日  | 20.1%      | 21.2%      | 18.8%     | 19.9%     |
| 98   | 1部  | 7月29日  | 15.5%      | 16.7%      | 14.4%     | 15.3%     |
| 98   | 2部  | 7月29日  | 18.5%      | 19.6%      | 18.0%     | 19.1%     |
| 99   | 1部  | 8月5日   | 14.1%      | 15.8%      | 14.2%     | 15.9%     |
| 99   | 2部  | 8月5日   | 17.4%      | 19.5%      | 17.7%     | 20.0%     |
| 100  | 1部  | 8月12日  | 14.7%      | 16.4%      | 16.0%     | 17.7%     |
| 100  | 2部  | 8月12日  | 18.6%      | 20.3%      | 20.0%     | 21.7%     |
| 101  | 1部  | 8月19日  | 11.8%      | 12.7%      | 11.8%     | 12.8%     |
| 101  | 2部  | 8月19日  | 11.5%      | 13.0%      | 12.1%     | 13.6%     |
|      |      | 8月26日  | 停播       | 停播       | 停播      | 停播      |
| 102  | 1部  | 9月2日   | 16.7%      | －         | 16.8%     | 18.0%     |
| 102  | 2部  | 9月2日   | 20.0%      | －         | 21.7%     | 23.0%     |
| 103  | 1部  | 9月9日   | 14.3%      | －         | 13.9%     | 15.0%     |
| 103  | 2部  | 9月9日   | 16.2%      | －         | 16.1%     | 17.6%     |
| 104  | 1部  | 9月16日  | 14.9%      | －         | 14.6%     | 15.9%     |
| 104  | 2部  | 9月16日  | 17.9%      | －         | 18.4%     | 20.2%     |
| 105  | 1部  | 9月23日  | 13.1%      | －         | 12.8%     | 13.8%     |
| 105  | 2部  | 9月23日  | 13.6%      | －         | 14.0%     | 14.8%     |
| 106  | 1部  | 9月30日  | 12.8%      | －         | 13.7%     | 14.6%     |
| 106  | 2部  | 9月30日  | 15.1%      | －         | 16.2%     | 17.6%     |
| 107  | 1部  | 10月7日  | 15.2%      | －         | 16.0%     | 17.6%     |
| 107  | 2部  | 10月7日  | 15.9%      | －         | 17.3%     | 19.2%     |
| 108  | 1部  | 10月14日 | 16.2%      | －         | 15.9%     | 16.8%     |
| 108  | 2部  | 10月14日 | 17.1%      | －         | 17.4%     | 19.0%     |
| 109  | 1部  | 10月21日 | 16.3%      | －         | 16.5%     | 16.8%     |
| 109  | 2部  | 10月21日 | 18.6%      | －         | 21.0%     | 22.0%     |
| 110  | 1部  | 10月28日 | 17.2%      | －         | 17.3%     | 18.7%     |
| 110  | 2部  | 10月28日 | 16.5%      | －         | 17.8%     | 18.9%     |
| 111  | 1部  | 11月4日  | 15.6%      | －         | 16.0%     | 17.2%     |
| 111  | 2部  | 11月4日  | 17.5%      | －         | 18.2%     | 19.7%     |
| 112  | 1部  | 11月11日 | 14.3%      | －         | 15.7%     | 16.2%     |
| 112  | 2部  | 11月11日 | 18.2%      | －         | 19.9%     | 21.5%     |
| 113  | 1部  | 11月18日 | 15.1%      | －         | 16.1%     | 17.0%     |
| 113  | 2部  | 11月18日 | 19.1%      | －         | 20.5%     | 22.3%     |
| 114  | 1部  | 11月25日 | 16.0%      | －         | 15.9%     | 16.3%     |
| 114  | 2部  | 11月25日 | 20.5%      | －         | 20.9%     | 22.0%     |
| 115  | 1部  | 12月2日  | 17.0%      | －         | 18.0%     | 19.3%     |
| 115  | 2部  | 12月2日  | 19.4%      | －         | 20.7%     | 22.4%     |
| 116  | 1部  | 12月9日  | 16.7%      | －         | 17.6%     | 18.2%     |
| 116  | 2部  | 12月9日  | 20.4%      | －         | 21.6%     | 22.7%     |
| 117  | 1部  | 12月16日 | 17.0%      | －         | 17.9%     | 19.2%     |
| 117  | 2部  | 12月16日 | 20.0%      | －         | 23.2%     | 25.0%     |
| 118  | 1部  | 12月23日 | 16.4%      | －         | 17.4%     | 17.8%     |
| 118  | 2部  | 12月23日 | 22.1%      | －         | 24.0%     | 24.9%     |
| 119  | 1部  | 12月30日 | 18.3%      | －         | 19.7%     | 20.8%     |
| 119  | 2部  | 12月30日 | 24.1%      | －         | 27.5%     | 28.5%     |

### 2019年
| 集數 | 播放 日期 | TNmS收視率 | TNmS收視率 | TNmS收視率 | AGB收視率 | AGB收視率 | AGB收視率 | AGB收視率 | AGB收視率 | AGB收視率 |
| 集數 | 播放 日期 | 全國       | 全國       | 全國       | 全國      | 全國      | 全國      | 首都圈    | 首都圈    | 首都圈    |
| 集數 | 播放 日期 | 1部        | 2部        | 3部        | 1部       | 2部       | 3部       | 1部       | 2部       | 3部       |
| ---- | --------- | ---------- | ---------- | ---------- | --------- | --------- | --------- | --------- | --------- | --------- |
| 120  | 1月6日    | 16.9%      | 20.3%      | 不適用     | 17.6%     | 22.6%     | 不適用    | 18.9%     | 25.4%     | 不適用    |
| 121  | 1月13日   | 17.1%      | 20.2%      | 不適用     | 17.2%     | 22.3%     | 不適用    | 17.5%     | 23.4%     | 不適用    |
| 122  | 1月20日   | 13.8%      | 17.0%      | 不適用     | 14.7%     | 18.5%     | 不適用    | 15.2%     | 19.6%     | 不適用    |
| 123  | 1月27日   | 16.8%      | 20.5%      | 不適用     | 18.8%     | 22.8%     | 不適用    | 20.0%     | 24.4%     | 不適用    |
| 124  | 2月3日    | 14.7%      | 17.2%      | 不適用     | 16.6%     | 20.7%     | 不適用    | 17.2%     | 21.8%     | 不適用    |
| 125  | 2月10日   | 17.7%      | 19.5%      | 不適用     | 18.1%     | 20.6%     | 不適用    | 19.4%     | 22.0%     | 不適用    |
| 126  | 2月17日   | 17.4%      | 19.5%      | 不適用     | 18.3%     | 20.4%     | 不適用    | 19.4%     | 21.9%     | 不適用    |
| 127  | 2月24日   | 16.2%      | 19.1%      | 不適用     | 17.4%     | 21.4%     | 不適用    | 18.9%     | 22.8%     | 不適用    |
| 128  | 3月3日    | 15.2%      | 19.6%      | 不適用     | 16.2%     | 21.1%     | 不適用    | 17.2%     | 22.0%     | 不適用    |
| 129  | 3月10日   | 17.2%      | 22.5%      | 不適用     | 19.6%     | 25.5%     | 不適用    | 20.3%     | 26.4%     | 不適用    |
| 130  | 3月17日   | 21.0%      | 21.4%      | 不適用     | 20.9%     | 21.5%     | 不適用    | 21.8%     | 23.5%     | 不適用    |
| 131  | 3月24日   | 18.1%      | 20.4%      | 不適用     | 18.9%     | 21.1%     | 不適用    | 19.6%     | 22.1%     | 不適用    |
| 132  | 3月31日   | 16.6%      | 20.3%      | 不適用     | 19.1%     | 23.1%     | 不適用    | 20.4%     | 24.6%     | 不適用    |
| 133  | 4月7日    | 18.2%      | 21.8%      | 21.2%      | 19.2%     | 24.0%     | 23.1%     | 19.6%     | 24.7%     | 24.3%     |
| 134  | 4月14日   | 17.9%      | 18.1%      | 17.3%      | 18.3%     | 20.2%     | 20.1%     | 18.7%     | 21.1%     | 21.0%     |
| 135  | 4月21日   | 18.1%      | 20.3%      | 19.8%      | 18.2%     | 19.7%     | 20.6%     | 19.2%     | 21.1%     | 21.7%     |
| 136  | 4月28日   | 16.8%      | 19.0%      | 20.1%      | 17.9%     | 20.6%     | 23.5%     | 18.4%     | 21.4%     | 24.2%     |
| 137  | 5月5日    | 14.7%      | 17.3%      | 19.3%      | 15.9%     | 19.0%     | 21.3%     | 16.8%     | 20.4%     | 22.3%     |
| 138  | 5月12日   | 16.6%      | 18.8%      | 20.9%      | 17.1%     | 18.8%     | 20.7%     | 18.6%     | 20.6%     | 21.6%     |
| 139  | 5月19日   | 17.9%      | 21.5%      | 19.8%      | 18.7%     | 21.3%     | 20.6%     | 20.1%     | 22.8%     | 22.0%     |
| 140  | 5月26日   | 16.9%      | 18.5%      | 17.7%      | 17.8%     | 20.4%     | 19.1%     | 18.6%     | 22.0%     | 20.3%     |
| 141  | 6月2日    | 17.0%      | 18.9%      | 20.8%      | 18.3%     | 20.1%     | 22.1%     | 19.2%     | 20.8%     | 23.2%     |
| 142  | 6月9日    | 15.5%      | 18.3%      | 19.4%      | 17.2%     | 19.5%     | 21.3%     | 18.8%     | 20.9%     | 22.4%     |
| 143  | 6月16日   | 16.0%      | 18.3%      | 19.2%      | 16.9%     | 18.7%     | 19.5%     | 18.1%     | 20.0%     | 20.8%     |
| 144  | 6月23日   | 17.5%      | 18.5%      | 20.2%      | 18.5%     | 19.8%     | 21.7%     | 20.1%     | 20.9%     | 22.8%     |
| 145  | 6月30日   | 15.4%      | 17.8%      | 18.3%      | 16.9%     | 19.7%     | 19.7%     | 18.5%     | 21.5%     | 20.7%     |
| 146  | 7月7日    | 15.2%      | 17.3%      | 18.4%      | 16.7%     | 19.1%     | 19.6%     | 17.3%     | 19.8%     | 20.2%     |
| 147  | 7月14日   | 13.8%      | 16.1%      | 19.1%      | 14.4%     | 16.3%     | 19.4%     | 15.3%     | 17.2%     | 19.2%     |
| 148  | 7月21日   | 不適用     | 不適用     | 不適用     | 15.2%     | 17.9%     | 20.1%     | 15.2%     | 18.0%     | 20.4%     |
| 149  | 7月28日   | 不適用     | 不適用     | 不適用     | 16.0%     | 17.6%     | 20.2%     | 16.3%     | 18.5%     | 21.1%     |
| 150  | 8月4日    | 不適用     | 不適用     | 不適用     | 14.2%     | 16.3%     | 16.5%     | 14.3%     | 16.2%     | 16.4%     |
| 151  | 8月11日   | 不適用     | 不適用     | 不適用     | 15.4%     | 15.8%     | 17.7%     | 16.0%     | 16.2%     | 17.8%     |
| 152  | 8月18日   | 不適用     | 不適用     | 不適用     | 13.3%     | 14.8%     | 16.2%     | 13.7%     | 14.7%     | 15.9%     |
| 153  | 8月25日   | 14.1%      | 16.4%      | 16.5%      | 15.3%     | 17.4%     | 18.1%     | 15.3%     | 17.1%     | 17.9%     |
| 154  | 9月1日    | 14.2%      | 15.5%      | 15.7%      | 14.4%     | 16.7%     | 17.7%     | 14.9%     | 17.1%     | 18.1%     |
| 155  | 9月8日    | 15.5%      | 17.0%      | 17.2%      | 14.8%     | 15.9%     | 19.1%     | 15.2%     | 15.9%     | 18.7%     |
| 156  | 9月15日   | 15.8%      | 17.6%      | 18.3%      | 16.4%     | 18.1%     | 19.6%     | 16.7%     | 18.7%     | 19.8%     |
| 157  | 9月22日   | 14.8%      | 17.1%      | 17.3%      | 15.0%     | 17.1%     | 17.3%     | 15.5%     | 17.4%     | 17.5%     |
| 158  | 9月29日   | 13.7%      | 15.9%      | 15.8%      | 13.7%     | 17.5%     | 15.6%     | 14.5%     | 18.3%     | 15.8%     |
| 159  | 10月6日   | 13.7%      | 15.2%      | 15.7%      | 12.6%     | 13.3%     | 15.0%     | 12.6%     | 12.8%     | 14.7%     |
| 160  | 10月13日  | 13.2%      | 15.6%      | 15.7%      | 12.7%     | 14.7%     | 15.4%     | 13.7%     | 15.0%     | 15.6%     |
| 161  | 10月20日  | 13.9%      | 15.7%      | 16.9%      | 13.7%     | 15.1%     | 17.1%     | 14.5%     | 15.6%     | 17.3%     |
| 162  | 10月27日  | 13.5%      | 13.6%      | 15.6%      | 13.3%     | 14.0%     | 15.6%     | 13.6%     | 14.6%     | 16.4%     |
| 163  | 11月3日   | 16.0%      | 18.7%      | 18.9%      | 15.6%     | 18.3%     | 19.1%     | 16.4%     | 19.2%     | 19.7%     |
| 164  | 11月10日  | 14.0%      | 16.8%      | 16.7%      | 14.3%     | 16.8%     | 17.7%     | 15.0%     | 17.1%     | 18.0%     |
|      | 11月17日  | 停播       | 停播       | 停播       | 停播      | 停播      | 停播      | 停播      | 停播      | 停播      |
| 165  | 11月24日  | 15.7%      | 16.7%      | 16.5%      | 16.8%     | 18.7%     | 17.9%     | 17.0%     | 19.0%     | 18.2%     |
| 166  | 12月1日   | 16.3%      | 17.8%      | 18.1%      | 16.2%     | 17.8%     | 19.1%     | 16.9%     | 18.5%     | 19.5%     |
| 167  | 12月8日   | 12.6%      | 14.0%      | 14.1%      | 13.8%     | 14.8%     | 15.1%     | 14.3%     | 15.7%     | 16.1%     |
| 168  | 12月15日  | 12.5%      | 12.8%      | 13.3%      | 12.7%     | 13.8%     | 14.3%     | 12.9%     | 13.9%     | 14.4%     |
| 169  | 12月22日  | 10.8%      | 11.6%      | 11.5%      | 11.6%     | 11.1%     | 12.2%     | 12.1%     | 11.8%     | 13.0%     |
| 170  | 12月29日  |            |            |            | 10.7%     | 12.3%     | 12.2%     | 11.2%     | 13.4%     | 13.1%     |

### 2020年
| 集數 | 播放 日期 | TNmS收視率 | TNmS收視率 | TNmS收視率 | AGB收視率 | AGB收視率 | AGB收視率 | AGB收視率 | AGB收視率 | AGB收視率 |
| 集數 | 播放 日期 | 全國       | 全國       | 全國       | 全國      | 全國      | 全國      | 首都圈    | 首都圈    | 首都圈    |
| 集數 | 播放 日期 | 1部        | 2部        | 3部        | 1部       | 2部       | 3部       | 1部       | 2部       | 3部       |
| ---- | --------- | ---------- | ---------- | ---------- | --------- | --------- | --------- | --------- | --------- | --------- |
| 171  | 1月5日    | 13.0%      | 11.8%      | 10.4%      | 13.8%     | 13.8%     | 11.6%     | 15.0%     | 14.7%     | 11.8%     |
| 172  | 1月12日   | 10.6%      | 10.7%      | 12.0%      | 10.0%     | 10.8%     | 12.9%     | 10.4%     | 11.2%     | 13.1%     |
| 173  | 1月19日   | 11.2%      | 10.3%      | 13.7%      | 10.8%     | 9.6%      | 12.9%     | 11.0%     | 9.5%      | 13.1%     |
| 174  | 1月26日   | 8.9%       | 8.9%       | 9.7%       | 9.7%      | 8.7%      | 9.8%      | 9.5%      | 8.4%      | 9.7%      |
| 175  | 2月2日    | 10.0%      | 10.3%      | 10.9%      | 10.2%     | 10.5%     | 11.1%     | 11.4%     | 11.5%     | 12.2%     |
| 176  | 2月9日    | 10.3%      | 10.4%      | 11.0%      | 10.0%     | 10.4%     | 11.8%     | 10.4%     | 10.4%     | 12.0%     |
| 177  | 2月16日   | 8.9%       | 9.7%       | 8.4%       | 10.8%     | 11.5%     | 10.3%     | 11.1%     | 12.0%     | 10.4%     |
| 178  | 2月23日   | 11.1%      | 12.9%      | 14.7%      | 11.0%     | 12.6%     | 15.5%     | 11.0%     | 12.7%     | 16.0%     |
| 179  | 3月1日    | 13.6%      | 14.1%      | 13.2%      | 14.7%     | 15.3%     | 14.1%     | 15.5%     | 16.4%     | 14.9%     |
| 180  | 3月8日    | 10.9%      | 11.9%      | 14.0%      | 12.4%     | 11.8%     | 14.5%     | 12.9%     | 12.8%     | 15.0%     |
| 181  | 3月15日   | 11.5%      | 12.4%      | 14.0%      | 12.0%     | 13.0%     | 15.0%     | 12.3%     | 13.1%     | 15.5%     |
| 182  | 3月22日   | 10.2%      | 12.2%      | 12.6%      | 11.4%     | 12.4%     | 12.2%     | 12.0%     | 12.8%     | 12.4%     |
| 183  | 3月29日   | 11.3%      | 11.2%      | 12.2%      | 12.6%     | 11.7%     | 12.4%     | 13.6%     | 12.6%     | 12.8%     |
| 184  | 4月5日    | 14.2%      | 15.7%      | 15.7%      | 14.7%     | 16.2%     | 16.4%     | 15.7%     | 17.3%     | 17.3%     |
| 185  | 4月12日   | 10.0%      | 12.7%      | 11.8%      | 11.0%     | 13.4%     | 11.8%     | 12.1%     | 14.6%     | 12.6%     |
| 186  | 4月19日   | 10.5%      | 9.9%       | 11.7%      | 11.3%     | 9.9%      | 13.3%     | 12.4%     | 10.7%     | 14.3%     |
| 187  | 4月26日   | 11.4%      | 12.8%      | 14.5%      | 10.6%     | 11.7%     | 13.8%     | 11.5%     | 13.3%     | 15.3%     |
| 188  | 5月3日    | 13.3%      | 12.8%      | 13.6%      | 13.1%     | 13.4%     | 13.6%     | 13.5%     | 13.7%     | 14.2%     |
| 189  | 5月10日   | 13.0%      | 13.1%      | 13.3%      | 12.7%     | 13.5%     | 13.8%     | 13.7%     | 14.8%     | 15.2%     |
| 190  | 5月17日   | 13.5%      | 14.4%      | 16.1%      | 13.3%     | 13.3%     | 16.0%     | 14.3%     | 13.8%     | 16.3%     |
| 191  | 5月24日   | 11.1%      | 13.6%      | 15.4%      | 11.5%     | 14.0%     | 17.1%     | 13.8%     | 14.3%     | 16.3%     |
| 192  | 5月31日   | 13.1%      | 14.3%      | 14.7%      | 14.0%     | 14.6%     | 15.9%     | 14.6%     | 14.7%     | 15.7%     |
| 193  | 6月7日    | 14.6%      | 15.6%      | 15.9%      | 14.4%     | 15.7%     | 16.8%     | 14.8%     | 15.5%     | 16.9%     |
| 194  | 6月14日   | 13.1%      | 15.0%      | 15.7%      | 11.9%     | 12.9%     | 15.4%     | 12.6%     | 13.3%     | 15.9%     |
| 195  | 6月21日   | 13.3%      | 15.1%      | 15.3%      | 12.6%     | 14.9%     | 15.6%     | 13.9%     | 15.9%     | 16.4%     |
| 196  | 6月28日   | 13.1%      | 12.7%      | 14.5%      | 13.6%     | 13.1%     | 16.4%     | 14.6%     | 13.8%     | 17.7%     |
| 197  | 7月5日    | 11.3%      | 13.1%      | 14.7%      | 10.2%     | 11.9%     | 13.1%     | 10.3%     | 12.3%     | 13.9%     |
| 198  | 7月12日   | 12.9%      | 13.1%      | 14.0%      | 12.3%     | 12.2%     | 14.7%     | 13.3%     | 13.2%     | 15.7%     |
| 199  | 7月19日   | 12.6%      | 14.0%      | 13.9%      | 13.6%     | 15.4%     | 15.1%     | 14.6%     | 16.8%     | 16.6%     |
| 200  | 7月26日   | 12.2%      | 15.0%      | 14.3%      | 11.4%     | 14.6%     | 14.8%     | 12.5%     | 15.1%     | 15.3%     |
| 201  | 8月2日    | 11.4%      | 13.8%      | 16.0%      | 11.5%     | 14.5%     | 17.5%     | 12.7%     | 16.1%     | 19.6%     |
| 202  | 8月9日    | 12.5%      | 14.2%      | 13.5%      | 13.3%     | 13.4%     | 13.4%     | 13.6%     | 14.1%     | 14.2%     |
| 203  | 8月16日   | 12.8%      | 13.4%      | 14.8%      | 12.7%     | 13.5%     | 15.4%     | 13.6%     | 14.2%     | 16.5%     |
| 204  | 8月23日   | 13.6%      | 14.6%      | 16.3%      | 14.2%     | 14.3%     | 16.5%     | 14.9%     | 14.9%     | 17.6%     |
| 205  | 8月30日   | 14.3%      | 16.4%      | 16.0%      | 13.2%     | 14.7%     | 15.3%     | 13.6%     | 15.0%     | 16.0%     |
| 206  | 9月6日    | 12.0%      | 14.1%      | 15.2%      | 11.6%     | 13.9%     | 15.7%     | 12.5%     | 15.1%     | 17.0%     |
| 207  | 9月13日   | 11.9%      | 13.0%      | 11.7%      | 12.2%     | 13.3%     | 12.4%     | 13.0%     | 14.5%     | 13.5%     |
| 208  | 9月20日   | 11.0%      | 13.7%      | 14.0%      | 11.9%     | 15.0%     | 15.4%     | 11.9%     | 15.2%     | 16.2%     |
| 209  | 9月27日   | 10.2%      | 12.7%      | 13.6%      | 10.8%     | 13.1%     | 14.5%     | 11.3%     | 13.2%     | 14.7%     |
| 210  | 10月4日   | 11.4%      | 12.4%      | 14.6%      | 12.8%     | 14.5%     | 17.6%     | 13.1%     | 14.9%     | 18.0%     |
| 211  | 10月11日  | 11.5%      | 12.6%      | 11.7%      | 13.4%     | 13.7%     | 13.3%     | 13.5%     | 13.6%     | 13.4%     |
| 212  | 10月18日  | 13.7%      | 15.3%      | 12.7%      | 14.7%     | 17.1%     | 15.1%     | 15.2%     | 18.2%     | 15.8%     |
| 213  | 10月25日  | 12.7%      | 13.7%      | 12.5%      | 12.6%     | 13.2%     | 13.1%     | 12.8%     | 13.3%     | 13.2%     |
| 214  | 11月1日   | 12.2%      | 13.1%      | 11.6%      | 13.1%     | 14.0%     | 13.8%     | 13.6%     | 15.6%     | 15.2%     |
| 215  | 11月8日   | 10.3%      | 12.1%      | 12.2%      | 11.1%     | 13.1%     | 12.8%     | 11.5%     | 13.0%     | 12.8%     |
| 216  | 11月15日  | 12.4%      | 12.6%      | 12.0%      | 12.5%     | 12.7%     | 14.1%     | 13.3%     | 13.4%     | 15.3%     |
| 217  | 11月22日  | 12.2%      | 12.9%      | 13.8%      | 13.3%     | 14.5%     | 16.2%     | 13.6%     | 14.7%     | 16.8%     |
| 218  | 11月29日  | 12.6%      | 13.6%      | 14.5%      | 14.1%     | 15.8%     | 16.3%     | 15.0%     | 16.6%     | 17.5%     |
| 219  | 12月6日   | 12.3%      | 13.7%      | 13.2%      | 13.6%     | 14.9%     | 14.9%     | 14.6%     | 16.1%     | 15.7%     |
| 220  | 12月13日  | 11.5%      | 13.6%      | 14.0%      | 13.2%     | 15.1%     | 15.2%     | 14.1%     | 15.7%     | 16.1%     |
| 221  | 12月20日  | 12.1%      | 13.3%      | 12.4%      | 13.1%     | 14.4%     | 14.6%     | 13.1%     | 14.2%     | 15.3%     |
| 222  | 12月27日  | 13.3%      | 14.1%      | 15.7%      | 15.0%     | 15.3%     | 17.8%     | 15.9%     | 16.3%     | 18.8%     |

### 2021年
| 集數 | 播放 日期 | TNmS收視率 | TNmS收視率 | TNmS收視率 | AGB收視率 | AGB收視率 | AGB收視率 | AGB收視率 | AGB收視率 | AGB收視率 |
| 集數 | 播放 日期 | 全國       | 全國       | 全國       | 全國      | 全國      | 全國      | 首都圈    | 首都圈    | 首都圈    |
| 集數 | 播放 日期 | 1部        | 2部        | 3部        | 1部       | 2部       | 3部       | 1部       | 2部       | 3部       |
| ---- | --------- | ---------- | ---------- | ---------- | --------- | --------- | --------- | --------- | --------- | --------- |
| 223  | 1月3日    | 11.5%      | 12.2%      | 12.8%      | 14.6%     | 14.8%     | 17.3%     | 14.7%     | 14.7%     | 17.8%     |
| 224  | 1月10日   | 12.1%      | 12.3%      | 12.0%      | 14.0%     | 14.1%     | 15.4%     | 14.6%     | 14.8%     | 16.8%     |
| 225  | 1月17日   | 13.2%      | 14.4%      | 14.6%      | 14.6%     | 16.7%     | 17.6%     | 15.2%     | 16.7%     | 18.5%     |
| 226  | 1月24日   | 10.9%      | 11.2%      | 13.8%      | 12.0%     | 12.8%     | 16.4%     | 12.3%     | 13.0%     | 17.4%     |
| 227  | 1月31日   | 11.8%      | 12.8%      | 14.4%      | 13.6%     | 14.3%     | 17.0%     | 13.6%     | 14.8%     | 18.2%     |
| 228  | 2月7日    | 8.7%       | 10.1%      | 11.6%      | 9.0%      | 11.2%     | 13.4%     | 8.9%      | 10.9%     | 13.7%     |
| 229  | 2月14日   | 8.8%       | 9.4%       | 13.5%      | 10.6%     | 11.1%     | 14.7%     | 10.6%     | 10.9%     | 15.0%     |
| 230  | 2月21日   | 11.6%      | 11.3%      | 12.9%      | 11.1%     | 12.0%     | 16.4%     | 11.0%     | 12.6%     | 17.9%     |
| 231  | 2月28日   | 9.9%       | 10.9%      | 12.8%      | 11.1%     | 12.2%     | 15.2%     | 11.0%     | 12.1%     | 15.7%     |
| 232  | 3月7日    | 10.9%      | 12.2%      | 13.7%      | 12.3%     | 14.5%     | 16.4%     | 12.7%     | 15.0%     | 17.3%     |
| 233  | 3月14日   | 10.4%      | 11.7%      | 11.9%      | 9.8%      | 11.5%     | 13.7%     | 9.9%      | 11.1%     | 14.7%     |
| 234  | 3月21日   | 11.4%      | 13.2%      | 13.0%      | 12.6%     | 15.1%     | 15.8%     | 13.0%     | 15.3%     | 16.2%     |
| 235  | 3月28日   | 11.3%      | 11.8%      | 11.1%      | 12.5%     | 13.9%     | 13.1%     | 12.9%     | 14.4%     | 13.4%     |
| 236  | 4月4日    | 12.2%      | 12.7%      | 12.0%      | 11.3%     | 12.5%     | 12.7%     | 11.3%     | 12.1%     | 12.6%     |
| 237  | 4月11日   | 11.3%      | 12.6%      | 12.6%      | 12.0%     | 13.0%     | 15.1%     | 12.1%     | 12.8%     | 15.6%     |
| 238  | 4月18日   | 12.2%      | 14.1%      | 13.4%      | 13.6%     | 16.2%     | 16.6%     | 13.6%     | 16.5%     | 17.4%     |
| 239  | 4月25日   | 10.3%      | 12.0%      | 13.8%      | 11.2%     | 13.8%     | 16.2%     | 11.4%     | 14.0%     | 17.1%     |
| 240  | 5月2日    | 9.9%       | 11.0%      | 13.1%      | 10.8%     | 13.2%     | 15.5%     | 10.6%     | 13.3%     | 15.7%     |
| 241  | 5月9日    | 12.7%      | 14.4%      | 14.2%      | 14.8%     | 16.1%     | 15.4%     | 15.6%     | 16.9%     | 16.0%     |
| 242  | 5月16日   | 14.6%      | 14.1%      | 14.1%      | 15.5%     | 15.3%     | 15.5%     | 16.3%     | 16.2%     | 16.3%     |
| 243  | 5月23日   | 12.0%      | 12.9%      | 11.7%      | 12.5%     | 14.0%     | 12.8%     | 12.8%     | 13.9%     | 12.9%     |
| 244  | 5月30日   | 14.0%      | 14.6%      | 14.2%      | 14.0%     | 14.6%     | 13.9%     | 14.6%     | 15.4%     | 14.4%     |
| 245  | 6月6日    | 11.4%      | 12.9%      | 13.5%      | 11.8%     | 13.5%     | 16.0%     | 12.0%     | 13.8%     | 16.7%     |
| 246  | 6月13日   | 11.0%      | 12.7%      | 13.1%      | 10.6%     | 12.7%     | 14.0%     | 11.0%     | 12.9%     | 14.5%     |
| 247  | 6月20日   | 10.3%      | 11.6%      | 11.8%      | 10.6%     | 11.5%     | 13.2%     | 11.2%     | 11.7%     | 13.6%     |
| 248  | 6月27日   | 10.3%      | 10.2%      | 11.1%      | 11.4%     | 12.4%     | 13.7%     | 11.8%     | 13.0%     | 14.1%     |

- 2021年7月1日起無線電視台可在節目間中穿插廣告時間，因而取消分部播出的安排。

| 集數 | 播放日期 | TNmS收視率 | AGB收視率 | AGB收視率 |
| 集數 | 播放日期 | 全國       | 全國      | 首都圈    |
| ---- | -------- | ---------- | --------- | --------- |
| 249  | 7月4日   | 12.5%      | 14.4%     | 15.0%     |
| 250  | 7月11日  | 12.6%      | 14.3%     | 14.8%     |
| 251  | 7月18日  | 13.1%      | 14.0%     | 15.1%     |
|      | 7月25日  | 停播       | 停播      | 停播      |
| 252  | 8月1日   |            | 8.3%      | 9.4%      |
| 253  | 8月8日   | 7.8%       | 9.2%      | 9.9%      |
| 254  | 8月15日  | 11.7%      | 13.3%     | 13.9%     |
| 255  | 8月22日  | 11.6%      | 13.4%     | 14.1%     |
| 256  | 8月29日  | 11.8%      | 13.3%     | 13.4%     |
| 257  | 9月5日   | 10.9%      | 12.1%     | 11.2%     |
| 258  | 9月12日  | 11.6%      | 14.6%     | 15.1%     |
| 259  | 9月19日  | 9.1%       | 10.3%     | 10.7%     |
| 260  | 9月26日  | 10.5%      | 11.5%     | 11.6%     |
| 261  | 10月3日  | 10.6%      | 11.4%     | 11.5%     |
| 262  | 10月10日 | 10.9%      | 12.2%     | 12.3%     |
| 263  | 10月17日 | 10.6%      | 13.1%     | 13.1%     |
| 264  | 10月24日 | 10.1%      | 11.7%     | 11.3%     |
| 265  | 10月31日 | 11.8%      | 13.1%     | 13.3%     |
| 266  | 11月7日  | 12.1%      | 13.3%     | 12.9%     |
| 267  | 11月14日 | 11.6%      | 13.2%     | 13.2%     |
| 268  | 11月21日 | 11.4%      | 12.5%     | 12.7%     |
| 269  | 11月28日 | 10.3%      | 12.5%     | 12.9%     |
| 270  | 12月5日  | 11.9%      | 13.5%     | 13.2%     |
| 271  | 12月12日 | 10.8%      | 13.5%     | 14.1%     |
| 272  | 12月19日 | 12.7%      | 14.5%     | 15.0%     |
| 273  | 12月26日 | 11.3%      | 12.2%     | 12.1%     |

### 2022年
| 集數 | 播放日期   | TNmS收視率 | AGB收視率 | AGB收視率 |
| 集數 | 播放日期   | 全國       | 全國      | 首都圈    |
| ---- | ---------- | ---------- | --------- | --------- |
| 274  | 2022/01/02 | 11.5%      | 14.0%     | 14.5%     |
| 275  | 2022/01/09 | 11.8%      | 14.4%     | 14.8%     |
| 276  | 2022/01/16 | 10.9%      | 13.4%     | 13.9%     |
| 277  | 2022/01/23 | 12.7%      | 14.7%     | 15.2%     |
| 278  | 2022/01/30 | 10.9%      | 13.8%     | 14.0%     |
| 279  | 2022/02/06 | 11.2%      | 14.5%     | 14.9%     |
|      | 2022/02/13 | 停播       | 停播      | 停播      |
| 280  | 2022/02/20 | 13.4%      | 13.7%     | 14.1%     |
| 281  | 2022/02/27 | 12.0%      | 14.0%     | 14.5%     |
| 282  | 2022/03/06 | 11.0%      | 12.3%     | 13.1%     |
| 283  | 2022/03/13 | 14.1%      | 15.5%     | 15.9%     |
| 284  | 2022/03/20 | 11.9%      | 12.2%     | 12.4%     |
| 285  | 2022/03/27 | 12.4%      | 13.1%     | 13.7%     |
| 286  | 2022/04/03 | 11.3%      | 10.9%     | 11.2%     |
| 287  | 2022/04/10 |            | 12.0%     | 12.5%     |
| 288  | 2022/04/17 | 12.6%      | 15.0%     | 15.8%     |
| 289  | 2022/04/24 | 12.2%      | 12.9%     | 13.8%     |
| 290  | 2022/05/01 | 10.3%      | 11.8%     | 11.9%     |
| 291  | 2022/05/08 | 10.8%      | 12.7%     | 13.3%     |
| 292  | 2022/05/15 | 11.7%      | 13.0%     | 12.8%     |
| 293  | 2022/05/22 | 11.7%      | 13.8%     | 14.3%     |
| 294  | 2022/05/29 | 11.9%      | 13.8%     | 14.2%     |
| 295  | 2022/06/05 | 12.9%      | 13.8%     | 13.6%     |
| 296  | 2022/06/12 | 10.6%      | 11.8%     | 12.2%     |
| 297  | 2022/06/19 | 13.5%      | 16.7%     | 17.5%     |
| 298  | 2022/06/26 | 11.6%      | 12.4%     | 12.8%     |
| 299  | 2022/07/03 | 13.8%      | 14.6%     | 15.2%     |
| 300  | 2022/07/10 | 12.6%      | 15.5%     | 16.0%     |
| 301  | 2022/07/17 | 13.8%      | 14.9%     | 15.3%     |
| 302  | 2022/07/24 | 13.3%      | 15.0%     | 15.2%     |
| 303  | 2022/07/31 | 13.1%      | 14.4%     | 15.4%     |
| 304  | 2022/08/07 |            | 14.0%     | 14.7%     |
| 305  | 2022/08/14 | 13.9%      | 15.9%     | 16.3%     |
| 306  | 2022/08/21 | 12.6%      | 15.2%     | 15.7%     |
| 307  | 2022/08/28 | 11.9%      | 13.0%     | 13.3%     |
| 308  | 2022/09/04 | 11.2%      | 14.0%     | 13.9%     |
| 309  | 2022/09/11 | 11.1%      | 13.0%     | 12.6%     |
| 310  | 2022/09/18 | 12.3%      | 13.3%     | 13.6%     |
| 311  | 2022/09/25 | 12.5%      | 13.3%     | 12.9%     |
| 312  | 2022/10/02 | 10.4%      | 13.0%     | 13.2%     |
| 313  | 2022/10/09 | 11.9%      | 13.1%     | 13.2%     |
| 314  | 2022/10/16 | 12.2%      | 14.7%     | 15.5%     |
| 315  | 2022/10/23 | 11.6%      | 14.3%     | 15.0%     |
|      | 2022/10/30 | 停播       | 停播      | 停播      |
| 316  | 2022/11/06 | 11.1%      | 13.7%     | 14.5%     |
| 317  | 2022/11/13 | 10.5%      | 12.4%     | 13.0%     |
| 318  | 2022/11/20 | 12.2%      | 14.9%     | 15.5%     |
| 319  | 2022/11/27 | 8.6%       | 11.0%     | 11.2%     |
| 320  | 2022/12/04 | 10.7%      | 11.4%     | 11.8%     |
| 321  | 2022/12/11 | 10.7%      | 12.2%     | 12.1%     |
| 322  | 2022/12/18 | 10.3%      | 11.6%     | 11.7%     |
| 323  | 2022/12/25 | 11.4%      | 12.5%     | 13.2%     |

### 2023年
| 2023年收視率列表 | 2023年收視率列表 | 2023年收視率列表 | 2023年收視率列表 | 2023年收視率列表 |
| 集數             | 播放日期         | TNmS收視率       | AGB收視率        | AGB收視率        |
| 集數             | 播放日期         | 全國             | 全國             | 首都圈           |
| ---------------- | ---------------- | ---------------- | ---------------- | ---------------- |
| 324              | 2023/01/01       | 10.1%            | 12.4%            | 13.2%            |
| 325              | 2023/01/08       | 10.8%            | 12.8%            | 12.7%            |
| 326              | 2023/01/15       | 12.6%            | 13.8%            | 14.3%            |
| 327              | 2023/01/22       | 9.3%             | 10.6%            | 10.7%            |
| 328              | 2023/01/29       | 10.9%            | 13.2%            | 13.4%            |
| 329              | 2023/02/05       | 11.6%            | 12.6%            | 12.9%            |
| 330              | 2023/02/12       | 10.6%            | 12.1%            | 12.6%            |
| 331              | 2023/02/19       | 10.1%            | 11.5%            | 11.3%            |
| 332              | 2023/02/26       | 9.9%             | 11.0%            | 11.4%            |
| 333              | 2023/03/05       | 10.6%            | 11.9%            | 11.9%            |
| 334              | 2023/03/12       | 11.6%            | 14.6%            | 15.3%            |
| 335              | 2023/03/19       | 11.0%            | 15.0%            | 16.1%            |
| 336              | 2023/03/26       | 12.5%            | 14.4%            | 13.7%            |
| 337              | 2023/04/02       | 11.2%            | 13.8%            | 14.0%            |
| 338              | 2023/04/09       | 11.8%            | 13.7%            | 14.0%            |
| 339              | 2023/04/16       | 12.3%            | 14.6%            | 15.1%            |
| 340              | 2023/04/23       | 12.4%            | 14.5%            | 14.5%            |
| 341              | 2023/04/30       | 11.7%            | 13.3%            | 13.2%            |
| 342              | 2023/05/07       | 11.2%            | 12.2%            | 12.1%            |
| 343              | 2023/05/14       | 10.0%            | 11.5%            | 11.3%            |
| 344              | 2023/05/21       | 10.5%            | 12.2%            | 12.3%            |
| 345              | 2023/05/28       | 9.9%             | 10.7%            | 10.8%            |
| 346              | 2023/06/04       | 10.0%            | 10.5%            | 10.7%            |
| 347              | 2023/06/11       | 11.7%            | 12.4%            | 12.7%            |
| 348              | 2023/06/18       | 9.6%             | 10.7%            | 10.5%            |
| 349              | 2023/06/25       | %                | %                | %                |

## 獲獎列表
| 年度   | 頒獎典禮           | 獎項                    | 得獎者                         |
| 2016年 | 第10屆SBS演藝大賞  | 大賞                    | 申東燁                         |
| 2016年 | 第10屆SBS演藝大賞  | 脫口秀類最優秀獎        | 金建模                         |
| 2016年 | 第10屆SBS演藝大賞  | 真人秀類優秀賞          | 徐章焄                         |
| 2016年 | 第10屆SBS演藝大賞  | 製作人獎                | 朴修弘                         |
| 2016年 | 第10屆SBS演藝大賞  | 綜藝類年度節目獎        | 我家的熊孩子                   |
| 2017年 | 第53屆百想藝術大賞 | 電視部門 綜藝節目作品賞 | 我家的熊孩子                   |
| 2017年 | 第44屆韓國放送大賞 | TV綜藝節目部門 作品賞   | 我家的熊孩子                   |
| 2017年 | 第11屆SBS演藝大賞  | 大獎                    | 熊孩子的媽媽們                 |
| 2017年 | 第11屆SBS演藝大賞  | 脫口秀類優秀獎          | Tony An                        |
| 2017年 | 第11屆SBS演藝大賞  | 脫口秀類男子新人獎      | 李常敏                         |
| 2017年 | 第11屆SBS演藝大賞  | Scene Stealer獎         | 尹正秀                         |
| 2017年 | 第11屆SBS演藝大賞  | 綜藝類年度節目獎        | 我家的熊孩子                   |
| 2018年 | 第12屆SBS演藝大賞  | 綜藝類年度節目獎        | 我家的熊孩子                   |
| 2018年 | 第12屆SBS演藝大賞  | 制作人獎                | 金鍾國                         |
| 2018年 | 第12屆SBS演藝大賞  | Scene Stealer獎         | 勝利                           |
| 2018年 | 第12屆SBS演藝大賞  | Best Couple獎           | 金鍾國 洪真英                  |
| 2018年 | 第12屆SBS演藝大賞  | 年度Hot Star獎          | 裴正南                         |
| 2018年 | 第12屆SBS演藝大賞  | Best Entertainer獎      | 林元熙                         |
| 2019年 | 第13屆SBS演藝大賞  | 真人秀類最優秀獎        | 洪真英、金鍾國                 |
| 2019年 | 第13屆SBS演藝大賞  | 真人秀類優秀獎          | 金希澈                         |
| 2019年 | 第13屆SBS演藝大賞  | Best Couple獎           | 李常敏、卓在勳                 |
| 2020年 | 第14屆SBS演藝大賞  | 大賞                    | 金鍾國                         |
| 2020年 | 第14屆SBS演藝大賞  | 最優秀節目獎            | 我家的熊孩子                   |
| 2020年 | 第14屆SBS演藝大賞  | 真人秀類最優秀獎        | 李常敏、金希澈                 |
| 2020年 | 第14屆SBS演藝大賞  | Best Couple獎           | 林元熙、鄭石勇                 |
| 2020年 | 第14屆SBS演藝大賞  | 特別獎 (名譽社員獎)     | 徐章焄                         |
| 2020年 | 第14屆SBS演藝大賞  | 特別獎 (最佳搶鏡人)     | 卓在勳                         |
| 2020年 | 第14屆SBS演藝大賞  | 新人獎                  | 吳珉錫                         |
| 2021年 | 第15屆SBS演藝大賞  | 大賞                    | 我家的熊孩子                   |
| 2021年 | 第15屆SBS演藝大賞  | 真人秀類最優秀獎        | 卓在勳                         |
| 2021年 | 第15屆SBS演藝大賞  | 真人秀類新人獎          | 朴君                           |
| 2022年 | 第16屆SBS演藝大賞  | 年度節目獎 (真人秀部門) | 我家的熊孩子                   |
| 2022年 | 第16屆SBS演藝大賞  | 製作人獎                | 卓在勳                         |
| 2022年 | 第16屆SBS演藝大賞  | 真人秀類最優秀獎        | 金俊浩                         |
| 2022年 | 第16屆SBS演藝大賞  | 真人秀類優秀獎          | 許卿煥                         |
| 2022年 | 第16屆SBS演藝大賞  | SBS名譽社員獎           | 李常敏                         |
| 2022年 | 第16屆SBS演藝大賞  | Scene Stealer獎         | 林元熙                         |
| 2023年 | 第17屆SBS演藝大賞  | 大賞                    | 卓在勳                         |
| 2023年 | 第17屆SBS演藝大賞  | 真人秀類最優秀獎        | 金鍾旼                         |
| 2023年 | 第17屆SBS演藝大賞  | Rising Star獎           | 金建宇                         |
| 2023年 | 第17屆SBS演藝大賞  | 點閱數最高短片          | 金鍾國                         |
| 2023年 | 第17屆SBS演藝大賞  | SBS名譽社員獎           | 林元熙                         |
| 2023年 | 第17屆SBS演藝大賞  | 熱門話題獎              | 李東健                         |
| 2023年 | 第17屆SBS演藝大賞  | SBS兒子獎               | 李常敏                         |
| 2024年 | 第18屆SBS演藝大賞  | PD獎                    | 李常敏                         |
| 2024年 | 第18屆SBS演藝大賞  | 真人秀類最優秀獎        | 金承洙                         |
| 2024年 | 第18屆SBS演藝大賞  | 真人秀類優秀獎          | 崔振赫                         |
| 2024年 | 第18屆SBS演藝大賞  | SBS名譽社員獎           | 金俊浩                         |
| 2024年 | 第18屆SBS演藝大賞  | 最佳搭檔獎              | 金鍾國、許卿煥、金希澈、李東健 |
| 2024年 | 第18屆SBS演藝大賞  | SBS兒子獎               | 李常敏                         |
| 2024年 | 第18屆SBS演藝大賞  | 短影片最高點擊量獎      | 金鍾國                         |
| 2024年 | 第18屆SBS演藝大賞  | 最高收視率獎            | 我家的熊孩子                   |

### 備註
1. ↑  本週因轉播平昌冬季奧運重點賽事，延遲至晚間22:55 (KST)播出。
2. ↑  本週因轉播平昌冬季奧運閉幕式，延遲至晚間22:00 (KST)播出。
3. ↑  8月26日因轉播2018年雅加達亞運會賽事而停播。
4. ↑  2019年11月17日因轉播2019年世界棒球12強賽決賽： vs 日本，原定於晚間8點整播出的《SBS晚間8點新聞》順延至晚間10點30分播出，本節目因此停播。
5. ↑  2021年7月25日因轉播2020年東京奧運賽事而停播。
6. ↑  2022年2月13日因轉播2022北京冬季奧運賽事而停播。
7. ↑  2022年10月30日因梨泰院踩踏事故全國哀悼而停播。

### 引見
1. ↑  . 全星網. 2016-12-19  [2017-02-06]. （原始内容存档于2017-02-07）.（繁體中文）
2. ↑  JiaJia. . 韓星網. 2019-08-25  [2019-09-02]. （原始内容存档于2020-04-17）.（繁體中文）
3. ↑  陳昱均. . 自由時報. 2016-11-14  [2018-01-26]. （原始内容存档于2019-11-28）.（繁體中文）
4. ↑  .   [2017-04-03]. （原始内容存档于2020-04-17）.
5. ↑  .   [2017-04-08]. （原始内容存档于2017-04-09）.
6. ↑  강선애.  [‘我家的熊孩子’ 李常敏 媽媽，請不要生病]. SBS funE. 2017-01-07  [2018-03-07]. （原始内容存档于2020-04-17）.
7. ↑  Yuan. . 韓星網. 2018-12-12  [2018-12-23]. （原始内容存档于2020-04-17）.（繁體中文）
8. ↑  . 韩娱汇. 2020-11-30  [2021-01-11]. （原始内容存档于2022-03-31） （中文（简体））.
9. ↑  . 韩娱汇. 2020-12-15  [2021-01-11]. （原始内容存档于2022-03-31） （中文（简体））.
10. ↑  . 디스패치. 2021-04-03  [2021-05-30]. （原始内容存档于2021-06-02） （韩语）.
11. ↑  . 全星網. 2017-01-10  [2019-05-14]. （原始内容存档于2019-05-14）.（繁體中文）
12. ↑  . 全星網. 201-02-24  [2019-05-14]. （原始内容存档于2019-08-10）. （简体中文）
13. ↑  施乃琪. . 韓星網. 2017-03-28  [2017-04-07]. （原始内容存档于2020-04-17）.（繁體中文）
14. ↑  . 全星網. 2017-06-09  [2019-05-14]. （原始内容存档于2019-05-14）.（繁體中文）
15. ↑  . 全星網. 2017-12-08  [2019-05-14]. （原始内容存档于2019-05-14）.（繁體中文）
16. ↑  吳睿慈. . ETtoday星光雲. 2018-03-19  [2018-03-28]. （原始内容存档于2020-04-17）.（繁體中文）
17. ↑  Yuan. . 韓星網. 2018-03-28  [2018-03-28]. （原始内容存档于2020-04-17）.（繁體中文）
18. ↑  . 頭條日報. 2018-04-02  [2018-04-06]. （原始内容存档于2018-08-20）.（繁體中文）
19. 1 2 3   [每日收視數據表]. TNmS.   [2017-04-26]. （原始内容存档于2018-01-17） （韩语）.
20. 1 2 3 4 5 6 7 8   [每日收視數據表]. (NAVER).   [2019-07-03]. （原始内容存档于2021-11-04） （韩语）.
21. 1 2 3 4 5 6 7 8   [每日收視數據表]. (AGB).   [2017-04-26]. （原始内容存档于2017-03-17） （韩语）.
22. 1 2 3 4 5 6 7 8   [電視收視數據表] (Daum).   [2018-01-26]. （原始内容存档于2022-01-13） （韩语）.

## 外部連結
- 我家的熊孩子 （页面存档备份，存于） - 官方网站